# 古代王者恐竜キング
『古代王者 恐竜キング』（こだいおうじゃ きょうりゅうキング）は、セガによるトレーディングカード方式のアーケードゲーム。通称『恐竜キング』、『恐竜王』。英語圏におけるタイトルは『DINOSAUR KING』。

## 概要

### ゲーム内容
100円を入れると『恐竜カード』か『わざカード』のいずれかが1枚ずつ出てくる。
「ひとりであそぶ」と「ふたりであそぶ」に大きく分かれる。
- 「ひとりであそぶ」は各シリーズのストーリーに応じたゲームモードが複数用意されていて、ゲームモードでは色々な形で相手の出し手についてのヒントが出る。
- 「ふたりであそぶ」は通常2人のプレイヤーによって行われ、「勝ち抜き戦」「タッグマッチ」「チームバトル」の3つの試合形式がある。
  - 「勝ち抜き戦」は1VS1、2VS2、3VS3から選ぶことができる。これらはいずれも恐竜を1頭ずつ戦わせるものだが、恐竜が複数いる場合、勝った側は体力が残っている限り、勝ち残り、負けた側は次の恐竜を出場させていくということを繰り返し、最終的に全ての恐竜を先に倒した方が勝ちとなる。なお、セガによる公式大会においては2VS2の勝ち抜き戦が最も一般的な試合形式だった。
  - 「タッグマッチ」は2VS2で開始するが、試合途中で「チェンジ」のチャンスが複数回あり、条件[2]を満たすと恐竜を交代できる。また、戦っている恐竜が1ターンを勝つと控えにいる恐竜の属性に応じた支援効果を受けられる場合もある。
  - 「チームバトル」は1VS1形式のバトルを複数回にわたって行い、その全体を1試合として数えるというものである。各バトルでは内容に応じてシステムが点数をつけており、全バトルが終わった時点で合計点数の高い方のチームが勝ちとなる。このモードでは恐竜の最大登録数は10のため、理論上は10人1チームとしていけば20人で遊ぶということも可能である。

カードにはそれぞれのカードの性能などの情報がバーコード化されて記載されており、バーコード部をカードリーダーに通すことで、データを読み込ませる。
- 恐竜カードをスキャンするとプレイヤーのパートナーになる恐竜が登場する。また、キャラクターカードを恐竜カードの前にスキャンすると好きなキャラクターを自分で扱うことができる。
  - 恐竜カードをスキャンしないとトリケラトプス（あいこタイプ）が自動的に登場する。また、キャラクターカードを恐竜カードの前にスキャンしないと「ふたりであそぶ」ではリュウタが自動的に登場するのが通例だが、「ひとりであそぶ」ではDキッズ3人の中から好きなキャラクターを自由に選べるようになった。
- わざカードを恐竜カードの後にスキャンして自分の恐竜に色々なわざを覚えさせる。
  - わざカードを恐竜カードの後にスキャンせずに恐竜登場画面に「なし」と表示される。なお、1枚もスキャンしなかったら、リュウタから「次は、パワーアップさせてね！」と忠告される。

### 基本的なルール
グー・チョキ・パーのわざボタンを押すとじゃんけんに勝った方がわざを出して攻撃できる。出し手の考慮時間（カウント）は互いに10秒で、その手で勝ち負けがつけば、次も10秒からスタートするが、あいこであれば、次は5秒、さらにあいこが連続すれば、3秒のカウントになる。このようにして体力を削り合い、先に相手の残り体力を0にしたプレイヤーが勝ちとなる。
基本ルールは単純であるが、バトルタイプとカスタマイズするわざの性能によって使役する恐竜の能力は大きく変動して得るものであり、出すわざによっては、特定の発動条件のもとでじゃんけんに負けるかあいこになっても、相手を攻撃できる場合があるなど、様々な駆け引きと戦略があり、単なるじゃんけんに留まらないゲーム性がある。
じゃんけんに基づいているため、あいこは当然発生して得るわけだが、試合としての引き分けは存在しない。接戦の末に両者の体力がお互いあいこ1回分にも耐えられないくらい少ない状態（これを「体力1ミリ」状態という）であいこになった場合、わざボタンを早く押した側の勝ちである。しかし、この規則には例外があり、カウント数に差があった場合、わざボタンを早く押したとしても、カウント数の多かった方が勝ちとなる。即ち、勝ち判定の最終的な優先順位は「出し手の勝ち負け」＞「カウント」＞「早押し」である。

### 稼動に到るまで
2005年8月よりテスト稼動を経て本格稼動を開始。『甲虫王者ムシキング』の後継作品として準備され、2004年3月に東京都内でロケーションテストが行われたが、当時ムシキングが大ブームだったため、後継タイトルとしての恐竜キングの発売は見合わされていた。2005年夏頃、タイトーよりムシキングのシステムに類似した恐竜トレーディングカードゲーム『ダイノキングバトル』の発売が告知されたため、急遽稼働決定となった。第43回アミューズメントマシンショーに初出店し、2006年9月に各地で再度ロケーションテストを行いながら順次正式稼働された。しかし、急な展開を迫られたために一時期は筐体の台数が不足し、実機と同様の色をムシキングの筐体にボタン周りなどにあしらい、代用していることもあった。ムシキングのシステムに関する特許権についてセガとタイトーの間で一時は裁判沙汰に発展したが、両社が和解したため、双方の恐竜ゲームが同時に出回ることになった。

## 登場キャラクター
説明は激ザン2紀+以降のキャラクターカード裏面の紹介文に準拠している。キャラクターカード化されていれば、恐竜カードの前にスキャンするとゲームの対戦に際して好きなキャラクターを自分で扱うことができる。

### Dラボ（D-LABO）
古代博士が運営する研究所。正式名は「古代恐竜研究所」。
古代（剣竜）博士
Dラボの所長でリュウタの父。世界的な古生物学者で、いつも恐竜の研究に励んでいる。名前の由来は装盾類の一種「剣竜類」から。海外版での名前は「Dr. Spike Taylor」。
コダイマン
2007第1紀から登場。コダイマンモードに登場する謎の人物。伝説的な恐竜キングバトラーであり、他の敵キャラクターからも一目置かれることがある。「謎の戦士」を名乗り、強さ1600～2000の恐竜を操る。正体は古代博士だが、リュウタは気付いていない。海外版での名前は「Dinoman」。
（竜野）リアス
2007第1紀から登場。古代博士の助手を務めるDラボの研究員でマルムの姉。バトル画面ではプレイヤーにアドバイスとヒントをしてくれる。名前の由来はジュラ紀の時代区分「ジュラ紀前期リアス世」から。海外版での名前は「Reese Drake」。

#### Dキッズ（D-KIDS）
Dラボ直属の子ども恐竜研究グループの総称で、恐竜の発掘調査と古生物学の研究などを行う子どもだけで構成されるグループ。ロゴマークは恐竜の足跡のマークである。恐竜を守るため、アクト団やザンジャークと戦う。アニメ版ではノーピスの反逆とザンジャークの出現に伴い、アクト団とは和解し、最終話にて改心したノーピスとも和解する。
（古代）リュウタ
三度の飯より恐竜が大好きな古代博士の息子。正義感が強く、Dキッズのリーダー的存在。パートナー恐竜はトリケラトプスのガブ。名前の由来は恐竜の「竜」から。海外版での名前は「Max Taylor」。
レックス（・オーエン / エンシェント）
学者に負けないほど恐竜に詳しいリュウタの大親友。豊富な知識と冷静な判断力でDキッズの知恵袋的存在。パートナー恐竜はカルノタウルスのエース。名前の由来は「ティラノサウルス・レックス」から。海外版での名前は「Rex Owen」。
（竜野）マルム
2007第1紀から登場。恐竜とオシャレが大好きなリアスの妹。リュウタ、レックスと同い年だけど、2人を子ども扱いするDキッズのまとめ役。パートナー恐竜はパラサウロロフスのパラパラ。名前の由来はジュラ紀の時代区分「ジュラ紀後期マルム世」から。海外版での名前は「Zoe Drake」。

### DS版のみ登場
ミンミ
Dサイトで案内係を務める受付嬢のような女性。ゲーム版には登場しないものの、公式サイトの四コマ漫画にも登場している。名前の由来は「ミンミ」から。

### アクト団
自称、泣く子も黙る秘密結社。恐竜を使って世界征服を企んでいる。ザンジャークが台頭してから組織が弱体化したのかは不明だが、Dキッズの活動もあり、以前に比べ、活動は小規模化している。アニメ版ではノーピスの反逆とザンジャークの出現に伴い、Dキッズとは和解し、最終話にて改心したノーピスとも和解する。
Dr. ソーノイダ
恐竜を操り、「恐竜キング」に憧れるアクト団のボス。一度思い立ったら、成功するまで諦めない。（超）アクト恐竜、シークレット恐竜、わざカードの最初の発明者であり、ジャークアーマーを解析してディノテクターを開発するなど、優秀な科学者でもあり、かつては古代博士（アニメ版ではエンシェント博士）と共に古生物学を研究していた。口癖は「〜ぞい」。ゲーム画面では基本超わざをフルカスタマイズした強さ1800〜2000のノーマル恐竜と強さ1600〜2000の超アクト恐竜を操る。名前の由来は恐竜を意味する「ダイナソー」から。海外版での名前は「Dr. Z（ドクターズィー）」。
ウサラパ
女王様気取りで、世界中を自分の虜にする夢を持っている。「おばさん」という言葉に無意識に反応してしまい、Dキッズに「おばさん」と言われると怒り出す。アクト団の工作員としては草属性の恐竜を担当しているが、アニメでのパートナー恐竜はティラノサウルスのティラノである。名前の由来は「パラサウロロフス」から。海外版での名前は「Ursula」。
ノラッティ〜
化学実験が得意で、イタズラが大好き。ドジな面もあり、いいアイデアが閃いても、必ず失敗する。口癖は「〜ザンス」。アクト団の工作員としては炎属性の恐竜を担当しているが、アニメでのパートナー恐竜はスピノサウルスのスピノである。名前の由来は「ティラノサウルス」から。海外版での名前は「Zander」。
エド
コンピュータが得意で、アクト団では恐竜バトルのデータ分析をしている。運動が苦手だが、逃げ足の速さは侮れない。口癖は「〜ッス」。アクト団の工作員としては土属性の恐竜を担当し、アニメでのパートナー恐竜はサイカニアのサイカ。名前の由来は「エドモントニア」から。海外版での名前は「Ed」。
ロト
機械をいじるのが得意で、アクト団ではメカニックをしている。頭も良く、生意気な面もあるが、実は妹思いの優しい性格。アニメ版の設定ではソーノイダの孫ということになっている。アクト団の雷属性担当で、名前の由来は「トロサウルス」から。海外版での名前は「Rod」。
ロア
ロトの妹で、アクト団のムードメーカー。ませた面もあるが、怒ったり、泣いたりすると誰も手がつけられない。アニメ版の設定ではソーノイダの孫ということになっている。アクト団の風属性担当で、名前の由来は「アロサウルス」から。海外版での名前は「Laura」。
アクトロイド
2006第4紀から登場。ソーノイダが作った汎用ロボット。色は青色。2007年シリーズまでのゲーム内では恐竜への攻撃、基地の建設、2007第3紀以降のバトル中ではアクトダイスのサイコロ振り、やわらかびーむのパラボラアンテナ操作、びっくりバナナの仕掛け、アクトミサイルの打ち上げ、ドキドキ！アクトダーツ！のルーレット回しとダーツ投げ、アクトグルメのごちそうを行う。
テクロイド
覚新1紀から登場。恐竜知識を試すためのクイズロボ。色は緑色で、アクトロイドより頭が大きい。なお、アニメ版には登場しない。
カクトロイド
覚新1紀から登場。アクトロイドの100倍の力があるプロレスラー型パワーロボ。色は赤色で、アクトロイドより体が大きい。超ハイテクなのに蒸気で動いている。得意わざはどんなに重い恐竜でも投げ飛ばすことができる「アクト式ジャイアントスイング」。なお、アニメ版には登場しない。

### 宇宙海賊ザンジャーク
激ザン1紀から登場。専用の戦闘兵を持ち、翼の生えた宇宙人による秘密組織。恐竜を操って全宇宙の支配を狙っている。ザンジャークの操る恐竜には腹の左右と額にザンジャークのマーク（ジャークマター）が付けられている。名前の由来は「残忍」と「邪悪」から。海外版ではアニメ版にのみ登場し、ゲーム内には登場しない。
ジャーク
ザンジャークの首領（ドン）。見た目と怒った時はとても怖いが、普段は…。パートナー恐竜はブロントサウルスのブロントとエオラプトル。なお、エオラプトルはアニメ版には登場しない。名前の由来は「邪悪」から。海外版での名前は「Spectre」。
グーネンコ
ザンジャークの乱暴者。大きな体で、力任せな性格。口癖は「〜なんだな」。パートナー恐竜はティラノサウルスのギガス。名前の由来はじゃんけんの「グー」から。海外版での名前は「Gavro」。
ミハサ
ザンジャークの紅一点。一見美人だが、性格は冷酷。口癖は「〜かもね」。パートナー恐竜はトリケラトプスのマキシムス。名前の由来はじゃんけんの「チョキ」を意味する「ハサミ」から。海外版での名前は「Sheer」。
ザッパー
ザンジャークの切れ者。素早く動き、ずる賢い性格。口癖は「〜だったりして」。パートナー恐竜はステゴサウルスのアルマトゥス。名前の由来はじゃんけんの「パー」から。海外版での名前は「Foolscap」。
ゴーマ
覚新2紀から登場。ジャークの孫。自分が宇宙最強であることを知らしめるため、Dキッズの前に立ちはだかる。脱出ポッドで宇宙を彷徨い、やっとのことでそれぞれ自身の星に生還した祖父らザンジャーク一味のボロボロになった姿を目の当たりにし、それまでの「最強」であった祖父を倒した者を倒すことによって、誰もが認める最強の座に就こうと画策する。パートナー恐竜はアクト団から奪ったエオカルカリア。ゴーマのエオカルカリアは邪悪な力で強化され凶暴化しており、通常時、スーパー恐竜（ジャークフュージョン）、ジャークアーマー恐竜（ジャークアーマーΩ）の三段階がある。なお、アニメ版には登場しない。名前の由来は「傲慢」と「孫」から。

### その他
ノーピス
アクト団とザンジャークに所属していた男。アニメではいつも何かの研究をしており、恐竜を利用して何かを企んでいる。自分の気持ちを顔に出さないので、何を考えているか分からない。以前はソーノイダの助手だったが、ブラックティラノサウルスを創り出し、謀反を起こす。その後、ザンジャークに協力するが、最終的にザンジャークとも決別し、自身の手で強化したクリオロフォサウルスを使って反逆する。最終回ではコスモストーンがザンジャークの手に落ち、黒い翼竜が誕生したことに責任を感じて改心した。リュウタは彼が改心したのを見て、和解しようともしなかったが、黒い翼竜を倒すために共闘することになった。最後はバックランド号を操縦して、自分が悪事を動いたことを謝罪し、黒い翼竜を滅ぼすことに成功した。このような事情から、キャラクターカードにはアクト団バージョンとザンジャークバージョンの2種類がある。アクト団に所属していた頃は水属性担当で、2006年シリーズではアマルガサウルスをよく使っていた。名前の由来は「スピノサウルス」から。海外版での名前は「Seth」。

## ストーリー
主人公リュウタら「Dキッズ」と、恐竜を使って世界征服を企む「アクト団」および恐竜を操って全宇宙の支配を狙う「宇宙海賊ザンジャーク」の攻防を主に描いている。

### 2006年シリーズ
略称は「2006」または略称なし。

#### ストーリー
恐竜を捕まえて世界征服を企むアクト団。謎の石版に導かれ、それを阻止しようとするリュウタとレックス。恐竜を守るため、リュウタたちは恐竜時代へ飛び、アクト団と戦う。だが、アクト団が使ってきたのは普通の恐竜とは違う超アクト恐竜。リュウタたちはアクト団を追い詰めたと思ったが…。

#### ゲームモード
いずれも全4回戦で、簡単モードと難しいモードがあり、それぞれ登場する恐竜やわざが異なる。
VSアクト団編（2006第1紀〜2006雨季）
アクト団4人と戦う。最後の4回戦目ではソーノイダの操るティラノサウルス（こうげきタイプ）またはサイカニア（あいこタイプ）と戦う（わざはいずれも最後の力・あいこやぶり・ネッククラッシャー）。
アクト団診断モード・初期バージョン（2006第1紀〜2006雨季）
アクト団のキャラクターカードを恐竜カードの前にスキャンすると遊べる。アクト団のキャラクターで戦うという点を除けば、通常のVSアクト団編と同じ。レベルの採点はない。
アクト団恐竜捕獲作戦/前編（2006第4紀〜第6紀）
アクト団4人と戦う。最後の4回戦目ではソーノイダの操る強さ1800〜2000の初期恐竜12体の内の1体と戦う。
アクト団恐竜捕獲作戦/後編（2006第4紀〜第6紀）
アクト団4人と戦う。最後の4回戦目ではソーノイダの操る超A.アクロカントサウルス（あいこタイプ）と戦う。
アクト団診断モード（2006第4紀〜第6紀）
アクト団のキャラクターカードを恐竜カードの前にスキャンすると遊べる。アクト団のキャラクターでアクト団の恐竜と戦い、最後の4回戦目ではソーノイダの操る超A.アクロカントサウルス（あいこタイプ）と戦う。バトルが終わるとソーノイダがSSS〜Dの間でレベルを採点してくれる。

#### リリース
第1紀
2005年8月よりロケテスト。全39種。
第2紀
2006年1月26日より稼動。全48種。
第3紀
2006年3月23日より稼動。全45種。
2006年雨季限定 ディノラマ・バージョン
2006年5月下旬より稼動。全45種。
第4紀
2006年8月3日より稼動。全58種。アクトロイド・スペシャル恐竜初登場。バトルタイプが明確に定められる。
第5紀
2006年10月4日より稼動。全72種。（超）アクト恐竜初登場。
2006年冬季限定 ディノラマ・バージョンⅡ
2006年11月30日より稼動。 全77種。シークレット恐竜初登場。
第6紀
2007年1月25日より稼動。全87種。アクト恐竜初カード化。全属性の強さ2000の初期恐竜が全て出揃う。2007年2月4日よりアニメ版放送開始。

#### カードリスト
- 2006第1紀
- 2006第2紀
- 2006第3紀
- 2006雨季
- 2006第4紀
- 2006第5紀
- 2006冬季
- 2006第6紀

### 2007年シリーズ
略称は「2007」。日本版では2007年シリーズは第4紀+までであるが、台湾版など一部の海外のバージョンでは2007第5紀に相当する「新・第5紀」がリリースされている。

#### ストーリー
恐竜を操って悪さをするアクト団の野望を阻止すべく、Dキッズが立ち上がった。アクトロイドが作った基地を破壊するも、レックスが敵に囚われてしまう。そこにかけつけたのは3人目のDキッズ、マルム。リュウタはマルムと共にレックスを助けるべく、アクト要塞へと向かうが…。

#### ゲームモード
コダイマンモード以外いずれも全4回戦で、簡単モードと難しいモードがあり、それぞれ登場する恐竜やわざが異なる。
コダイマンモード（2007第1紀〜第4紀+）
VSコダイマンの隠しモード。恐竜王・超恐竜王カードをスキャンすると遊べる。
全5回戦で、4回戦目までは超わざをフルカスタマイズした強さ2000の初期恐竜6体の内の4体と戦い、全て倒すと5回戦目でシークレット恐竜のディノニクス（ピンチタイプ）かパキケファロサウルス（そっこうタイプ）が出てくる。
時間制限はないが、時間が計られており、倒した恐竜の数やじゃんけんの勝った数などと共に記録され、点数がつけられている（かかった時間が短いほど高得点）。バトルが終わると点数に応じてコダイマンが金〜銅の間で表彰してくれる。
アクト団診断モード（2007第1紀〜第4紀+）
アクト団のキャラクターカードか大会参加賞のアクト団カードを恐竜カードの前にスキャンすると遊べる。アクト団のキャラクターでアクト恐竜と戦う。2006年シリーズと違い、敵恐竜は全て（超）アクト恐竜である。2007第3紀からはどくタイプの登場に伴い、このモードに登場する（超）アクト恐竜のタイプが全てどくタイプに変更された。
簡単モードでは3回戦目までアクト恐竜、4回戦目でソーノイダの操る超わざフルカスタマイズの超A.アクロカントサウルスと戦う。
難しいモードでは1回戦目だけがアクト恐竜で、残りは全て超アクト恐竜である。最後の4回戦目ではソーノイダの操る超A.アロサウルスと戦う（わざはパウパウパワー・ニンジャアタック・トルネードブロー）。バトルが終わるとソーノイダがSSS〜Dの間でレベルを採点してくれる。
DキッズVSアクト要塞（2007第1紀〜第2紀）
簡単モードと難しいモードがあり、難しいモードは簡単モードの続きになっている。2007第3紀からはどくタイプの登場に伴い、このモードに登場する超アクト恐竜が全てどくタイプに変更された。
簡単モードでは強さ1000〜1600の恐竜と戦う。1回戦目でアクトロイドの操る強さ1000、2回戦目でノラッティ〜の操る強さ1200の恐竜と戦う。ここでレックスが攫われ、以後はレックスの救出のために動く。続く3回戦目ではロト・ロアの操る強さ1000と強さ1200の恐竜2体を相手に1体で勝利しなければならない。最後の4回戦目ではエドとノーピスの操る強さ1400と強さ1600の恐竜と戦うことになるが、ここでマルムのパラサウロロフス（わざはネイチャーズブレッシング・かいふく・スーパーインパクト、まもりタイプ）が助けに来てくれて、2VS2のタッグマッチになる。
難しいモードでは強さ1400〜2000の恐竜と戦う。1回戦目でエドの操る強さ1600、2回戦目でウサラパの操る強さ1800の恐竜と戦い、3回戦目ではロト・ロアの操る強さ1400と強さ2000の恐竜と戦うことになるが、ここでマルムのパラサウロロフスが助けに来てくれて、タッグマッチになる（わざは簡単モードと同じ）。ここでレックスが救出され、レックスの分の恐竜カードをスキャンするように要求される。そして最後の4回戦目で、ソーノイダの操る超わざフルカスタマイズの超A.ケントロサウルス、超A.アロサウルス、超A.カスモサウルスのいずれか2体と戦うことになり、こちらもレックスの分と合わせてタッグマッチになる。
DキッズVSアクト要塞プラスバージョン（2007第3紀〜第4紀+）
前作「DキッズVSアクト要塞」とストーリー展開は同じだが、敵恐竜・敵わざが一部変更されている。

#### リリース
2007年 第1紀
2007年4月12日より稼動。全81種。マルム・リアス・コダイマン・アクトわざ・トリプルスラッシュカード初登場。『トリプルスラッシュカードキャンペーン』開催。本シリーズからアニメの放送に伴い、登場人物にマルムとリアスとコダイマンを加え、各キャラクターの容姿や性格などの設定や声優もアニメに準拠したものへと変えられた。
2007年 第1紀+
2007年5月30日より稼動。全92種。
2007年 第2紀
2007年7月12日より稼動。全105種。アクトわざ初カード化。
2007年 第3紀
2007年10月18日より稼動。全111種。化石カード・たまごカード初登場。『7つのたまごをGETしよう!キャンペーン』開催。2007年11月22日よりDS版発売開始。
2007年 第4紀
2007年12月13日より稼動。全106種。
2007年 第4紀+
2008年1月24日より稼動。全123種。排出されるカード数としては全弾の内で最多である。2008年2月3日よりアニメ版2期『翼竜伝説』放送開始。

#### カードリスト
- 2007第1紀
- 2007第1紀+
- 2007第2紀
- 2007第3紀
- 2007第4紀
- 2007第4紀+

### 激闘!ザンジャーク!!シリーズ
略称は「激ザン」または「ジャーク」。

#### ストーリー
恐竜を強化だ、ディノテクトオン！新たな恐竜も交えて戦いはさらにヒートアップ。突如現われた宇宙海賊ザンジャークは恐竜を操り、この世界をめちゃめちゃにしようとしている。そして現われたのは鎧をつけた奇妙な恐竜たち。この力にDキッズはどう対抗するのか？野望を阻止すべく、Dキッズがザンジャークに立ち向かう。

#### ゲームモード
コダイマンモード（激ザン1紀〜3紀）
VSコダイマンの隠しモード。「ひとりで遊ぶ」画面で1P側のわざボタンを3つ同時に押すと遊べる。また、今回から恐竜王・超恐竜王カードをスキャンしなくても遊べるようになった。
2007年シリーズと違い、強さ1600〜2000の恐竜を1分以内に何頭倒せるかを競うゲームで、満点は20頭となっている。倒した恐竜の数、じゃんけんに勝った数、倒すのにかかった時間の短さなどによって点数がつけられており、バトルが終わると点数に応じてコダイマンが金〜銅の間で表彰してくれる。
アクト団をやっつけろ!（激ザン1紀〜3紀）
VSアクト団の簡単モード。全3回戦で、強さ1000〜2000の恐竜と戦う。
1・2回戦目ではウサラパ・ノラッティ〜・エドのいずれか2人の操る強さ1000〜1400の恐竜1体ずつと戦い、3回戦目ではソーノイダの操る超わざフルカスタマイズの強さ1800〜2000の恐竜1体と戦う。
バトル中は3つのセリフの中から1つ選んで相手をゆさぶることができ、セリフによっては次に出す相手の手のヒントを知ることが出来る。
新たな敵、登場!（激ザン1紀〜3紀）
VSザンジャークの普通モード。全5回戦で、グーネンコ・ミハサ・ザッパーの内の1人が操る強さ1000〜2000のジャークマターを付けた恐竜と戦う。
1回戦目は強さ1000、2回戦目は強さ1200、3回戦目は強さ1400、4回戦目は強さ1600〜2000の恐竜それぞれ1体ずつと戦い、最後の5回戦目はジャークアーマーなしのギガス（わざはマグマブラスター・ビッグファイアボム・バーニングダッシュ、どくタイプ）・マキシムス（わざはブリッツカウンター・サンダーバズーカ・ガトリングスパーク、どくタイプ）・アルマトゥス（わざはクエイクセイバー・クリスタルブレイク・アースバリア、どくタイプ）のいずれかと戦う。
激闘!ザンジャーク!!（激ザン3紀）
VSザンジャークの難しいモード。本気になったザンジャーク3名全員と戦う。ザンジャークのバトルを選ぶとき、わざボタンを3つ同時に押すと遊べる。
超わざフルカスタマイズのジャークアーマー恐竜3体（ギガス・マキシムス・アルマトゥス）と戦う(わざとバトルタイプはギガスのビッグファイアボムがデスファイアに変わっているのを除けば、普通モードと同じ)。
プレイヤーは1頭しかスキャンできないが、負けそうになると使っているキャラクターに関係のあるキャラクターが1人助けに入ってくれる。

#### リリース
激闘!ザンジャーク!! 第1紀
2008年3月18日より稼動。全70種。宇宙海賊ザンジャーク・ディノテクター恐竜・カスタマイズカード初登場。2008年4月より累計出荷枚数が1億枚を突破。2008年5月16日よりマクドナルドハッピーセット『ハッピーセットカード』配布開始。
激闘!ザンジャーク!! 第2紀
2008年6月5日より稼動。全84種。
激闘!ザンジャーク!! 第2紀+
2008年7月18日より稼動。全106種。
激闘!ザンジャーク!! 第3紀
2008年9月11日より稼動。全99種。ジャークアーマー恐竜初登場。『絵が変わる!ディノテクトオンカードキャンペーン!!』開催。

#### カードリスト
- 激ザン1紀
- 激ザン2紀
- 激ザン2紀+
- 激ザン3紀

### 目覚めよ!新たなる力!!シリーズ
略称は「覚新」。本ゲーム最後のシリーズであり、ゲームモードは最多の全7種類となった。

#### ストーリー
新たなる力、エレメントフュージョン！恐竜の力を最大限に引き伸ばせ！アクト団とのクイズバトル！ザンジャークとの決戦！そして現われる、最強の敵…。その正体は果たして？

#### ゲームモード
コダイマンモード（覚新1紀〜6紀）
VSコダイマンの隠しモード。激闘!ザンジャーク!!シリーズのモードと同じ。
アクト団をやっつけろ!（覚新1紀〜6紀）
VSアクト団の簡単モード。全3回戦で、強さ1000〜2000の恐竜と戦う。前シリーズのモードと基本的には同じだが、登場する敵恐竜が異なっている。
1・2回戦目ではウサラパ・ノラッティ〜・エドのいずれか2人の操る強さ1000〜1400の恐竜1体ずつと戦う。ウサラパは炎属性か風属性、ノラッティ〜は水属性か草属性、エドは雷属性か土属性の恐竜を使ってくる。
3回戦目ではソーノイダの操る基本超わざフルカスタマイズの強さ1800〜2000の恐竜1体と戦う。ソーノイダは強さ1800の場合カルカロドントサウルス（カウンタータイプ）、ジョバリア（ゆうきタイプ）、アンキケラトプス（こんじょうタイプ）、ステゴサウルス（ハンタータイプ）、カロノサウルス（ハンタータイプ）、マジュンガサウルス（カウンタータイプ）のいずれか、強さ2000の場合ティラノサウルス（こうげきタイプ）、ティタノサウルス・コルバーチ（きょうかタイプ）、ペンタケラトプス（ハンタータイプ）、サイカニア（カウンタータイプ）、ランベオサウルス・マグニクリスタトゥス（こんじょうタイプ）、アロサウルス・アトロクス（ラッキー7タイプ）のいずれかを使ってくる。
なお、今回からバトル中に3つのセリフを選ぶことができなくなった。
アクト団クイズ大作戦!（覚新1紀〜6紀）
VSアクト団のクイズモード。全3回戦で、強さ1600〜2000の恐竜と戦う。クイズに正解すれば、その手で攻撃できるが、不正解の場合、その手で負けるというルールである。クイズは合計で300種類以上あり、「恐竜カタカナクイズ」「恐竜物知りクイズ」「恐竜シルエットクイズ」の3つのセクションから成る。
1回戦目はテクロイドが出題する「恐竜カタカナクイズ」で、空欄をカタカナで埋める問題である。テクロイドは強さ1600のアベリサウルス（わざはストンピングハンマー・ヘルサンド・アトミックボム、かいふくタイプ）、ケティオサウルス（わざはストンピングハンマー・ヘルサンド・アトミックボム、パーパータイプ）、トロサウルス（わざはダイビングプレス・デスグラインド・ダイノスイング、そっこうタイプ）、トゥオジャンゴサウルス（わざはダイビングプレス・デスグラインド・ダイノスイング、こんじょうタイプ）、シャントゥンゴサウルス（わざはテイルスマッシュ・カミカゼタックル・ネッククラッシャー、まもりタイプ）、アフロヴェナトル（わざはテイルスマッシュ・カミカゼタックル・ネッククラッシャー、かいしんタイプ）のいずれかを使ってくる。
2回戦目はロトとロアが出題する「恐竜物知りクイズ」で、恐竜の雑学を問う問題である。ロトとロアは強さ1800のダスプレトサウルス（まもりタイプ）、ティタノサウルス（あいこまもりタイプ）、パキリノサウルス（ゆうきタイプ）、ギガントスピノサウルス（ひっさつタイプ）、プロサウロロフス（かいふくタイプ）、ユタラプトル（こうげきタイプ）のいずれかを使ってくる（わざはいずれもたたかえ！カクトロイド！・ドキドキ！アクトダーツ！・アクトダイス）。
3回戦目はソーノイダが出題する「恐竜シルエットクイズ」で、恐竜のシルエットを見て恐竜の名前を答える問題である。ソーノイダの操る強さ2000の恐竜か、覚新シリーズで登場した強さ1600〜1800の超アクト恐竜と戦う（いずれも基本超わざのフルカスタマイズ）。ソーノイダは強さ1600の場合、超A.ラジャサウルス（ぽか〜んタイプ）、超A.スコミムス（ぽか〜んタイプ）、超A.イグアノドン（どくタイプ）のいずれか、強さ1800の場合、超A.カスモサウルス（グーグータイプ）、超A.ケントロサウルス（チョキチョキタイプ）、超A.アロサウルス（パーパータイプ）のいずれか、強さ2000の場合、ティラノサウルス（ハンタータイプ）、アンペロサウルス（あいこかいふくタイプ）、スティラコサウルス（とつげきタイプ）、エウオプロケファルス（こうげきタイプ）、サウロロフス（あいこタイプ）、メガラプトル（こうげきタイプ）のいずれかを使ってくる。ただし、稀にアクト団のノーピスが出題者になることがあり、その場合、ノーピスはサウロファガナクス（超こうげきタイプ）、ブラックティラノサウルス（デスタイプ）、超A.アクロカントサウルス（どくタイプ）のいずれかを使う（わざはいずれもマグマブラスター・デスファイア・フライトブレイズスピン）。
新たな敵、登場!（覚新1紀〜6紀）
VSザンジャークの簡単モード。全5回戦で、グーネンコ・ミハサ・ザッパーの内の1人が操る強さ1000〜2000の恐竜と戦う。前シリーズのモードと基本的には同じだが、登場する敵恐竜が異なっている。
1回戦目は強さ1000、2回戦目は強さ1200、3回戦目は強さ1400、4回戦目は強さ1600〜2000の恐竜それぞれ1体ずつと戦い、最後の5回戦目はジャークアーマー無しのギガス・マキシムス・アルマトゥスのいずれかと戦う（わざはいずれも激ザンシリーズのモードと同じ）。
なお、今回から4回戦目までのノーマル恐竜にはジャークマターがつかなくなった。
激闘!ザンジャーク!!（覚新1紀〜6紀）
VSザンジャークの普通モード。前シリーズのモードと基本的には同じだが、今回からVSジャークのモードが追加されたため、難易度が下げられた。
超わざフルカスタマイズのジャークアーマー恐竜3体（ギガス・マキシムス・アルマトゥス）と戦う(わざとタイプはギガスのデスファイアがビッグファイアボム、マキシムスのブリッツカウンターとサンダーバズーカがギガライディーンとエレクトリックチャージに変わっているのを除けば、激ザンシリーズのモードと同じ)。
プレイヤーは1頭しかスキャンできないが、負けそうになると使っているキャラクターに関係のあるキャラクターが1人助けに入ってくれる。
決戦!首領（ドン）ジャーク!!（覚新1紀〜6紀）
VSザンジャークの難しいモード。ジャークとタッグマッチで戦う。ジャークはジャークアーマー恐竜のブロント（わざはハイドロカッター・オーシャンパニック・アクアボルテックス）とシークレット恐竜のエオラプトル（超わざフルカスタマイズ）を使ってくる。こちらも恐竜を2頭スキャンして戦う。
戦慄!オメガフェニックス!!（覚新2紀〜6紀）
VSザンジャークの超難しいモード。ゴーマと対決する。ザンジャークのバトルを選ぶ時、わざボタンを3つ同時に押すと遊べる。なお、ストーリーの都合により、このモードでプレイヤーが扱えるキャラクターはDキッズの3人（リュウタ・レックス・マルム）のみとなっており、通常のキャラクターカードは使えないが、3人の恐竜王カードは使える。
ゲーム開始画面では1VS1のように見せかけているが、実際はスーパータイプとジャークアーマーΩが控えているので、実質全3回戦である。
ゴーマは邪悪な力で強化したエオカルカリアを使ってくる（わざはヒートイラプション・フレアソード・バーニングダッシュ）。具体的には、1回戦目のエオカルカリア（通常時）が強さ2000・こうげき力1750・テクニック1000（普通は400）・体力4000（普通は2000）、2回戦目のスーパーエオカルカリアが強さ2000・こうげき力3500・テクニック2000（普通はこうげき力1750・テクニック1000で、フュージョン時限定でこうげき力3500・テクニック2000だが、このスーパーエオカルカリアはフュージョン状態を長時間維持できる）・体力3000（普通は2000）、3回戦目のエオカルカリア（ジャークアーマーΩ）が強さ2000・こうげき力7750（普通は1750）・テクニック1000・体力5000（普通は2000）となっている。
プレイヤーは1頭しかスキャンできないが、こちらが負けそうになるとディノテクター恐竜かシークレット恐竜のいずれか2頭が超わざフルカスタマイズで助けに入ってくれる。助けに入ってくれる恐竜はリュウタがトリケラトプス（ディノテクター、わざはライトニングアックス・サンダードライバー・プラズマアンカー、パーパータイプ）、ティラノサウルス（ディノテクター、わざはヒートイラプション・フレアソード・バーニングダッシュ、グーグータイプ）、ディノニクス（わざはダイナギャラクシー・クロスカッター・ローリングアタック、こうげきタイプ）、メガロサウルス（わざはゼロジースロー・ギガンティックフォール・サイキックバインド、よこくタイプ）のいずれか、レックスがカルノタウルス（ディノテクター、わざはジェットシュリケン・ハリケーンビート・カゲロウ、チョキチョキタイプ）、スピノサウルス（ディノテクター、わざはウォーターソード・オーシャンパニック・アクアボルテックス、パーパータイプ）、テリジノサウルス（わざはネイルブレード・ジャイロスラッシャー・デンジャラスクロー、まもりタイプ）、クリオロフォサウルス（わざはスノークリスタル・ブリザードスマッシュ・フローズングライド、あいこかいふくタイプ）のいずれか、マルムがパラサウロロフス（ディノテクター、わざはツープラトンクラッシュ・ソーンウィップ・グリーンインパルス、グーグータイプ）、サイカニア（ディノテクター、わざはサンドトラップ・クリスタルブレイク・ビッグロックローラー、チョキチョキタイプ）、パキケファロサウルス（わざはヘッドダイバー・ダイナミックレイ・クエイクヒート、あいこタイプ）、パウパウサウルス（わざはパウパウプレス・パウパウラブラブ・パウパウローリング、ぽか〜んタイプ）のいずれかである。

#### リリース
目覚めよ!新たなる力!! 第1紀
2008年11月6日より稼動。全80種。テクロイド・カクトロイド・スーパー恐竜初登場。
目覚めよ!新たなる力!! 第2紀
2009年1月15日より稼動。全92種。ゴーマ初登場。『アクト団 エオカルカリア捕獲大作戦』開催。2009年1月30日よりマクドナルドハッピーセット『最強変身!!スーパー恐竜カード』配布開始。タイプの異なる同じ恐竜が3体以上排出された唯一の弾である。
目覚めよ!新たなる力!! 第3紀
2009年3月19日より稼動。全104種。ディノコンボ初登場。
目覚めよ!新たなる力!! 第4紀
2009年5月28日より稼動。全96種。
目覚めよ!新たなる力!! 第5紀 超Ω（スーパーオメガ）
2009年8月6日より稼動。全100種。排出される恐竜カードはエオカルカリア（ジャークアーマーΩ）を除き、すべてスーパー恐竜、わざカードはすべて超わざカードであった。
目覚めよ!新たなる力!! 第6紀 ハイパーバトルミュージアム
2009年11月6日より稼動。全100種。超アクト恐竜・アクト恐竜再登場。限定カードでのみ登場していた恐竜が筐体から初排出されるカードが多かった。2010年7月30日より公式サイトを縮小。終了告知はされていないものの、以降の発売予定はなし。

#### カードリスト
- 覚新1紀
- 覚新2紀
- 覚新3紀
- 覚新4紀
- 覚新5紀
- 覚新6紀

## カードの種類
それぞれのカード表面には相性早見表とタイプチェッカーが2007年シリーズまでに記載されていたが、激ザンシリーズ以降は省略されるようになった。
恐竜カード
このゲームの主役として戦う古生物が記載されたカード。わざカードを組み合わせるとこうげき力とテクニックが上がる。相性の良い通常わざのノーマルわざカードか通常超わざの超わざカードとじゃんけんマークを合わせれば、必殺わざの威力が上がる。詳細は恐竜カードを参照。
ノーマルわざカード
どの恐竜でも使えるわざカード。相手への単純な攻撃を主体とする通常わざと自分の恐竜の能力を上げるなどの機能を持つ特殊わざに大別される。通常わざはシークレット恐竜を除く恐竜の初期テクニックに由来する相性があり、特殊わざはテクニック値によって効果と発動確率が変化する。詳細はノーマルわざを参照。
超わざカード
通常の属性があるわざカード。シークレット恐竜を除く恐竜カードと属性マークが合わないと使えない。タッグマッチバトルではじゃんけんに勝って相手を攻撃した後、一定の確率で支援効果が発生する。詳細は超わざを参照。

## カードの詳細

### 手
このゲームには基本的にグー・チョキ・パーの三すくみでバトルが成り立っている。バトル画面では次の一手で確実に相手を倒せる場合、じゃんけんアイコンに3本の白い爪が強調表示される。
わざカードをスキャンしなかったり、わざカードをスキャンしたが、特定の発動条件を満たさずに発動しなかったりする時におけるグー・チョキ・パーの標準わざには以下のように一定の法則があり、2006冬季から2007第3紀にかけて登場したシークレット恐竜を除く恐竜で共通である。
必殺わざ
各恐竜に対して指定される手。ゲーム画面ではじゃんけんアイコンの周りにギザギザが表示される。
グー
打撃わざ。
チョキ
突撃わざ。
パー
投げわざ。

### 能力
どの恐竜カードにも強さとテクニックが表記されているが、それだけではなく、こうげき力とぼうぎょ力とあいこぼうぎょ力と体力の細かい数値の設定が存在する。
強さ
各恐竜のパワーの総合力。わざのカスタマイズによらない各恐竜に固有の定数である。ノーマル恐竜ではこうげき力に比例し、テクニックに反比例する。どの恐竜に対しても最大値は2000で最小値は1000である。なお、強化する技術としてはアクト団のアクトウェーブ（超アクト恐竜を創り出す装置）、Dキッズとアクト団のディノテクター、ザンジャークのジャークアーマーがある。
テクニック
特殊わざを使いこなす能力の大きさ。各恐竜に固有の値だが、わざのカスタマイズやバトルタイプによって変化する変数である。ノーマル恐竜では強さとこうげき力に反比例し、特殊わざの効果の大きさと特殊わざおよび特殊超わざの発動確率はテクニックに比例する。これまでに確認されたテクニックの最大値は3660（エオラプトルにひっさつふうじ、エレメントパワー、始祖鳥のまもりをカスタマイズした場合）で最小値は0である。なお、わざのカスタマイズ以外に強化する技術としてはエレメントフュージョンがある。
こうげき力
グー・チョキ・パーの1回あたりの攻撃で相手に及ぼすダメージの大きさ（HP）の総和。各恐竜に固有の値だが、わざのカスタマイズとバトルタイプによって変化する変数である。恐竜登場画面では合計値を確認することができる。覚新シリーズ以降はエオラプトル、化石カード、一部のカスタマイズカードを除く恐竜カードにグー・チョキ・パーにおける内訳が記載されるようになった。これまでに確認された最大値は7750で最小値は1300であるが、プレイヤーが扱える最大値は3350（サウロファガナクスにマグマブラスター、ビッグファイアボム、バーニングダッシュをカスタマイズした場合）である。なお、わざのカスタマイズ以外に強化する技術としてはアクトウェーブやエレメントフュージョンがある。
ぼうぎょ力
1回あたりの攻撃で相手から受けるダメージを減らす作用の大きさ。各恐竜に固有の値だが、特定のわざのカスタマイズによって変化する変数である。なお、わざのカスタマイズ以外に強化する技術としてはエレメントフュージョンがある。一般に数値は公開されていない。
あいこぼうぎょ力
あいこ1回あたりの攻撃で相手から受けるあいこダメージを減らす作用の大きさ。各恐竜に固有の値だが、特定のわざのカスタマイズによって変化する変数で、テクニックに比例する。一般に数値は公開されていない。
体力
1回あたりの攻撃で相手から受けるダメージの少なさ（ライフ）。わざのカスタマイズよらない各恐竜に固有の定数である。ノーマル恐竜では強さに比例し、こうげき力に直接関係する量である。例えば、わざをカスタマイズしていないこうげき力1700（グー・チョキが390、パーが920）のティラノサウルスを使って体力2000の恐竜を倒すためには必殺わざのパーで2回、それ以外のグーまたはチョキで1回勝てば良いので（2000の体力に対して2230の攻撃を浴びせたことになる）、あいこを挟まない場合、最短で3手決着となる。一般に数値は公開されていないが、こうげき力は知られているので、グー・チョキ・パーの1回あたりの攻撃で倒れるかを調べれば、大まかな値を逆算することができる。一般に回復系のわざによって失った分の一部を取り戻すことができるが、体力を全く失うことなく、（相対的に）強化する技術はアクト団の「ぬいぐるびーむ」しか存在しない。

### 属性
このゲームには基本として通常の属性「炎」「水」「雷」「土」「草」「風」、例外の属性「秘」が用意されている。通常の属性には以下のような有利・不利があり、その属性の力を宿した超わざが大きく影響している。
通常の属性の超わざをカスタマイズするとじゃんけんアイコンのマークが変わり、シークレット恐竜を除く恐竜に通常の属性のオーラが付く。この状態だと相手によって通常の属性の有利・不利が起こり、ダメージが変化する。通常の属性の超わざをカスタマイズする時は相手との属性関係に注意する必要がある。
通常の属性の相性：炎→風→草→土→雷→水→炎
通常の属性の超わざで相手を攻撃する時に属性の有利・不利が発生し、属性有利だと与えるダメージが大きくなるが、属性不利だと与えるダメージが少なくなる。
通常の属性の相性が上記のように定められている由来は下記の通りである。
- 炎は空気中の酸素を吸収して火力を増すため、風に強い。
- 水は冷却作用で大気中の温度を下げて燃焼を止めるため、炎に強い。
- 雷は電解で水中の酸素と水素を分解させるため、水に強い。
- 土は電流を受けても傷つきにくいため、雷に強い。
- 草は植物の根で土壌から養分を吸収して土を弱体化させるため、土に強い。
- 風は草木をなぎ倒してへし折るため、草に強い。

秘属性は通常の属性に対して有利である。
DS版ではそれぞれに、自分の属性と同じフィールド発動中はさらに2割増減。
以下では属性がどのような恐竜のグループで構成されているかを説明する。ただし、属性のグループ分け自体例外が発生しやすいものであることや、カード化されている恐竜は一部に過ぎないことなどの事情を鑑み、ここでの説明は厳密なものにはせず、簡潔さの観点からあくまで目安程度のものに留める。また、恐竜カードとしてカード化されていて、実際にバトルでも使える恐竜の体長の範囲は約4〜21 mであり、大きすぎる恐竜（スーパーサウルスなど）や小さすぎる恐竜（トロオドンなど）はわざカードで登場していても、恐竜カードとしてのカード化はされていない。
炎
獣脚類の内、ティラノサウルス科と体長約7 m以上のカルノサウルス類で構成される。アベリサウルスとラジャサウルスは分類上の例外で所属しているが、メガロサウルスは属性上の例外で所属していない。
水
スピノサウルス科の獣脚類と体長約21 m以下の竜脚類で構成される。アパトサウルスは属性上の例外で所属していない。
雷
角竜類で構成される。
土
装盾類で構成される。パウパウサウルスは属性上の例外で所属していない。
草
鳥脚類で構成される。
風
獣脚類の内、コエロフィシス科、ディロフォサウルス科、ケラトサウルス類、ドロマエオサウルス科、メガラプトル科と体長約4〜10 m程度のカルノサウルス類で構成される。クリオロフォサウルスとディノニクスは属性上の例外で所属していない。
秘
属する恐竜に共通する法則はないが、恐竜の発掘史と古生物学の発展史にとって重要なため、特徴および歴史的な恐竜が多い。例えば、エオラプトルは最古の恐竜の一種、クリオロフォサウルスは南極で見つかった恐竜、メガロサウルスは初めて正式に命名された恐竜、アパトサウルスは名称論争が100年以上続いた恐竜、ディノニクスは恐竜恒温説提唱のきっかけになった恐竜である。

### バトルタイプ
どの恐竜にも様々な固有のバトルタイプが存在し、同じ恐竜でもバトルタイプが違えば、わざの効果も違い、戦略が変わってくる。これは、2006第4紀から全恐竜に対して明確に付けられたもので、32種類存在する。シリーズが変わるごとに過去に3回全恐竜のバトルタイプが変更されているが、日本版のカードにおいて過去に登場したバトルタイプの恐竜がシリーズを隔てて復刻されたのは覚新6紀のティラノサウルス（こうげきタイプ）のみである。
以下ではバトルタイプを登場順に紹介する（登場紀が同じ場合はカードリストの順に従う）。また、以下の説明中で「グー・チョキ・パーのこうげき力が上がる」はこうげきタイプのこうげき力の加算分より上がる、「グー・チョキ・パーのこうげき力がかなり上がる」は超こうげきタイプのこうげき力の加算分より上がるという意味である。なお、バトルタイプによって恐竜の能力が変化しても、こうげき力が高い代わりに体力が低いなどの効果は見られない。
こうげきタイプ
グー・チョキ・パーのこうげき力が+100加算される。2006第1紀〜第6紀、激ザン2紀〜3紀、覚新6紀のカードに登場。
あいこタイプ
あいこになった時に受けるダメージが少なくなる。2006第1紀〜第6紀 、激ザン1紀〜3紀のカードに登場。
まもりタイプ
攻撃で受けるダメージが少なくなる。2006第1紀〜第6紀、激ザン1紀〜3紀のカードに登場。
ピンチタイプ
自分の体力が少ない時にこうげき力が上がる。2007第1紀〜第4紀+、激ザン1紀〜2紀のカードに登場。
そっこうタイプ
カウント10でわざボタンのどれかを押すとこうげき力が上がり、通常よりわざの威力が上がる（そっこうダメージ）。2007第1紀〜第4紀+ 、激ザン1紀〜3紀、覚新6紀のカードに登場。
カウンタータイプ
じゃんけんに負けた直後にこうげき力が上がる。2007第1紀〜第4紀+ 、激ザン1紀〜3紀のカードに登場。
超ピンチタイプ
自分の体力が少ない時にこうげき力がかなり上がる。ガブのみが持つタイプである。2007第2紀〜第3紀のカードに登場。
超そっこうタイプ
カウント10でわざボタンのどれかを押すとこうげき力がかなり上がり、通常よりわざの威力がかなり上がる（超そっこうダメージ）。エースのみが持つタイプである。2007第2紀〜第3紀のカードに登場。
超カウンタータイプ
じゃんけんに負けた直後にこうげき力がかなり上がる。パラパラのみが持つタイプである。2007第2紀〜第3紀のカードに登場。
超こうげきタイプ
グー・チョキ・パーのこうげき力が+150加算される。 ティラノとサウロファガナクスのみが持つタイプである。2007第3紀のカードに登場。
超あいこタイプ
あいこになった時に受けるダメージがかなり少なくなる。スピノのみが持つタイプである。2007第3紀のカードに登場。
超まもりタイプ
攻撃で受けるダメージがかなり少なくなる。サイカとティタノサウルス・コルバーチのみが持つタイプである。2007第3紀、覚新6紀のカードに登場。
とつげきタイプ
あいこになると相手にダメージを与える。2007第3紀〜第4紀+ 、激ザン1紀〜3紀のカードに登場。
ハンタータイプ
相手の体力が少ない時にこうげき力が上がる。ピンチタイプの逆。2007第3紀〜第4紀+ 、激ザン1紀〜3紀のカードに登場。
ゆうきタイプ
相手の必殺わざに負けるわざのこうげき力が上がる。2007第3紀〜第4紀+ 、激ザン1紀〜3紀のカードに登場。
ふっかつタイプ
あいこで倒れても、体力1ミリを残して1回だけ復活できる。ふっかつタイプの恐竜カードは全て表面に各恐竜の化石（骨格標本）が描かれているため、「化石カード」とも呼ばれる（福井県立恐竜博物館・群馬県立自然史博物館から骨格写真が提供されることにより実現した）。2007第3紀〜第4紀+ 、激ザン1紀〜3紀、覚新1紀〜2紀、6紀のカードに登場。
どくタイプ
攻撃した相手を「どく状態」にして体力を少しずつ減らし続ける。さらにベノムファングも重なると「もうどく状態」になり、さらに体力を減らす。ゲーム内では2007第3紀から先行登場し、その後は2007第4紀+、ジャーク3紀、覚新1紀〜4紀、6紀のカードに登場。
デスタイプ
体力が残りわずかになると「デスファイア（地獄死炎）」をカスタマイズせずに使える。ブラックティラノサウルスのみが持つタイプである。2007第4紀+のカードに登場。
かいしんタイプ
たまにこうげき力が上がる。激ザン1紀〜3紀、覚新1紀〜4紀、6紀のカードに登場。
あいこまもりタイプ
2回以上連続であいこの時にダメージを受けない。激ザン1紀〜3紀、覚新1紀〜4紀、6紀のカードに登場。
きょうかタイプ
じゃんけんに勝ったわざのこうげき力が上がる。激ザン1紀〜3紀、覚新1紀〜4紀、6紀のカードに登場。
かいふくタイプ
回復系のわざの効果が上がる。激ザン1紀〜3紀、覚新1紀〜4紀、6紀のカードに登場。
ラッキー7タイプ
カウント7でわざボタンのどれかを押すとテクニックが上がる。唯一テクニックを上げることのできるバトルタイプである。激ザン2紀〜3紀、覚新1紀〜4紀、6紀のカードに登場。
こんじょうタイプ
あいこになればなるほどこうげき力が上がる。激ザン2紀〜3紀、覚新1紀〜4紀、6紀のカードに登場。
スーパータイプ
エレメントフュージョンマークが出ている時にわざボタンを3つ一緒に押すとスーパー恐竜に変身できる。スーパー恐竜になるとこうげき力・ぼうぎょ力・テクニックが2倍になる。元に戻ると体力がエレメントフュージョン前およびエレメントフュージョン時に半減する。覚新1紀〜6紀のカードに登場。
あいこかいふくタイプ
あいこになるとたまに体力が回復する。覚新1紀〜6紀のカードに登場。
グーグータイプ
グーを2回連続で出した直後にこうげき力が上がる。必殺わざがパーの恐竜のみが持つタイプである。覚新1紀〜4紀、6紀のカードに登場。
ひっさつタイプ
必殺わざのこうげき力が+200加算される。覚新1紀〜覚新4紀、6紀のカードに登場。
パーパータイプ
パーを2回連続で出した直後にこうげき力が上がる。必殺わざがチョキの恐竜のみが持つタイプである。覚新1紀〜4紀、6紀のカードに登場。
ぽか〜んタイプ
あいこになるとたまに相手のわざを忘れさせる。カスタマイズしていなくても、「わざポカ〜ン」を使えることになるが、わざポカ〜ンをカスタマイズしている場合、あいこになると必ず発動するのに対し、こちらはたまに発動する。なお、「わざポカ〜ン」はカタカナで表記されているのに対し、このタイプは「ぽか〜んタイプ」と表記されている。覚新1紀〜4紀、6紀のカードに登場。
チョキチョキタイプ
チョキを2回連続で出した直後にこうげき力が上がる。必殺わざがグーの恐竜のみが持つタイプである。覚新2紀〜3紀、6紀のカードに登場。
よこくタイプ
たまに出るよこくした（ゲーム内のバトル画面に出た）手を出すとこうげき力が上がり、その手でじゃんけんに勝つと「よこく成功」となり、わざの威力が上がる。覚新3紀〜4紀のカードに登場。

## 恐竜カード
ゲーム内に登場する恐竜とそのデータを紹介する。それぞれの恐竜には名前の意味とは別に恐竜を表すショルダーネーム（二つ名）が本作独自に設定されている（しかし、海外版では設定されていない）。本項目での説明の順はゲーム内で表される「強さ」の強い順および「属性」順と「カード」の登場順で統一する（恐竜を並べる際の優先順位もこの順に従う）。お助け恐竜についてはわざカードを参照。
ノーマル恐竜とシークレット恐竜は全て中生代に実在した恐竜で、カード裏面には恐竜の説明が記載されており、公式サイトでもお助け恐竜と共に「Dラボ・恐竜博物館」の欄で詳解されている。当該サイトではカード裏面でも説明されている名前の意味・体長・生息時代・発掘地だけでなく、分類も説明されているほか、恐竜の鳴き声が聞けたり、360度回転して姿を観察したりすることができる。また、カード裏面と同様、「古代はかせのかいせつ」の欄もあるが、より加筆されている。
こうげきタイプの恐竜はグー・チョキ・パーのこうげき力が+100、超こうげきタイプの恐竜はグー・チョキ・パーのこうげき力が+150、ひっさつタイプの恐竜は必殺わざのこうげき力が+200加算されるが、以下の「こうげき力」の欄ではカードの記載に基づき、通常値のみ記載する。ただし、サウロファガナクス（超こうげきタイプ）とパノプロサウルス（ひっさつタイプ）についてはそれ以外のバトルタイプが存在しないため、プラスされたこうげき力を記載した。

### ノーマル恐竜
初期から使われている特殊効果のない恐竜。

#### 強さ2000
標準こうげき力値は1700、標準テクニック値は300、標準体力値は2000である。カード名が金色で印字されていたことから、俗に「金レア」または「金竜」と呼ばれる。なお、必殺わざがグーの雷属性の恐竜、必殺わざがチョキの土属性の恐竜は存在しない。
| ショルダーネーム     | カード名                               | 属性 | 必殺わざ | バトルタイプ                                         | こうげき力 | こうげき力 | こうげき力 | こうげき力 | テクニック | 排出紀                                                           | 備考 |
| ショルダーネーム     | カード名                               | 属性 | 必殺わざ | バトルタイプ                                         | グー       | チョキ     | パー       | 合計       | テクニック | 排出紀                                                           | 備考 |
| -------------------- | -------------------------------------- | ---- | -------- | ---------------------------------------------------- | ---------- | ---------- | ---------- | ---------- | ---------- | ---------------------------------------------------------------- | --- |
| 恐竜帝王             | ティラノサウルス                       | 炎   | パー     | こうげき・カウンター・ふっかつ・ハンター             | 390        | 390        | 920        | 1700       | 300        | 2006第1紀〜第6紀・2007第1紀〜第4紀+・激ザン1紀～3紀・覚新6紀     | スーパータイプも含めれば、全弾に登場した唯一の恐竜である。覚新6紀では2006年バージョンのティラノサウルス（こうげきタイプ）が復刻された。 |
| 暴君の刺客           | サウロファガナクス                     | 炎   | チョキ   | 超こうげき                                           | 570        | 960        | 570        | 2100       | 400        | なし                                                             | 各恐竜の中で最大の初期こうげき力値を持つ。実際の成体のサイズよりもやや大きく復元されている。ニンテンドーDSソフト『古代王者 恐竜キング 7つのかけら』のスペシャルカードとして登場。 |
| 大地の咆哮           | マプサウルス                           | 炎   | グー     | かいしん・チョキチョキ                               | 650        | 550        | 550        | 1750       | 200        | 激ザン1紀〜3紀・覚新3紀                                          | 筐体排出以外に国立科学博物館で開催された「大恐竜展2009」の音声ガイドの特典として登場（チョキチョキタイプ）。 |
| 恐怖の眼光           | エオカルカリア                         | 炎   | チョキ   | あいこかいふく                                       | 550        | 650        | 550        | 1750       | 400        | なし                                                             | 実際の成体のサイズよりも大きく復元されている。覚新2紀の「アクト団 エオカルカリア捕獲大作戦」で、超アクト恐竜のカスタマイズカード2枚を集めて提示すると貰えた。 |
| 伝説の狩猟者         | スピノサウルス                         | 水   | グー     | あいこ・そっこう・ゆうき                             | 750        | 475        | 475        | 1700       | 300        | 2006第3紀〜冬季・2007第1紀+〜第4紀+・激ザン2紀+                  | |
| 難攻不落の巨躯       | アンペロサウルス                       | 水   | チョキ   | ハンター・カウンター・あいこかいふく                 | 500        | 700        | 500        | 1700       | 400        | 2007第3紀〜第4紀+・激ザン1紀・覚新1紀                            | DS版では金色だった棘の鎧が銀色、首から上のグラフィックが頭部の形違いと中途半端な造りになっている。 |
| 恐竜山脈             | ティタノサウルス・コルバーチ           | 水   | グー     | きょうか・超まもり                                   | 650        | 600        | 600        | 1850       | 0          | 激ザン2紀〜3紀・覚新6紀                                          | 現在ではイシサウルスという属名で知られている。カード裏面の説明では体長約21 m、実際にバトルで使える恐竜の体長としてはアパトサウルスと同率で最大である。 |
| スパイクモンスター   | スティラコサウルス                     | 雷   | チョキ   | まもり・ピンチ・とつげき                             | 550        | 600        | 550        | 1700       | 300        | 2006第6紀・2007第1紀〜第3紀・激ザン2紀                           | |
| 五本角の雷神         | ペンタケラトプス                       | 雷   | パー     | ハンター・あいこ・ひっさつ                           | 550        | 550        | 600        | 1700       | 400        | 2007第4紀〜第4紀+・激ザン3紀・覚新4紀                            | 強さ2000の雷属性の恐竜の内、唯一必殺わざがパーの恐竜である。 |
| 暴君の好敵手         | トリケラトプス                         | 雷   | チョキ   | あいこ（未カード化）・パーパー（未カード化）         | 500        | 700        | 500        | 1700       | 300        | なし                                                             | アニメ版限定の恐竜かつスーパートリケラトプスのノーマル恐竜バージョンで、単体ではカード化されておらず、ゲーム内でのみ確認できる。 |
| 鋼鉄の要塞           | サイカニア                             | 土   | パー     | あいこ・とつげき・カウンター・ふっかつ（未カード化） | 440        | 440        | 820        | 1700       | 300        | 2006第1紀〜第2紀・2006冬季〜第6紀・2007第3紀〜第4紀+・激ザン2紀+ | |
| 金剛不壊             | エウオプロケファルス                   | 土   | グー     | ピンチ・ふっかつ・こうげき・チョキチョキ             | 600        | 525        | 525        | 1650       | 400        | 2007第1紀+〜第4紀+・激ザン3紀・覚新2紀                           | |
| 華麗なる雄叫び       | パラサウロロフス                       | 草   | グー     | まもり・ピンチ・そっこう                             | 680        | 510        | 510        | 1700       | 300        | 2006第4紀〜冬季・2007第1紀〜第2紀・激ザン2紀+                    | スーパータイプも含めれば、強さ2000の草属性の恐竜の内、唯一必殺わざがグーの恐竜である。 |
| 質実剛健             | サウロロフス                           | 草   | チョキ   | そっこう・ふっかつ・あいこ・パーパー（未カード化）   | 465        | 720        | 465        | 1650       | 400        | 2007第2紀〜第4紀+・激ザン1紀                                     | 強さ2000の草属性の恐竜の内、唯一必殺わざがチョキの恐竜である。 |
| 深緑のエリート       | ランベオサウルス・マグニクリスタトゥス | 草   | パー     | ぽか〜ん・こんじょう                                 | 500        | 500        | 750        | 1750       | 200        | 覚新2紀〜4紀・6紀                                                | 模式種とは異なるランベオサウルスの一種(L. magnicristatus)である。 |
| 肉食の猛牛           | カルノタウルス                         | 風   | チョキ   | こうげき・ゆうき・ピンチ                             | 425        | 850        | 425        | 1700       | 300        | 2006第2紀〜第5紀・2007第4紀・第4紀+・激ザン2紀                   | スーパータイプも含めれば、強さ2000の風属性の恐竜の内、唯一必殺わざがチョキの恐竜である。 |
| 史上最大の略奪者     | メガラプトル                           | 風   | パー     | カウンター・こうげき・ひっさつ                       | 425        | 425        | 800        | 1650       | 400        | 2007第1紀〜第3紀・激ザン3紀・覚新6紀                             | 発見当時の学説に基づき、巨大なドロマエオサウルス科の恐竜の姿で復元されているが、現在ではネオヴェナトルやフクイラプトルに近縁なカルノサウルス類の恐竜であるとされている。強さ2000の風属性の恐竜の内、唯一必殺わざがパーの恐竜である。また、DS版では実際の成体のサイズよりも小さく復元されている。ゲーム版とDS版で実際の成体のサイズが異なる唯一の恐竜である。 |
| 究極のエリミネーター | アロサウルス・アトロクス               | 風   | グー     | ラッキー7                                            | 950        | 400        | 400        | 1750       | 200        | 激ザン3紀・覚新1紀                                               | 模式種とは異なるアロサウルスの一種(A. atrox)で、模式種よりも鼻が長いのが特徴だが、それは個体差に起因するもので、独立したタイプ種として区別すべきではないという意見もある。 |

#### 強さ1800
標準こうげき力値は1650、標準テクニック値は400、標準体力値は1900である。カード名が銀色で印字されていたことから、俗に「銀レア」または「銀竜」と呼ばれる。なお、必殺わざがパーの炎属性の恐竜、必殺わざがチョキの雷属性の恐竜は存在しない。
| ショルダーネーム | カード名               | 属性 | 必殺わざ | バトルタイプ                                                       | こうげき力 | こうげき力 | こうげき力 | こうげき力 | テクニック | 排出紀                                                                    | 備考 |
| ショルダーネーム | カード名               | 属性 | 必殺わざ | バトルタイプ                                                       | グー       | チョキ     | パー       | 合計       | テクニック | 排出紀                                                                    | 備考 |
| ---------------- | ---------------------- | ---- | -------- | ------------------------------------------------------------------ | ---------- | ---------- | ---------- | ---------- | ---------- | ------------------------------------------------------------------------- | --- |
| 地上の人食い鮫   | カルカロドントサウルス | 炎   | グー     | まもり・そっこう・カウンター・ひっさつ（未カード化）               | 600        | 525        | 525        | 1650       | 400        | 2006第5紀〜第6紀・2007第1紀+〜第3紀・激ザン2紀                            | |
| 帝王の系譜       | ダスプレトサウルス     | 炎   | チョキ   | そっこう・まもり                                                   | 380        | 840        | 380        | 1600       | 500        | 2007第2紀〜第4紀+・激ザン3紀                                              | |
| 勇壮なる鬣       | アマルガサウルス       | 水   | チョキ   | こうげき・ピンチ・とつげき・パーパー・ふっかつ（未カード化）       | 380        | 890        | 380        | 1650       | 400        | 2006第1紀〜第2紀・2006冬季〜第6紀・2007第1紀〜第4紀+・激ザン2紀+・覚新3紀 | |
| 隆盛の巨神       | ティタノサウルス       | 水   | パー     | あいこまもり                                                       | 475        | 475        | 750        | 1700       | 300        | 激ザン1紀〜3紀                                                            | ティタノサウルスの模式種(T. indicus)である。 |
| サハラの不沈艦   | ジョバリア             | 水   | グー     | ゆうき                                                             | 700        | 450        | 450        | 1600       | 500        | なし                                                                      | カード裏面の説明によれば、生きていた時代は白亜紀とあるが、ジョバリアの生息年代はジュラ紀中期であったと考えられている。別冊コロコロコミック2008年6月号付録として登場。DS版では必殺わざがチョキ、強さ1600の恐竜である。 |
| 棘男爵           | アグスティニア         | 水   | グー     | ぽか〜ん                                                           | 800        | 450        | 450        | 1700       | 500        | 覚新6紀                                                                   | |
| 究極の角竜       | パキリノサウルス       | 雷   | パー     | あいこ・カウンター・ゆうき・グーグー                               | 465        | 465        | 720        | 1650       | 400        | 2006第3紀〜冬季・2007第1紀〜第4紀+・激ザン2紀・覚新1紀                    | |
| 閃光のフリル     | アンキケラトプス       | 雷   | グー     | こんじょう・とつげき                                               | 560        | 520        | 520        | 1600       | 500        | 激ザン2紀+～3紀                                                           | とつげきタイプは「みどりの恐竜のたまご」にのみ収録されており、単体ではカード化されていない。しかし、海外の限られたバージョン（台湾版の「新・第5紀」）では単体でカード化されている。                                   |
| 森の守護神       | ステゴサウルス         | 土   | グー     | こうげき・ピンチ・ハンター・あいこかいふく・ふっかつ（未カード化） | 820        | 415        | 415        | 1650       | 400        | 2006第2紀〜第5紀・2007第1紀〜第2紀・激ザン1紀・覚新4紀                    | |
| 磐石の賢者       | タルキア               | 土   | チョキ   | ゆうき・こうげき                                                   | 525        | 600        | 525        | 1650       | 500        | 2007第3紀〜第4紀+・激ザン2紀                                              | |
| 双刀騎兵         | ギガントスピノサウルス | 土   | パー     | ひっさつ・きょうか・ふっかつ（未カード化）                         | 500        | 500        | 700        | 1700       | 300        | 覚新1紀〜4紀・6紀                                                         | |
| 麗しき巨竜       | ランベオサウルス       | 草   | チョキ   | あいこ・とつげき・ゆうき・パーパー                                 | 430        | 790        | 430        | 1650       | 400        | 2006第1紀〜第2紀・2006第6紀・2007第4紀〜第4紀+・激ザン2紀・覚新2紀        | ランベオサウルスの模式種(L. lambei)である。 |
| 鼻っ柱大将       | アルティリヌス         | 草   | パー     | ピンチ・あいこ                                                     | 420        | 420        | 760        | 1600       | 400        | 2007第1紀〜第3紀・激ザン1紀                                               | |
| 万里の鶏冠       | カロノサウルス         | 草   | グー     | ハンター                                                           | 700        | 450        | 450        | 1600       | 500        | 2007第4紀+                                                                | |
| 華麗なる一族     | プロサウロロフス       | 草   | チョキ   | かいふく・ふっかつ                                                 | 500        | 700        | 500        | 1700       | 300        | 激ザン3紀・覚新1紀                                                        | |
| 草食竜は歯が命   | ランジョウサウルス     | 草   | パー     | グーグー・ラッキー7・ふっかつ（未カード化）                        | 425        | 425        | 850        | 1700       | 300        | 覚新4紀・6紀                                                              | |
| 脅威の猛禽       | ユタラプトル           | 風   | パー     | まもり・ハンター・こうげき・ぽか〜ん                               | 495        | 495        | 660        | 1650       | 400        | 2006第4紀〜第6紀・2007第3紀〜第4紀+・激ザン2紀+・覚新6紀                  | |
| 南海の魔獣       | マジュンガサウルス     | 風   | グー     | とつげき・カウンター                                               | 650        | 500        | 500        | 1650       | 500        | 2007第4紀〜第4紀+・激ザン3紀                                              | |

#### 強さ1600
標準こうげき力値は1600、標準テクニック値は600、標準体力値は1800である。カード名が銅色で印字されていたことから、俗に「銅レア」または「銅竜」と呼ばれる。
| ショルダーネーム     | カード名               | 属性 | 必殺わざ | バトルタイプ                                                     | こうげき力 | こうげき力 | こうげき力 | こうげき力 | テクニック | 排出紀                                                          | 備考 |
| ショルダーネーム     | カード名               | 属性 | 必殺わざ | バトルタイプ                                                     | グー       | チョキ     | パー       | 合計       | テクニック | 排出紀                                                          | 備考 |
| -------------------- | ---------------------- | ---- | -------- | ---------------------------------------------------------------- | ---------- | ---------- | ---------- | ---------- | ---------- | --------------------------------------------------------------- | --- |
| 暴走ファイター       | トルヴォサウルス       | 炎   | チョキ   | あいこ・ハンター・ゆうき                                         | 450        | 700        | 450        | 1600       | 600        | 2006第3紀〜第6紀・2007第4紀+・激ザン1紀                         | 筐体排出以外にTVアニメDVD第1巻（翼竜伝説）の初回特典として登場（ゆうきタイプ）。                                             |
| オリエンタル狂戦士   | ヤンチュアノサウルス   | 炎   | パー     | とつげき・まもり・ふっかつ（未カード化）                         | 490        | 490        | 570        | 1550       | 700        | 2007第3紀〜第4紀+・激ザン2紀                                    | |
| まるかじり大王       | アベリサウルス         | 炎   | グー     | かいふく・チョキチョキ（未カード化）                             | 750        | 450        | 450        | 1550       | 500        | 激ザン3紀・覚新1紀                                              | |
| 鰐顔の漁師           | バリオニクス           | 水   | パー     | まもり・カウンター・ハンター                                     | 515        | 515        | 570        | 1550       | 600        | 2006第5紀〜第6紀・2007第1紀〜第4紀+・激ザン2紀                  | DS版ではショルダーネームが「ストロング・フィッシャー」である。ゲーム版とDS版でショルダーネームが異なる唯一の恐竜である。     |
| 蜀の英傑             | シュノサウルス         | 水   | グー     | ハンター・あいこ・ふっかつ（未カード化）・ぽか〜ん（未カード化） | 750        | 400        | 400        | 1550       | 700        | 2007第4紀+・激ザン1紀                                           | |
| 陸上の白鯨           | ケティオサウルス       | 水   | チョキ   | パーパー・こんじょう                                             | 450        | 750        | 450        | 1650       | 500        | 覚新1紀〜4紀・6紀                                               | |
| 長大な盾             | トロサウルス           | 雷   | グー     | こうげき・ゆうき・そっこう                                       | 860        | 370        | 370        | 1600       | 600        | 2006第1紀〜第2紀・2006冬季〜第6紀・2007第4紀〜第4紀+・激ザン1紀 | カード裏面の説明によれば、名前の意味は「お牛トカゲ」とあるが、正しくは「突き通すトカゲ」である。                             |
| 勇往邁進             | アリノケラトプス       | 雷   | チョキ   | ピンチ・まもり・ひっさつ                                         | 500        | 550        | 500        | 1550       | 700        | 2007第1紀〜第3紀・激ザン2紀・覚新3紀                            | |
| 迫力の新参者         | アルバータケラトプス   | 雷   | パー     | グーグー・ラッキー7                                              | 425        | 425        | 850        | 1700       | 500        | 覚新3紀〜4紀・6紀                                               | |
| 突撃重戦車           | エドモントニア         | 土   | チョキ   | まもり・そっこう・ゆうき                                         | 480        | 640        | 480        | 1600       | 600        | 2006第6紀・2007第1紀〜第4紀+・激ザン1紀                         | |
| 恐竜凶器             | トゥオジャンゴサウルス | 土   | パー     | こんじょう・ふっかつ・ひっさつ                                   | 400        | 400        | 850        | 1650       | 500        | 激ザン2紀+〜3紀・覚新1紀                                        | |
| 堅固なディフェンダー | パノプロサウルス       | 土   | チョキ   | ひっさつ                                                         | 525        | 800        | 525        | 1850       | 700        | 覚新2紀〜4紀                                                    | |
| 最大級のカモノハシ竜 | シャントゥンゴサウルス | 草   | パー     | こうげき・カウンター・まもり                                     | 400        | 400        | 800        | 1600       | 600        | 2006第2紀〜第6紀、2007第1紀+〜3紀・激ザン2紀+                   | |
| 湖畔の人気者         | アナトティタン         | 草   | グー     | ゆうき・こうげき・あいこかいふく                                 | 550        | 500        | 500        | 1550       | 700        | 2007第4紀〜第4紀+・激ザン3紀・覚新4紀                           | |
| 恐竜貴族             | オロロティタン         | 草   | チョキ   | かいふく・あいこかいふく（未カード化）                           | 425        | 800        | 425        | 1650       | 700        | 覚新6紀                                                         | |
| 孤高の三本角         | ケラトサウルス         | 風   | グー     | あいこ・ピンチ・ゆうき                                           | 770        | 415        | 415        | 1600       | 600        | 2006第1紀〜第2紀・第6紀・2007第1紀〜第2紀・激ザン2紀            | 実際の成体のサイズよりも小さく復元されている。                                                                               |
| 川辺のスプリンター   | デルタドロメウス       | 風   | チョキ   | そっこう・とつげき                                               | 460        | 630        | 460        | 1550       | 700        | 2007第2紀〜第4紀+・激ザン3紀                                    | |
| 砂漠の熱風           | アフロヴェナトル       | 風   | パー     | かいしん・グーグー                                               | 400        | 400        | 850        | 1650       | 500        | 激ザン1紀〜3紀・覚新2紀                                         | カード裏面の説明によれば、生きていた時代は白亜紀とあるが、アフロヴェナトルの生息年代はジュラ紀中期であったと考えられている。 |
| 老練の武将           | ルゴプス               | 風   | チョキ   | よこく・あいこまもり                                             | 400        | 850        | 400        | 1650       | 500        | 覚新4紀・6紀                                                    | 実際の成体のサイズよりも大きく復元されている。                                                                               |

#### 強さ1400
標準こうげき力値は1550、標準テクニック値は700、標準体力値は1700である。
| ショルダーネーム     | カード名               | 属性 | 必殺わざ | バトルタイプ                                                             | こうげき力 | こうげき力 | こうげき力 | こうげき力 | テクニック | 排出紀                                                            | 備考 |
| ショルダーネーム     | カード名               | 属性 | 必殺わざ | バトルタイプ                                                             | グー       | チョキ     | パー       | 合計       | テクニック | 排出紀                                                            | 備考 |
| -------------------- | ---------------------- | ---- | -------- | ------------------------------------------------------------------------ | ---------- | ---------- | ---------- | ---------- | ---------- | ----------------------------------------------------------------- | --- |
| 南米の覇者           | ギガノトサウルス       | 炎   | グー     | こうげき・カウンター・ハンター                                           | 840        | 355        | 355        | 1550       | 700        | 2006第1紀〜第2紀・第4紀〜第6紀・2007第1紀〜第2紀・激ザン1紀       | |
| 北米の畏怖           | アクロカントサウルス   | 炎   | パー     | まもり・そっこう・ふっかつ・ハンター・ひっさつ                           | 500        | 500        | 550        | 1550       | 700        | 2006第2紀〜第6紀・2007第3紀〜第4紀+・激ザン3紀・覚新2紀           | 筐体排出以外にコロコロコミック2006年付録（まもりタイプ）、サンリオピューロランドで開催された「恐竜キング ダイノミュージアム」入場限定カード（数量限定）として登場した（そっこうタイプ）。 |
| インドの猛竜         | ラジャサウルス         | 炎   | チョキ   | かいふく・ハンター                                                       | 420        | 660        | 420        | 1500       | 800        | 激ザン2紀・3紀                                                    | ハンタータイプは海外の限られたバージョン（台湾版の「新・第5紀」）でのみ単体でカード化されている。                                                                                         |
| 肉食紳士             | メトリアカントサウルス | 炎   | グー     | ラッキー7・ぽか〜ん（未カード化）                                        | 650        | 475        | 475        | 1600       | 600        | 覚新6紀                                                           | |
| 水辺のスナイパー     | スコミムス             | 水   | チョキ   | まもり・ピンチ・そっこう                                                 | 465        | 620        | 465        | 1550       | 700        | 2006第2紀〜第6紀・2007第1紀〜第2紀・激ザン2紀                     | |
| 煌く装甲             | サルタサウルス         | 水   | グー     | こうげき・ゆうき・ピンチ・チョキチョキ（未カード化）                     | 840        | 355        | 355        | 1550       | 700        | 2006第4紀〜第6紀・2007第3紀〜第4紀+・激ザン1紀                    | |
| 動く城塞             | ディクラエオサウルス   | 水   | パー     | とつげき・こうげき                                                       | 400        | 400        | 700        | 1500       | 800        | 2007第4紀・第4紀+・激ザン3紀                                      | |
| アジアの重鎮         | ネメグトサウルス       | 水   | チョキ   | ラッキー7                                                                | 450        | 700        | 450        | 1600       | 600        | 激ザン3紀・覚新1紀                                                | |
| 大陸の守護者         | ゴンドワナティタン     | 水   | パー     | グーグー・かいふく                                                       | 450        | 450        | 700        | 1600       | 600        | 覚新3紀〜4紀・6紀                                                 | |
| 暴君の好敵手         | トリケラトプス         | 雷   | チョキ   | あいこ・カウンター・ゆうき・パーパー・ふっかつ                           | 435        | 680        | 435        | 1550       | 700        | 2006第1紀〜第6紀・2007第1紀〜第4紀+・激ザン1紀〜3紀・覚新1紀〜4紀 | スーパータイプも含めれば、覚新2紀ではトリケラトプスが異なるタイプで3体登場した（他の2つはパーパータイプとふっかつタイプ）。なお、あいこタイプならカードを持たずとも扱うことができる。     |
| 草原の猛者           | カスモサウルス         | 雷   | パー     | こうげき・ピンチ・ふっかつ・とつげき                                     | 390        | 390        | 770        | 1550       | 700        | 2006第1紀〜第2紀・第4紀〜第6紀・2007第1紀+〜2紀・激ザン1紀〜2紀+  | |
| 荒ぶるツインホーン   | ディケラトプス         | 雷   | グー     | あいこまもり                                                             | 600        | 500        | 500        | 1600       | 600        | 激ザン1紀〜3紀                                                    | 現在ではネドケラトプスという属名で知られている。 |
| ガチンコ戦士         | ウダノケラトプス       | 雷   | パー     | グーグー・あいこまもり                                                   | 500        | 500        | 600        | 1600       | 600        | 覚新1紀〜4紀・6紀                                                 | |
| 恐竜剣山             | ケントロサウルス       | 土   | グー     | まもり・そっこう・ゆうき                                                 | 560        | 495        | 495        | 1550       | 700        | 2006第1紀〜第2紀・第5紀〜第6紀・2007第1紀+〜第2紀・激ザン3紀      | |
| 脅威のハンマーフック | アンキロサウルス       | 土   | パー     | こうげき・ピンチ・カウンター・グーグー                                   | 390        | 390        | 770        | 1550       | 700        | 2006第3紀〜第6紀・2007第1紀〜第2紀・激ザン2紀+・覚新3紀           | |
| 元気な力コブ         | ノドサウルス           | 土   | チョキ   | そっこう・まもり                                                         | 480        | 540        | 480        | 1500       | 800        | 2007第1紀〜第4紀+・激ザン1紀                                      | |
| 全身鋭角武裝         | ガストニア             | 土   | グー     | ハンター・こうげき                                                       | 600        | 450        | 450        | 1500       | 800        | 2007第4紀+・激ザン2紀                                             | DS版では必殺わざがチョキの恐竜となっている。 |
| トゲトゲ肉弾児       | ポラカントゥス         | 土   | グー     | あいこかいふく・かいしん                                                 | 600        | 500        | 500        | 1600       | 600        | 覚新4紀・6紀                                                      | |
| 母なる癒し           | マイアサウラ           | 草   | グー     | あいこ・ピンチ・とつげき・そっこう・あいこまもり・ふっかつ（未カード化） | 740        | 405        | 405        | 1550       | 700        | 2006第3紀〜第6紀・2007第3紀〜第4紀+・激ザン3紀・覚新1紀           | ピンチタイプはトリプルスラッシュカードの付属品のみで、筐体排出はされていない。 |
| 繁栄の象徴           | イグアノドン           | 草   | チョキ   | こうげき・そっこう・まもり・ふっかつ                                     | 355        | 840        | 355        | 1550       | 700        | 2006第6紀・2007第1紀〜第2紀・激ザン1紀                            | |
| 森のナポレオン       | コリトサウルス         | 草   | パー     | カウンター・こうげき                                                     | 390        | 390        | 720        | 1500       | 800        | 2007第1紀+〜第4紀+・激ザン2紀                                     | |
| 静寂の美獣           | エドモントサウルス     | 草   | チョキ   | かいしん・パーパー（未カード化）・ふっかつ（未カード化）                 | 500        | 600        | 500        | 1600       | 600        | 覚新6紀                                                           | |
| 究極のプレデター     | アロサウルス           | 風   | チョキ   | あいこ・そっこう・とつげき・ふっかつ・よこく                             | 435        | 680        | 435        | 1550       | 700        | 2006第1紀〜第6紀・2007第1紀〜第2紀・激ザン1紀〜2紀・覚新4紀       | アロサウルスの模式種(A. fragilis)である。筐体排出以外にコロコロコミック2006年付録として登場した（あいこタイプ）。                                                                         |
| 疾走する新星         | ネオヴェナトル         | 風   | パー     | こうげき・ハンター・ゆうき                                               | 390        | 390        | 770        | 1550       | 700        | 2006第1紀〜第2紀・冬季〜第6紀・2007第4紀+・激ザン2紀              | 実際の成体のサイズよりも小さく復元されている。 |
| 閃く青龍刀           | シンラプトル           | 風   | グー     | ゆうき・ふっかつ・まもり                                                 | 650        | 425        | 425        | 1500       | 800        | 2007第3紀〜第4紀+・激ザン2紀+                                     | |
| 大河の顎             | インドスクス           | 風   | パー     | グーグー・きょうか                                                       | 425        | 425        | 750        | 1600       | 600        | 覚新2紀〜4紀・6紀                                                 | |

#### 強さ1200
標準こうげき力値は1500、標準テクニック値は900、標準体力値は1600である。なお、必殺わざがチョキの水属性の恐竜は存在しない。
| ショルダーネーム     | カード名                     | 属性 | 必殺わざ | バトルタイプ                                       | こうげき力 | こうげき力 | こうげき力 | こうげき力 | テクニック | 排出紀                                                      | 備考 |
| ショルダーネーム     | カード名                     | 属性 | 必殺わざ | バトルタイプ                                       | グー       | チョキ     | パー       | 合計       | テクニック | 排出紀                                                      | 備考 |
| -------------------- | ---------------------------- | ---- | -------- | -------------------------------------------------- | ---------- | ---------- | ---------- | ---------- | ---------- | ----------------------------------------------------------- | --- |
| アジアの暴れん坊     | タルボサウルス               | 炎   | チョキ   | まもり・そっこう・ふっかつ・ハンター               | 450        | 600        | 450        | 1500       | 900        | 2006第1紀〜第2紀・冬季〜第6紀・2007第1紀〜第3紀・激ザン2紀  | |
| 北米のストライダー   | アルバートサウルス           | 炎   | パー     | ゆうき・こうげき・あいこかいふく                   | 450        | 450        | 550        | 1450       | 1000       | 2007第4紀〜第4紀+・激ザン2紀+・覚新4紀                      | 「小学館ぬりえコンテスト」により、配色とデザインが決定された。 |
| 熱帯の猛将           | シャモティランヌス           | 炎   | グー     | とつげき（未カード化）・チョキチョキ（未カード化） | 570        | 440        | 440        | 1450       | 1000       | なし                                                        | DS版限定の恐竜で、単体ではカード化されておらず、ゲーム内でのみ確認できるが、DS版では「シャモティラヌス」と表記されている。                                                                      |
| 雄々しき巨漢         | カマラサウルス               | 水   | パー     | あいこ・ピンチ・とつげき・ふっかつ（未カード化）   | 390        | 390        | 720        | 1500       | 900        | 2006第1紀〜第2紀・第6紀・2007第1紀〜第2紀・激ザン3紀        | |
| 南米の巨漢           | パタゴサウルス               | 水   | グー     | そっこう・まもり・チョキチョキ                     | 630        | 410        | 410        | 1450       | 1000       | 2007第1紀〜第4紀+・激ザン2紀・覚新2紀                       | |
| 一本角の剣士         | セントロサウルス             | 雷   | グー     | まもり・そっこう・あいこ                           | 540        | 480        | 480        | 1500       | 900        | 覚新6紀                                                     | 筐体排出以外に2006第3紀の「大発掘キャンペーン」限定カードとして登場（まもりタイプ）。あいこタイプは海外の限られたバージョン（英語版の「2008 Special Edition」）でのみ単体でカード化されている。 |
| 猛き一角竜           | エウセントロサウルス         | 雷   | グー     | まもり・ハンター・そっこう                         | 540        | 480        | 480        | 1500       | 900        | 2006第5紀〜第6紀・2007第3紀〜第4紀+・激ザン1紀              | |
| 武骨な戦槌           | アケロウサウルス             | 雷   | チョキ   | ゆうき・あいこ・よこく（未カード化）               | 465        | 520        | 465        | 1450       | 1000       | 2007第3紀〜第4紀+・激ザン2紀+                               | 「小学館ぬりえコンテスト」により、配色とデザインが決定された。 |
| 恐竜避雷針           | モノクロニウス               | 雷   | パー     | とつげき                                           | 430        | 430        | 590        | 1450       | 1000       | 2007第4紀+                                                  | |
| 不動の刃             | サウロペルタ                 | 土   | チョキ   | あいこ・ゆうき・とつげき                           | 420        | 660        | 420        | 1500       | 900        | 2006第1紀〜第6紀・2007第4紀〜第4紀+・激ザン2紀              | |
| 剣竜無双             | ダケントルルス               | 土   | パー     | カウンター・あいこ                                 | 400        | 400        | 650        | 1450       | 1000       | 2007第2紀〜第4紀+・激ザン3紀                                | |
| デンジャラス・バディ | レクソヴィサウルス           | 土   | グー     | あいこまもり・ひっさつ                             | 750        | 400        | 400        | 1550       | 800        | 激ザン1紀〜3紀・覚新6紀                                     | 「小学館ぬりえコンテスト」により、配色とデザインが決定された。 |
| 砂漠のアイドル       | ピナコサウルス               | 土   | パー     | かいふく・ふっかつ（未カード化）                   | 475        | 475        | 600        | 1550       | 800        | 激ザン3紀・覚新1紀                                          | |
| アジアの歌舞伎者     | チンタオサウルス             | 草   | パー     | まもり・カウンター・ハンター                       | 450        | 450        | 600        | 1500       | 900        | 2006第1紀〜第2紀・第5紀〜第6紀・2007第1紀〜第3紀・激ザン1紀 | |
| 新種発見             | フクイサウルス               | 草   | グー     | まもり・ピンチ・ふっかつ                           | 540        | 480        | 480        | 1500       | 900        | 2006第5紀                                                   | 筐体排出以外に福井恐竜博入場者限定カードとして登場（ピンチタイプ、まもりタイプ）。ふっかつタイプは「恐竜博士の恐竜カード」にのみ収録されており、単体ではカード化されていない。                  |
| 菜食アスリート       | ブラキロフォサウルス         | 草   | チョキ   | きょうか・ひっさつ                                 | 500        | 550        | 500        | 1550       | 800        | 激ザン2紀〜3紀・覚新3紀                                     | |
| 東洋の戦士           | モノロフォサウルス           | 風   | グー     | まもり・ピンチ・ふっかつ・ゆうき                   | 500        | 475        | 475        | 1450       | 900        | 2006第3紀〜第6紀・2007第1紀+〜第3紀・激ザン2紀+             | |
| 日本のエース         | フクイラプトル               | 風   | パー     | あいこ・そっこう・ふっかつ                         | 390        | 390        | 720        | 1500       | 900        | なし                                                        | 大会参加賞限定カード（あいこタイプ）、福井恐竜博入場者限定カード（そっこうタイプ）、恐竜博「恐竜大陸2008」限定カード（ふっかつタイプ）として登場。                                              |
| 風の奇術師           | エウストレプトスポンディルス | 風   | チョキ   | ピンチ・まもり・パーパー                           | 460        | 530        | 460        | 1450       | 1000       | 2007第1紀+〜第4紀+・激ザン1紀・覚新1紀                      | |
| 南米の毒牙           | ピアトニッキサウルス         | 風   | チョキ   | どく                                               | 375        | 700        | 375        | 1450       | 1000       | 覚新6紀                                                     | |

#### 強さ1000
標準こうげき力値は1450、標準テクニック値は1000、標準体力値は1500である。なお、必殺わざがチョキの炎および土属性の恐竜、必殺わざがパーの水属性の恐竜は存在しない。
| ショルダーネーム       | カード名                 | 属性 | 必殺わざ | バトルタイプ                                           | こうげき力 | こうげき力 | こうげき力 | こうげき力 | テクニック | 排出紀                                                  | 備考                                                                                       |
| ショルダーネーム       | カード名                 | 属性 | 必殺わざ | バトルタイプ                                           | グー       | チョキ     | パー       | 合計       | テクニック | 排出紀                                                  | 備考                                                                                       |
| ---------------------- | ------------------------ | ---- | -------- | ------------------------------------------------------ | ---------- | ---------- | ---------- | ---------- | ---------- | ------------------------------------------------------- | ------------------------------------------------------------------------------------------ |
| 狡猾な狩人             | ゴルゴサウルス           | 炎   | パー     | あいこ・カウンター・とつげき・グーグー                 | 380        | 380        | 690        | 1450       | 1000       | 2006第6紀・2007第1紀〜第2紀・激ザン2紀+・覚新1紀        |                                                                                            |
| アジアの異端児         | アリオラムス             | 炎   | グー     | カウンター・あいこ                                     | 530        | 435        | 435        | 1400       | 1100       | 2007第1紀〜第4紀+・激ザン1紀                            |                                                                                            |
| 翼の折れた海賊         | イリテーター             | 水   | グー     | まもり・ハンター・ゆうき・よこく                       | 580        | 435        | 435        | 1450       | 1000       | 2006第1紀〜第6紀・2007第4紀+・激ザン2紀・覚新4紀        |                                                                                            |
| 草原の横綱             | オピストコエリカウディア | 水   | チョキ   | ピンチ・こうげき                                       | 420        | 560        | 420        | 1400       | 1100       | 2007第2紀〜第4紀+・激ザン2紀+                           |                                                                                            |
| 白亜紀のバッファロー   | エイニオサウルス         | 雷   | チョキ   | こうげき・ピンチ・とつげき・パーパー                   | 335        | 780        | 335        | 1450       | 1000       | 2006第2紀〜第6紀・2007第1紀+〜第2紀・激ザン1紀・覚新2紀 |                                                                                            |
| 果敢な豆タンク         | ブラキケラトプス         | 雷   | パー     | そっこう・ハンター                                     | 450        | 450        | 500        | 1400       | 1100       | 2007第2紀〜第4紀+・激ザン2紀                            |                                                                                            |
| リトルツインホーン     | ズニケラトプス           | 雷   | グー     | ラッキー7                                              | 650        | 425        | 425        | 1500       | 900        | 激ザン3紀・覚新1紀                                      |                                                                                            |
| 新緑の剣士             | ウエロサウルス           | 土   | パー     | まもり・ピンチ・カウンター・ぽか〜ん（未カード化）     | 455        | 455        | 540        | 1450       | 1000       | 2006第4紀〜第6紀・2007第1紀〜第3紀・激ザン2紀           |                                                                                            |
| 突貫小僧               | タラルルス               | 土   | グー     | とつげき・こうげき                                     | 550        | 425        | 425        | 1400       | 1100       | 2007第4紀・第4紀+・激ザン2紀+                           |                                                                                            |
| 静かなる勇者           | オウラノサウルス         | 草   | グー     | こうげき・ゆうき・そっこう・ぽか〜ん（未カード化）     | 730        | 360        | 360        | 1450       | 1000       | 2006第1紀〜第6紀・2007第4紀+・激ザン2紀+                |                                                                                            |
| 風変わりなベジタリアン | ムッタブラサウルス       | 草   | チョキ   | ハンター・あいこ                                       | 450        | 500        | 450        | 1550       | 1100       | 2007第3紀〜第4紀+・激ザン2紀                            |                                                                                            |
| 時代の生き証人         | カンプトサウルス         | 草   | パー     | かいしん・ふっかつ                                     | 400        | 400        | 700        | 1500       | 900        | 激ザン1紀〜3紀                                          |                                                                                            |
| 冠番長                 | ディロフォサウルス       | 風   | チョキ   | まもり・カウンター・ふっかつ・そっこう・あいこかいふく | 435        | 580        | 435        | 1450       | 1000       | 2006第5紀〜第6紀・2007第1紀〜第3紀・激ザン3紀・覚新3紀  | 実際の成体のサイズよりも小さく復元されている。                                             |
| スレンダー怪獣         | ゴジラサウルス           | 風   | グー     | とつげき                                               | 610        | 395        | 395        | 1400       | 1100       | なし                                                    | コンプリート制覇ブック2008年付録として登場。実際の成体のサイズよりも小さく復元されている。 |
| 疾風のテクニシャン     | リリエンステルヌス       | 風   | パー     | ゆうき・まもり                                         | 400        | 400        | 600        | 1400       | 1100       | 2007第4紀+・激ザン1紀                                   |                                                                                            |
| 四川の旋風             | スゼチュアノサウルス     | 風   | グー     | こんじょう・ふっかつ                                   | 550        | 475        | 475        | 1500       | 900        | 激ザン2紀+〜3紀                                         |                                                                                            |

### シークレット恐竜
秘属性を持つ強さ2000の恐竜。イメージは最強/秘密。初登場時にカードリストに載っていなかったことから、「シークレット恐竜」と呼ばれている。この恐竜に通常わざのノーマルわざカードをスキャンするとひみつの超わざを覚える。エオラプトルはランダムで6つのフォームに変身する。エオラプトル以外のシークレット恐竜専用の超わざは発動準備条件、エオラプトルが使う超わざは発動条件のもとで秘属性マークが出ている時にじゃんけんに勝つと発動する。特殊わざは使えるのに対して、通常わざは使えない。ひみつの超わざについては超わざを参照。
| ショルダーネーム | カード名             | 必殺わざ | バトルタイプ                               | こうげき力 | こうげき力 | こうげき力 | こうげき力 | テクニック | イメージ | 排出紀                                   | 備考 |
| ショルダーネーム | カード名             | 必殺わざ | バトルタイプ                               | グー       | チョキ     | パー       | 合計       | テクニック | イメージ | 排出紀                                   | 備考 |
| ---------------- | -------------------- | -------- | ------------------------------------------ | ---------- | ---------- | ---------- | ---------- | ---------- | -------- | ---------------------------------------- | --- |
| 戦慄のハンター   | ディノニクス         | パー     | こうげき・ピンチ・かいしん・ふっかつ       | 540        | 540        | 620        | 1700       | 1000       | 群れ     | 2006冬季・2007第1紀・第4紀・覚新3紀・6紀 | |
| 激烈石頭         | パキケファロサウルス | チョキ   | そっこう・あいこ・きょうか・ふっかつ       | 540        | 620        | 540        | 1700       | 1000       | 石頭     | 2007第1紀+・第2紀・第4紀・覚新3紀・6紀   | |
| 巨大な鉤爪       | テリジノサウルス     | グー     | カウンター・まもり・あいこまもり・ふっかつ | 620        | 540        | 540        | 1700       | 1000       | 鉤爪     | 2007第3紀・第4紀・覚新3紀・6紀           | |
| 伝説のプロローグ | メガロサウルス       | チョキ   | かいしん・よこく                           | 550        | 700        | 550        | 1800       | 200        | 超能力   | 激ザン1紀・覚新3紀                       | DS版では必殺わざがグーの恐竜である。 |
| 鋼の大黒柱       | パウパウサウルス     | グー     | こんじょう・ぽか〜ん                       | 550        | 525        | 525        | 1600       | 200        | 愛       | 激ザン2紀・覚新3紀                       | わざカード「パウパウパワー」にも登場するが、配色が異なっているほか、わざカード「パウパウパワー」ではショルダーネームが「頼れる小兵」となっている。                                                                                                   |
| 氷冠の貴公子     | クリオロフォサウルス | グー     | きょうか・あいこかいふく                   | 650        | 625        | 625        | 1900       | 200        | 氷       | 激ザン2紀+・覚新3紀                      | わざカード「かいふく」「はんげきかいふく」「あせらせ」にも登場するが、こちらの方がより青と白が強調されるなど、配色が異なっているほか、わざカード「かいふく」「はんげきかいふく」「あせらせ」ではショルダーネームが「自慢のリーゼント」となっている。 |
| 不滅の雷竜       | アパトサウルス       | パー     | あいこまもり・ひっさつ                     | 550        | 550        | 700        | 1800       | 200        | 雷       | 激ザン3紀・覚新3紀                       | カード裏面の説明では体長約21 mとなっており、実際にバトルで使える恐竜の体長としてはティタノサウルス・コルバーチと同率で最大である。 |
| 暁のプリンス     | エオラプトル         | ？       | ぽか〜ん                                   | ???        | ???        | ???        | 1300       | 3000       | 進化     | 覚新1紀〜2紀                             | 各恐竜の中で最小のこうげき力値と最大の初期テクニック値を持つ。DS版では必殺わざがチョキ、バトルタイプがこうげきタイプの恐竜である。 |

#### エオラプトル
恐竜時代黎明期「三畳紀後期」に存在した最古の恐竜の一種で、恐竜の共通祖先にあたる可能性から、恐竜の進化をイメージしており、ランダムで6つのフォームに変身する仕様になっている。こうげき力は1300と最小なのに対して、テクニックは3000と最大なために特殊わざの効果が他の恐竜とは比べ物にならないほど上がっており、タッグマッチバトルでは支援効果が発生する。
DS版では複数の通常の属性の超わざが一度に使えるが、ゲーム版と違うため、通常の属性の超わざ発動時に通常の属性の強さ2000の初期恐竜の姿をとる（容量節約のためか、シルエットのような黒一色の姿）。
| フォーム           | 変身する恐竜       | 必殺わざ | こうげき力（内訳） | こうげき力（内訳） | こうげき力（内訳） | 備考 |
| フォーム           | 変身する恐竜       | 必殺わざ | グー               | チョキ             | パー               | 備考 |
| ------------------ | ------------------ | -------- | ------------------ | ------------------ | ------------------ | --- |
| ファイアーフォーム | サウロファガナクス | グー     | 500                | 400                | 400                | 通常のサウロファガナクスの必殺わざはチョキである。DS版ではティラノサウルスの姿をとる。                                                       |
| ウォーターフォーム | アマルガサウルス   | チョキ   | 400                | 500                | 400                | 通常のアマルガサウルスの強さは1800である。DS版ではスピノサウルスの姿をとる。                                                                 |
| サンダーフォーム   | スティラコサウルス | パー     | 400                | 400                | 500                | 通常のスティラコサウルスの必殺わざはチョキである。ゲーム版とDS版でどちらも通常の属性の強さ2000の初期恐竜の姿をとる唯一のフォームである。     |
| アースフォーム     | ステゴサウルス     | グー     | 500                | 400                | 400                | 通常のステゴサウルスの強さは1800である。DS版ではサイカニアの姿をとる。                                                                       |
| リーフフォーム     | ランベオサウルス   | チョキ   | 400                | 500                | 400                | 通常のランベオサウルスの強さは1800である。あいこ超わざが超必殺超わざになっていない唯一のフォームである。DS版ではパラサウロロフスの姿をとる。 |
| ウィンドフォーム   | メガラプトル       | パー     | 400                | 400                | 500                | 必殺わざと強さがもとの恐竜と等しい唯一のフォームである。DS版ではカルノタウルスの姿をとる。                                                   |

### スペシャル恐竜
アニメ版・マンガ版に初登場した恐竜。カード裏面には恐竜の説明が記載されており、公式サイトでは（超）アクト恐竜、スーパー恐竜、ディノテクター恐竜およびジャークアーマー恐竜と共に「恐竜博物館・特別展示室」の欄で詳解されている。また、カード裏面と同様、その恐竜に関係のあるキャラクターが解説を担当している。
アニメにレギュラーとして登場するガブ、エース、パラパラ、ティラノ、スピノ、サイカの内、ガブ以外の5体は通常種より強さが400低くなっているが、テクニックが400高くなっている。
| ショルダーネーム           | カード名                 | 属性 | 必殺わざ | バトルタイプ                                         | 強さ | こうげき力 | こうげき力 | こうげき力 | こうげき力 | テクニック | 排出紀           | 備考 |
| ショルダーネーム           | カード名                 | 属性 | 必殺わざ | バトルタイプ                                         | 強さ | グー       | チョキ     | パー       | 合計       | テクニック | 排出紀           | 備考 |
| -------------------------- | ------------------------ | ---- | -------- | ---------------------------------------------------- | ---- | ---------- | ---------- | ---------- | ---------- | ---------- | ---------------- | --- |
| 暗黒の魔神                 | ブラックティラノサウルス | 炎   | パー     | デス                                                 | 2000 | 600        | 600        | 800        | 2000       | 0          | 2007第4紀+       | ノーピスの手でパワーを強化されたティラノサウルスで、通常個体より体が大きく、鳴き声も低い。なお、ブラックティラノサウルスは本作オリジナルの恐竜であるが、ティラノサウルスの著名な標本の一種に「ブラック・ビューティー」という個体がある。筐体排出以外にコンプリート制覇ブック2009年付録として登場。                                                              |
| アクト団の主砲             | ティラノ                 | 炎   | パー     | 超こうげき・かいしん・グーグー（未カード化）         | 1600 | 425        | 425        | 700        | 1550       | 700        | 2007第3紀        | アクト団が所有するアニメ版ティラノサウルス。由来はティラノサウルスの最初の4文字から。筐体排出以外にコロコロイチバン！2008年5月号付録、てれびくん2008年5月号付録、マクドナルドのハッピーセットの付録（カスタマイズカード）として登場。かいしんタイプはカスタマイズカードのみで、単体でのカード化はされていない。                                                 |
| 撃滅マシーン               | ギガス                   | 炎   | グー     | どく・チョキチョキ（未カード化）                     | 1600 | 650        | 450        | 450        | 1550       | 700        | 激ザン2紀+       | グーネンコが所有するザンジャークのティラノサウルス。由来はティラノサウルスの無効名「マノスポンディルス・ギガス（Manospondylus gigas）」から。アニメ版ではノーピスにより、改造された恐竜という設定である。通常のカードはカスタマイズカードのみで、単体でのカード化はされていない。                                                                               |
| アクト団の斬り込み隊長     | スピノ                   | 水   | チョキ   | 超あいこ・ラッキー7・パーパー（未カード化）          | 1600 | 475        | 600        | 475        | 1550       | 700        | 2007第3紀        | アクト団が所有するアニメ版スピノサウルス。由来はスピノサウルスの最初の3文字から。筐体排出以外に小学四年生2008年付録、マクドナルドのハッピーセットの付録（カスタマイズカード）として登場。ラッキー7タイプはカスタマイズカードのみで、単体でのカード化はされていない。                                                                                            |
| リュウタだいすき           | ガブ                     | 雷   | チョキ   | 超ピンチ・きょうか・パーパー（未カード化）           | 1600 | 430        | 690        | 430        | 1550       | 700        | 2007第2紀〜第3紀 | リュウタが所有するアニメ版トリケラトプス。由来は何にでもガブガブ噛み付くことから。ノーマル恐竜のトリケラトプスの体色のベースは黒だが、こちらは黄色がベースになっている。筐体排出以外に小学一年生2008年5月号付録、マクドナルドのハッピーセットの付録（カスタマイズカード）として登場。きょうかタイプはカスタマイズカードのみで、単体でのカード化はされていない。 |
| 三本角の災厄               | マキシムス               | 雷   | チョキ   | どく・パーパー（未カード化）                         | 1600 | 450        | 650        | 450        | 1550       | 700        | 激ザン2紀+       | ミハサが所有するザンジャークのトリケラトプス。由来はトリケラトプスの無効名「トリケラトプス・マキシムス（T. maximus）」から。アニメ版ではノーピスにより、改造された恐竜という設定である。通常のカードはカスタマイズカードのみで、単体でのカード化はされていない。                                                                                                |
| 鉄壁のアクト戦士           | サイカ                   | 土   | グー     | 超まもり・こんじょう・チョキチョキ（未カード化）     | 1600 | 550        | 500        | 500        | 1550       | 700        | 2007第3紀        | アクト団が所有するアニメ版サイカニア。由来はサイカニアの最初の3文字から。筐体排出以外に小学三年生2008年付録、マクドナルドのハッピーセットの付録（カスタマイズカード）として登場した。こんじょうタイプはカスタマイズカードのみで、単体でのカード化はされていない。                                                                                               |
| 破滅の尖塔                 | アルマトゥス             | 土   | パー     | どく・グーグー（未カード化）                         | 1600 | 450        | 450        | 650        | 1550       | 700        | 激ザン2紀+       | ザッパーが所有するザンジャークのステゴサウルス。由来はステゴサウルスの無効名「ステゴサウルス・アルマトゥス（S. armatus）」から。アニメ版ではノーピスにより、改造された恐竜という設定である。通常のカードはカスタマイズカードのみで、単体でのカード化はされていない。                                                                                            |
| マルムとなかよし           | パラパラ                 | 草   | パー     | 超カウンター・かいふく・グーグー（未カード化）       | 1600 | 460        | 460        | 630        | 1550       | 700        | 2007第2紀〜第3紀 | マルムが所有するアニメ版パラサウロロフス。由来は音楽に合わせて踊ることから。筐体排出以外にマクドナルドのハッピーセットの付録（カスタマイズカード）として登場した。かいふくタイプはカスタマイズカードのみで、単体でのカード化はされていない。 |
| レックスのあいぼう         | エース                   | 風   | グー     | 超そっこう・あいこまもり・チョキチョキ（未カード化） | 1600 | 650        | 425        | 425        | 1550       | 700        | 2007第2紀〜第3紀 | レックスが所有するアニメ版カルノタウルス。由来は「一番」から。ノーマル恐竜のカルノタウルスより体色が薄くなっている。筐体排出以外に小学二年生2008年付録、マクドナルドのハッピーセットの付録（カスタマイズカード）として登場した。あいこまもりタイプはカスタマイズカードのみで、単体でのカード化はされていない。                                                  |
| やっぱ、悪知恵だっつーの！ | チンタオ                 | 草   | チョキ   | あいこかいふく                                       | 1200 | 420        | 610        | 420        | 1450       | 1000       | なし             | 雑誌に連載されていたマンガ版キャラクターのチンタオサウルス。由来はチンタオサウルスの最初の4文字から。コロコロイチバン！2008年付録カードとして登場。 |
| 小さな王者                 | ミニキング               | 雷   | チョキ   | まもり・カウンター（未カード化）                     | 1000 | 440        | 570        | 440        | 1450       | 1000       | なし             | 雑誌に連載されていたマンガ版キャラクターのスティラコサウルス（の幼体）。コロコロコミック2006年10月号付録として登場。 |

### （超）アクト恐竜
アクトウェーブによって強化され、洗脳されてしまった恐竜。体の色と模様はいずれも赤紫色がベースになっている。カード裏面では超アクト恐竜はソーノイダ、アクト恐竜の場合、炎はノラッティ〜、水はノーピス、雷はロト、土はエド、草はウサラパ、風はロアが解説しているが、公式サイト内の「恐竜博物館・特別展示室」ではすべてソーノイダ自身が解説している。2007年シリーズ前半ではどくタイプが存在しなかったため、強さ1800の超アクト恐竜3体の初期バトルタイプと後に単体でカード化された際のバトルタイプは違っている。
| ショルダーネーム     | カード名                          | 属性 | 必殺わざ | バトルタイプ                                               | 強さ | こうげき力 | こうげき力 | こうげき力 | こうげき力 | テクニック | 排出紀                   | 備考                                                                              |
| ショルダーネーム     | カード名                          | 属性 | 必殺わざ | バトルタイプ                                               | 強さ | グー       | チョキ     | パー       | 合計       | テクニック | 排出紀                   | 備考                                                                              |
| -------------------- | --------------------------------- | ---- | -------- | ---------------------------------------------------------- | ---- | ---------- | ---------- | ---------- | ---------- | ---------- | ------------------------ | --------------------------------------------------------------------------------- |
| 北米の畏怖           | 超アクト恐竜 アクロカントサウルス | 炎   | パー     | あいこ・どく・ピンチ（未カード化）・ひっさつ（未カード化） | 2000 | 475        | 475        | 750        | 1700       | 300        | 2006第6紀・覚新6紀       | 2006第6紀のシークレットとして初登場（あいこタイプ）。                             |
| 草原の猛者           | 超アクト恐竜 カスモサウルス       | 雷   | パー     | どく・グーグー・そっこう（未カード化）                     | 1800 | 525        | 525        | 600        | 1650       | 500        | 2007第4紀+・覚新2紀・6紀 | 覚新2紀はカスタマイズカード（グーグータイプ）。                                   |
| 恐竜剣山             | 超アクト恐竜 ケントロサウルス     | 土   | グー     | どく・チョキチョキ・ピンチ（未カード化）                   | 1800 | 590        | 530        | 530        | 1650       | 500        | 2007第4紀+・覚新2紀・6紀 | 覚新2紀はカスタマイズカード（チョキチョキタイプ）。                               |
| 究極のプレデター     | 超アクト恐竜 アロサウルス         | 風   | チョキ   | どく・パーパー・カウンター（未カード化）                   | 1800 | 530        | 590        | 530        | 1650       | 500        | 2007第4紀+・覚新2紀・6紀 | 覚新2紀はカスタマイズカード（パーパータイプ）。                                   |
| インドの猛竜         | 超アクト恐竜 ラジャサウルス       | 炎   | チョキ   | ぽか〜ん・どく                                             | 1600 | 450        | 750        | 450        | 1650       | 500        | 覚新2紀・6紀             | ぽか〜んタイプは覚新2紀のカスタマイズカードのみで、単体ではカード化されていない。 |
| 水辺のスナイパー     | 超アクト恐竜 スコミムス           | 水   | チョキ   | ぽか〜ん・どく                                             | 1600 | 400        | 850        | 400        | 1650       | 500        | 覚新2紀・6紀             | ぽか〜んタイプは覚新2紀のカスタマイズカードのみで、単体ではカード化されていない。 |
| 繁栄の象徴           | 超アクト恐竜 イグアノドン         | 草   | チョキ   | ぽか〜ん・どく                                             | 1600 | 480        | 690        | 480        | 1650       | 500        | 覚新2紀・6紀             | ぽか〜んタイプは覚新2紀のカスタマイズカードのみで、単体ではカード化されていない。 |
| 狡猾な狩人           | アクト恐竜 ゴルゴサウルス         | 炎   | パー     | あいこ・どく                                               | 1000 | 405        | 405        | 640        | 1450       | 1000       | 覚新6紀                  | 筐体排出以外に30枚交換キャンペーンカードとして登場（あいこタイプ）。              |
| 翼の折れた海賊       | アクト恐竜 イリテーター           | 水   | グー     | まもり・どく                                               | 1000 | 520        | 465        | 465        | 1450       | 1000       | 覚新6紀                  | 筐体排出以外に30枚交換キャンペーンカードとして登場（まもりタイプ）。              |
| 白亜紀のバッファロー | アクト恐竜 エイニオサウルス       | 雷   | チョキ   | こうげき・どく                                             | 1000 | 335        | 780        | 335        | 1450       | 1000       | 覚新6紀                  | 筐体排出以外に30枚交換キャンペーンカードとして登場（こうげきタイプ）。            |
| 新緑の剣士           | アクト恐竜 ウエロサウルス         | 土   | パー     | まもり・どく                                               | 1000 | 435        | 435        | 580        | 1450       | 1000       | 覚新6紀                  | 筐体排出以外に30枚交換キャンペーンカードとして登場（まもりタイプ）。              |
| 静かなる勇者         | アクト恐竜 オウラノサウルス       | 草   | グー     | こうげき・どく                                             | 1000 | 730        | 360        | 360        | 1450       | 1000       | 覚新6紀                  | 筐体排出以外に30枚交換キャンペーンカードとして登場（こうげきタイプ）。            |
| 冠番長               | アクト恐竜 ディロフォサウルス     | 風   | チョキ   | まもり・どく                                               | 1000 | 465        | 520        | 465        | 1450       | 1000       | 覚新6紀                  | 筐体排出以外に30枚交換キャンペーンカードとして登場（まもりタイプ）。              |

### スーパー恐竜
バトルタイプはスーパータイプである。エレメントフュージョンをして本来持つ力を発揮した時にじゃんけんに勝つかあいこになると強力な攻撃を出す。わざを出していない時にあいこになるとエレメントフュージョン時を維持できる。以下のこうげき力値・テクニック値はエレメントフュージョン時の値で、通常時はエレメントフュージョン時の1⁄2。カスタマイズカードを除き、カード表面にはエレメントフュージョン時、裏面には通常時の姿が描かれている。
| ショルダーネーム       | カード名                         | 属性 | 必殺わざ | 強さ | こうげき力 | こうげき力 | こうげき力 | こうげき力 | テクニック | 排出紀           | 備考 |
| ショルダーネーム       | カード名                         | 属性 | 必殺わざ | 強さ | グー       | チョキ     | パー       | 合計       | テクニック | 排出紀           | 備考 |
| ---------------------- | -------------------------------- | ---- | -------- | ---- | ---------- | ---------- | ---------- | ---------- | ---------- | ---------------- | --- |
| 恐竜帝王               | スーパーティラノサウルス         | 炎   | パー     | 2000 | 780        | 780        | 1840       | 3400       | 600        | 覚新1紀〜5紀     | 筐体排出以外にマクドナルドのハッピーセットの付録として登場した。 |
| 恐怖の眼光             | スーパーエオカルカリア           | 炎   | チョキ   | 2000 | 1100       | 1300       | 1100       | 3500       | 2000       | 覚新5紀〜6紀     | エオカルカリアはザンジャークの恐竜のため、エレメントフュージョンではなく、ジャークフュージョンとなっている。ザンジャークの恐竜のため、ゲーム内ではフュージョン前からジャークマターが付いているが、カードではジャークマターが描かれていない。 |
| 伝説の狩猟者           | スーパースピノサウルス           | 水   | グー     | 2000 | 1500       | 950        | 950        | 3400       | 600        | 覚新4紀〜5紀     | 筐体排出以外にマクドナルドのハッピーセットの付録として登場した。 |
| 暴君の好敵手           | スーパートリケラトプス           | 雷   | チョキ   | 2000 | 1000       | 1400       | 1000       | 3400       | 600        | 覚新2紀〜5紀     | 筐体排出以外にマクドナルドのハッピーセットの付録として登場した。ノーマル恐竜のトリケラトプスは黒をベースとした体色で、強さ1400・テクニック700だが、スーパー恐竜としてのトリケラトプスはガブと同じく黄色をベースとした体色である。さらに、スティラコサウルスの能力が一部踏襲されているため、基本的にノーマル恐竜のトリケラトプスとスーパートリケラトプスは別種として扱われる。 |
| 鋼鉄の要塞             | スーパーサイカニア               | 土   | パー     | 2000 | 880        | 880        | 1640       | 3400       | 600        | 覚新5紀          | 筐体排出以外にマクドナルドのハッピーセットの付録として登場した。ノーマル恐竜のサイカニアとは鳴き声が異なっており、タルキアの鳴き声に近いものになっている。 |
| 華麗なる雄叫び         | スーパーパラサウロロフス         | 草   | グー     | 2000 | 1360       | 1020       | 1020       | 3400       | 600        | 覚新5紀          | 筐体排出以外にマクドナルドのハッピーセットの付録として登場した。 |
| 肉食の猛牛             | スーパーカルノタウルス           | 風   | チョキ   | 2000 | 850        | 850        | 1700       | 3400       | 600        | 覚新3紀・5紀     | 筐体排出以外にマクドナルドのハッピーセットの付録として登場した。スーパー恐竜としてのカルノタウルスはエースと同様に、ノーマル恐竜のカルノタウルスより体色が薄くなっている。 |
| 巨大な鉤爪             | スーパーテリジノサウルス         | 秘   | グー     | 2000 | 1240       | 1080       | 1080       | 3400       | 2000       | 覚新4紀〜5紀     | 秘属性唯一のスーパー恐竜。 |
| 帝王の系譜             | スーパーダスプレトサウルス       | 炎   | チョキ   | 1800 | 760        | 1680       | 760        | 3200       | 1000       | 覚新4紀〜5紀     | |
| 隆盛の巨神             | スーパーティタノサウルス         | 水   | パー     | 1800 | 950        | 950        | 1500       | 3400       | 600        | 覚新2紀・5紀     | 強さ1800のスーパー恐竜の内、最もこうげき力が高く、最もテクニックが低い恐竜である。また、ノーマル恐竜のティタノサウルスとは鳴き声が異なっており、ティタノサウルス・コルバーチの鳴き声に近いものになっている。 |
| 閃光のフリル           | スーパーアンキケラトプス         | 雷   | グー     | 1800 | 1120       | 1040       | 1040       | 3200       | 1000       | 覚新5紀          | |
| 磐石の賢者             | スーパータルキア                 | 土   | チョキ   | 1800 | 1050       | 1200       | 1050       | 3300       | 1000       | 覚新5紀          | |
| 鼻っ柱大将             | スーパーアルティリヌス           | 草   | パー     | 1800 | 840        | 840        | 1520       | 3200       | 1000       | 覚新3紀・5紀     | |
| 南海の魔獣             | スーパーマジュンガサウルス       | 風   | グー     | 1800 | 1300       | 1000       | 1000       | 3300       | 1000       | 覚新1紀・5紀     | |
| 暴走ファイター         | スーパートルヴォサウルス         | 炎   | チョキ   | 1600 | 900        | 1400       | 900        | 3200       | 1200       | 覚新2紀・5紀     | |
| アクト団の主砲         | スーパーティラノ                 | 炎   | パー     | 1600 | 850        | 850        | 1400       | 3100       | 1400       | 覚新3紀          | |
| アクト団の斬り込み隊長 | スーパースピノ                   | 水   | チョキ   | 1600 | 950        | 1200       | 950        | 3100       | 1400       | 覚新3紀          | |
| 鰐顔の漁師             | スーパーバリオニクス             | 水   | パー     | 1600 | 1030       | 1030       | 1140       | 3200       | 1200       | 覚新5紀          | |
| リュウタだいすき       | スーパーガブ                     | 雷   | チョキ   | 1600 | 860        | 1380       | 860        | 3100       | 1400       | 覚新3紀〜4紀     | 覚新4紀はカスタマイズカード。 |
| 長大な盾               | スーパートロサウルス             | 雷   | グー     | 1600 | 1720       | 740        | 740        | 3200       | 1200       | 覚新5紀          | |
| 鉄壁のアクト戦士       | スーパーサイカ                   | 土   | グー     | 1600 | 1100       | 1000       | 1000       | 3100       | 1400       | 覚新3紀          | |
| 突撃重戦車             | スーパーエドモントニア           | 土   | チョキ   | 1600 | 960        | 1280       | 960        | 3200       | 1200       | 覚新3紀・5紀     | |
| 最大級のカモノハシ竜   | スーパーシャントゥンゴサウルス   | 草   | パー     | 1600 | 800        | 800        | 1600       | 3200       | 1200       | 覚新1紀・覚新5紀 | |
| マルムとなかよし       | スーパーパラパラ                 | 草   | パー     | 1600 | 3100       | 920        | 920        | 1260       | 1400       | 覚新3紀〜4紀     | 覚新4紀はカスタマイズカード。 |
| レックスのあいぼう     | スーパーエース                   | 風   | グー     | 1600 | 1300       | 900        | 900        | 3100       | 1400       | 覚新3紀〜4紀     | 覚新4紀はカスタマイズカード。 |
| 孤高の三本角           | スーパーケラトサウルス           | 風   | グー     | 1600 | 1540       | 830        | 830        | 3200       | 1200       | 覚新4紀〜5紀     | |
| インドの猛竜           | スーパーラジャサウルス           | 炎   | チョキ   | 1400 | 840        | 1320       | 840        | 3000       | 1600       | 覚新5紀          | |
| 動く城塞               | スーパーディクラエオサウルス     | 水   | パー     | 1400 | 800        | 800        | 1400       | 3000       | 1600       | 覚新5紀          | |
| 荒ぶるツインホーン     | スーパーディケラトプス           | 雷   | グー     | 1400 | 1200       | 1000       | 1000       | 3200       | 1200       | 覚新3紀・5紀     | 強さ1400のスーパー恐竜の内、最もこうげき力が高く、最もテクニックが低い恐竜である。 |
| 元気な力コブ           | スーパーノドサウルス             | 土   | チョキ   | 1400 | 960        | 1080       | 960        | 3000       | 1600       | 覚新1紀・5紀     | |
| 森のナポレオン         | スーパーコリトサウルス           | 草   | パー     | 1400 | 780        | 780        | 1440       | 3000       | 1600       | 覚新4紀〜5紀     | |
| 閃く青龍刀             | スーパーシンラプトル             | 風   | グー     | 1400 | 1300       | 850        | 850        | 3000       | 1600       | 覚新2紀・5紀     | |
| アジアの暴れん坊       | スーパータルボサウルス           | 炎   | チョキ   | 1200 | 900        | 1200       | 900        | 3000       | 1800       | 覚新5紀          | |
| 雄々しき巨漢           | スーパーカマラサウルス           | 水   | パー     | 1200 | 780        | 780        | 1440       | 3000       | 1800       | 覚新3紀・5紀     | |
| 猛き一角竜             | スーパーエウセントロサウルス     | 雷   | グー     | 1200 | 1080       | 960        | 960        | 3000       | 1800       | 覚新1紀・5紀     | |
| 不動の刃               | スーパーサウロペルタ             | 土   | チョキ   | 1200 | 840        | 1320       | 840        | 3000       | 1800       | 覚新4紀〜5紀     | |
| アジアの歌舞伎者       | スーパーチンタオサウルス         | 草   | パー     | 1200 | 900        | 900        | 1200       | 3000       | 1800       | 覚新2紀・5紀     | |
| 東洋の戦士             | スーパーモノロフォサウルス       | 風   | グー     | 1200 | 1000       | 950        | 950        | 2900       | 1800       | 覚新5紀          | |
| アジアの異端児         | スーパーアリオラムス             | 炎   | グー     | 1000 | 1060       | 870        | 870        | 2800       | 2200       | 覚新3紀・5紀     | |
| 草原の横綱             | スーパーオピストコエリカウディア | 水   | チョキ   | 1000 | 840        | 1120       | 840        | 2800       | 2200       | 覚新1紀・5紀     | |
| 果敢な豆タンク         | スーパーブラキケラトプス         | 雷   | パー     | 1000 | 900        | 900        | 1000       | 2800       | 2200       | 覚新4紀〜5紀     | |
| 突貫小僧               | スーパータラルルス               | 土   | グー     | 1000 | 1100       | 850        | 850        | 2800       | 2200       | 覚新2紀・5紀     | |
| 風変わりなベジタリアン | スーパームッタブラサウルス       | 草   | チョキ   | 1000 | 900        | 1000       | 900        | 2800       | 2200       | 覚新5紀          | |
| 疾風のテクニシャン     | スーパーリリエンステルヌス       | 風   | パー     | 1000 | 800        | 800        | 1200       | 2800       | 2200       | 覚新5紀          | |

### ディノテクター恐竜およびジャークアーマー恐竜
シークレット恐竜と同様、強さは2000である。じゃんけんに勝つかあいこでディノテクターゲージ/ジャークアーマーゲージがたまっていき、全てたまるとスラッシュチャンスが発動し、ディノテクターコード/ジャークアーマーコードをスキャンするとディノテクター/ジャークアーマーを装着する。ディノテクターコード/ジャークアーマーコードのスキャンは任意であり、そのタイミングも選べるが、2回連続で拒否するとディノテクターゲージ/ジャークアーマーゲージを一からため直す必要がある。ディノテクター/ジャークアーマーを装着している状態で使えるわざはアーマーわざか支援効果のみであり、カードのわざは使えなくなる。カード表面にはディノテクター/ジャークアーマー装着時、裏面には通常時の姿が描かれている。また、覚新6紀に登場したディノテクター恐竜の基本的な能力は覚新4紀までに登場したディノテクター恐竜と同じであり、実質バトルタイプ違いと見なせる。
| ショルダーネーム       | カード名                            | 属性 | 必殺わざ | バトルタイプ                             | こうげき力 | こうげき力 | こうげき力 | こうげき力 | テクニック | アーマーわざ                         | 発動条件                                               | 排出紀                           | 備考 |
| ショルダーネーム       | カード名                            | 属性 | 必殺わざ | バトルタイプ                             | グー       | チョキ     | パー       | 合計       | テクニック | アーマーわざ                         | 発動条件                                               | 排出紀                           | 備考 |
| ---------------------- | ----------------------------------- | ---- | -------- | ---------------------------------------- | ---------- | ---------- | ---------- | ---------- | ---------- | ------------------------------------ | ------------------------------------------------------ | -------------------------------- | --- |
| アクト団の主砲         | ティラノ（ディノテクター）          | 炎   | パー     | かいしん・グーグー（未カード化）         | 425        | 425        | 700        | 1550       | 700        | アルティメットファイアー（究極炎撃） | ディノテクターゲージが満タンの時にじゃんけんに勝つ。   | 激ザン1紀〜3紀・覚新1紀〜4紀     | |
| 撃滅マシーン           | ギガス（ジャークアーマー）          | 炎   | グー     | どく・チョキチョキ                       | 650        | 450        | 450        | 1550       | 700        | ジャークランサー（邪悪槍撃）         | ジャークアーマーゲージが満タンの時にじゃんけんに勝つ。 | 激ザン3紀・覚新1紀〜4紀・6紀     | |
| 恐怖の眼光             | エオカルカリア（ジャークアーマーΩ） | 炎   | チョキ   | あいこかいふく                           | 550        | 650        | 550        | 1750       | 1000       | オメガフェニックス（Ω闇翼撃）        | ジャークアーマーゲージが満タンの時にじゃんけんに勝つ。 | 覚新5紀〜6紀                     | |
| 恐竜帝王               | ティラノサウルス（ディノテクター）  | 炎   | パー     | グーグー                                 | 425        | 425        | 700        | 1550       | 700        | アルティメットファイアー（究極炎撃） | ディノテクターゲージが満タンの時にじゃんけんに勝つ。   | 覚新6紀                          | |
| アクト団の斬り込み隊長 | スピノ（ディノテクター）            | 水   | チョキ   | ラッキー7・パーパー（未カード化）        | 475        | 600        | 475        | 1550       | 700        | アルティメットウォーター（究極水撃） | ディノテクターゲージが満タンの時にじゃんけんに勝つ。   | 激ザン2紀〜3紀・覚新1紀〜4紀     | |
| 邪悪なる巨竜           | ブロント（ジャークアーマー）        | 水   | パー     | かいふく                                 | 500        | 500        | 700        | 1700       | 800        | ジャークデストロイ（邪悪天災）       | ジャークアーマーゲージが満タンの時にじゃんけんに勝つ。 | 覚新2紀・6紀                     | アニメ版ブロントサウルス。アニメ版でのブロントは秘属性となっているが、ゲーム版ではアパトサウルスが秘属性、ブロントが水属性と区別されている。由来はブロントサウルスの最初の4文字から。強さ2000の水属性の恐竜の内、唯一パーが必殺わざの恐竜でもある。存在するのはジャークアーマー恐竜のみで、通常版やスーパータイプは単体ではカード化されていないだけではなく、ゲーム内にも登場しない。 |
| 伝説の狩猟者           | スピノサウルス（ディノテクター）    | 水   | チョキ   | パーパー                                 | 475        | 600        | 475        | 1550       | 700        | アルティメットウォーター（究極水撃） | ディノテクターゲージが満タンの時にじゃんけんに勝つ。   | 覚新6紀                          | |
| リュウタだいすき       | ガブ（ディノテクター）              | 雷   | チョキ   | きょうか・パーパー（未カード化）         | 430        | 690        | 430        | 1550       | 700        | アルティメットサンダー（究極雷撃）   | ディノテクターゲージが満タンの時にじゃんけんに勝つ。   | 激ザン1紀〜3紀・覚新1紀〜4紀     | |
| 三本角の災厄           | マキシムス（ジャークアーマー）      | 雷   | チョキ   | どく・パーパー                           | 450        | 650        | 450        | 1550       | 700        | ジャークバニッシュ（邪悪滅光）       | ジャークアーマーゲージが満タンの時にじゃんけんに勝つ。 | 激ザン3紀・覚新1紀～4紀・覚新6紀 | |
| 暴君の好敵手           | トリケラトプス（ディノテクター）    | 雷   | チョキ   | パーパー                                 | 430        | 690        | 430        | 1550       | 700        | アルティメットサンダー（究極雷撃）   | ディノテクターゲージが満タンの時にじゃんけんに勝つ。   | 覚新6紀                          | |
| 鉄壁のアクト戦士       | サイカ（ディノテクター）            | 土   | グー     | こんじょう・チョキチョキ（未カード化）   | 550        | 500        | 500        | 1550       | 700        | アルティメットアース（究極土撃）     | ディノテクターゲージが満タンの時にじゃんけんに勝つ。   | 激ザン2紀+・3紀・覚新1紀〜4紀    | |
| 破滅の尖塔             | アルマトゥス（ジャークアーマー）    | 土   | パー     | どく・グーグー                           | 450        | 450        | 650        | 1550       | 700        | ジャークスティンガー（邪悪棘刺）     | ジャークアーマーゲージが満タンの時にじゃんけんに勝つ。 | 激ザン3紀・覚新1紀〜4紀・6紀     | |
| 鋼鉄の要塞             | サイカニア（ディノテクター）        | 土   | グー     | チョキチョキ                             | 550        | 500        | 500        | 1550       | 700        | アルティメットアース（究極土撃）     | ディノテクターゲージが満タンの時にじゃんけんに勝つ。   | 覚新6紀                          | |
| マルムとなかよし       | パラパラ（ディノテクター）          | 草   | パー     | かいふく・グーグー（未カード化）         | 460        | 460        | 630        | 1550       | 700        | アルティメットリーフ（究極草撃）     | ディノテクターゲージが満タンの時にじゃんけんに勝つ。   | 激ザン2紀〜3紀・覚新1紀〜4紀     | |
| 華麗なる雄叫び         | パラサウロロフス（ディノテクター）  | 草   | パー     | グーグー                                 | 460        | 460        | 630        | 1550       | 700        | アルティメットリーフ（究極草撃）     | ディノテクターゲージが満タンの時にじゃんけんに勝つ。   | 覚新6紀                          | |
| レックスのあいぼう     | エース（ディノテクター）            | 風   | グー     | あいこまもり・チョキチョキ（未カード化） | 650        | 425        | 425        | 1550       | 700        | アルティメットウィンド（究極風撃）   | ディノテクターゲージが満タンの時にじゃんけんに勝つ。   | 激ザン2紀+〜3紀・覚新1紀〜4紀    | |
| 肉食の猛牛             | カルノタウルス（ディノテクター）    | 風   | グー     | チョキチョキ                             | 650        | 425        | 425        | 1550       | 700        | アルティメットウィンド（究極風撃）   | ディノテクターゲージが満タンの時にじゃんけんに勝つ。   | 覚新6紀                          | |

## たまごカード
恐竜カードの一種で、1枚のカードからカード裏面に記載された恐竜がランダムに1体登場する。登場する順に規則性はなく、スキャンの度に異なる恐竜が登場する。属性、発掘地、体の色などの種類がある。
アクト恐竜のたまご
- 超A.アクロカントサウルス、A.ゴルゴサウルス、A.イリテーター、A.エイニオサウルス、A.ウエロサウルス、A.オウラノサウルス、A.ディロフォサウルスのいずれかが登場する。バトルタイプはそれぞれの初登場時のものと同じ。
- 幼稚園2007年11月号付録

雷のたまご
- スティラコサウルス、パキリノサウルス、アリノケラトプス、トロサウルス、トリケラトプス、カスモサウルス、エウセントロサウルス、エイニオサウルス、ブラキケラトプスのいずれかが登場する。バトルタイプはそれぞれの初登場時のものと同じ。
- カード化されていないバージョンで、アンキケラトプス（とつげきタイプ）、ディケラトプス（あいこまもりタイプ）、セントロサウルス（そっこうタイプ）、アケロウサウルス（ゆうきタイプ）、モノクロニウス（とつげきタイプ）が収録されているものもある。
- てれびくん2007年11月号付録

炎のたまご（初代）
- ティラノサウルス、カルカロドントサウルス、トルヴォサウルス、ギガノトサウルス、アクロカントサウルス、タルボサウルス、ゴルゴサウルス、アリオラムスのいずれかが登場する。バトルタイプはそれぞれの初登場時のものと同じ。
- 別冊コロコロコミック2007年付録

炎のたまご（2代目）
- ティラノサウルス、カルカロドントサウルス、ダスプレトサウルス、トルヴォサウルス、ヤンチュアノサウルス、ギガノトサウルス、アクロカントサウルス、タルボサウルス、ゴルゴサウルス、アリオラムスのいずれかが登場する。バトルタイプはそれぞれの初登場時のものと同じ。
- 恐竜が初代のカードより2頭増えている。
- 小学一年生2007年11月号付録・コロコロイチバン!2007年12月号付録

風のたまご
- カルノタウルス、メガラプトル、ユタラプトル、デルタドロメウス、ケラトサウルス、シンラプトル、アロサウルス、ネオヴェナトル、エウストレプトスポンディルス、モノロフォサウルス、ディロフォサウルスのいずれかが登場する。バトルタイプはそれぞれの初登場時のものと同じ。
- カード化されていないバージョンで、マジュンガサウルス（とつげきタイプ）、フクイラプトル（そっこうタイプ）、ゴジラサウルス（とつげきタイプ）、リリエンステルヌス（ゆうきタイプ）が収録されているものもある。
- 小学二年生2007年11月号付録

土のたまご
- サイカニア、エウオプロケファルス、ステゴサウルス、タルキア、エドモントニア、ノドサウルス、ケントロサウルス、アンキロサウルス、ダケントルルス、ウエロサウルスのいずれかが登場する。
- カード化されていないバージョンで、ガストニア（こうげきタイプ）が収録されているものもある。
- 小学三年生2007年11月号付録。

水のたまご
- スピノサウルス（そっこうタイプ）、アンペロサウルス、アマルガサウルス、バリオニクス、スコミムス、サルタサウルス、パタゴサウルス、カマラサウルス、オピストコエリカウディア、イリテーターのいずれかが登場する。バトルタイプはスピノサウルスを除き、それぞれの初登場時のものと同じ。
- 小学四年生2007年11月号付録

草のたまご
- パラサウロロフス、サウロロフス、ランベオサウルス、アルティリヌス、シャントゥンゴサウルス、コリトサウルス、マイアサウラ、イグアノドン、チンタオサウルス、ムッタブラサウルス、オウラノサウルスのいずれかが登場する。バトルタイプはそれぞれの2007年シリーズ時のもの。
- カード化されていないバージョンで、カロノサウルス（ハンタータイプ）とフクイサウルス（ピンチタイプ）が収録されているものもある。
- 抽選で5000名の懸賞

秘密（シークレット）のたまご
- 2007年シリーズまでに登場したシークレット恐竜：ディノニクス（ピンチタイプ）、パキケファロサウルス（そっこうタイプ）、テリジノサウルス（カウンタータイプ）のいずれかが登場する。
- 2007第4紀+・覚新4紀収録

北米のたまご
- ティラノサウルス、パキリノサウルス、エドモントニア、コリトサウルス、カマラサウルス、ディロフォサウルスのいずれかが登場する。バトルタイプは全て激ザンシリーズ時のもの。
- コンプリート制覇ブック2008年夏付録

北米のたまごⅡ
- スティラコサウルス、ステゴサウルス、ケラトサウルス、マイアサウラ、アルバートサウルス、ブラキケラトプスのいずれかが登場する。バトルタイプは全て激ザンシリーズ時のもの。
- 幼稚園2009年2月号付録

南米のたまご
- カルノタウルス、メガラプトル、アマルガサウルス、ギガノトサウルス、パタゴサウルス、イリテーターのいずれかが登場する。バトルタイプは全て激ザンシリーズ時のもの。
- 小学一年生2009年2月号付録

アフリカのたまご
- スピノサウルス、カルカロドントサウルス、マジュンガサウルス、デルタドロメウス、ケントロサウルス、オウラノサウルスのいずれかが登場する。バトルタイプは全て激ザンシリーズ時のもの。
- 小学二年生2009年2月号付録

アジアのたまご
- サイカニア、アルティリヌス、ヤンチュアノサウルス、シンラプトル、フクイサウルス（まもりタイプ）、フクイラプトル（あいこタイプ）、アリオラムスのいずれかが登場する。バトルタイプはフクイサウルスとフクイラプトルを除き、全て激ザンシリーズ時のもの。
- 覚新1紀収録

ヨーロッパのたまご
- アンペロサウルス、バリオニクス、イグアノドン、ダケントルルス、エウストレプトスポンディルス、カンプトサウルスのいずれかが登場する。バトルタイプは全て激ザンシリーズ時のもの。
- 大会参加賞

あかい恐竜のたまご
- 体色が赤色の恐竜：ティラノサウルス、プロサウロロフス、マジュンガサウルス、トゥオジャンゴサウルス、アフロヴェナトル、ディケラトプス、アルバートサウルス、アケロウサウルス、オピストコエリカウディア、ムッタブラサウルスのいずれかが登場する。バトルタイプはそれぞれの初登場時のものと同じ。
- 覚新3紀収録

あおい恐竜のたまご
- 体色が青色の恐竜：アンペロサウルス、ジョバリア、パキリノサウルス、アルティリヌス、デルタドロメウス、アロサウルス、ブラキロフォサウルス、ゴルゴサウルス、イリテーター、タラルルスのいずれかが登場する。バトルタイプはそれぞれの初登場時のものと同じ。
- 覚新3紀収録

みどりの恐竜のたまご
- 体色が緑色の恐竜：ティタノサウルス・コルバーチ（超まもりタイプ）、メガラプトル、カルカロドントサウルス、アンキケラトプス（とつげきタイプ）、アナトティタン、スコミムス、カスモサウルス、ダケントルルス、フクイサウルス、リリエンステルヌスのいずれかが登場する。ティタノサウルス・コルバーチとアンキケラトプスを除き、バトルタイプはそれぞれの初登場時のものと同じ。
- 覚新3紀収録

秘密（シークレット）のたまごⅡ
- 激ザンシリーズに登場したシークレット恐竜：メガロサウルス、パウパウサウルス、クリオロフォサウルス、アパトサウルスのいずれかが登場する。バトルタイプはそれぞれの初登場時のものと同じ。
- 覚新4紀収録

## その他の恐竜カード
恐竜カードの一種で、カードに表記された恐竜の内の1体のカードとなっている。スキャンするまでどの恐竜が出てくるか分からないという点ではたまごカードと同じだが、たまごカードとは異なり、登場する恐竜は固定されている。強さ、分類、展示物などの種類がある。
アクト恐竜
- A.ゴルゴサウルス、A.イリテーター、A.エイニオサウルス、A.ウエロサウルス、A.オウラノサウルス、A.ディロフォサウルスの内の1体。バトルタイプはそれぞれの初登場時のものと同じ。
- 大会参加賞
- 縦型と横型の2種類が存在する。

銅（ブロンズ）の猛者達
- 強さ1600の初期恐竜6体：トルヴォサウルス、バリオニクス、トロサウルス、エドモントニア、シャントゥンゴサウルス、ケラトサウルスの内の1体。
- 大会「猛者決定戦」参加賞

熱き暴君の系譜
- ティラノサウルス科の恐竜：ティラノサウルス、ダスプレトサウルス、タルボサウルス、アルバートサウルス、ゴルゴサウルス、アリオラムスの内の1体。バトルタイプはそれぞれの初登場時のものと同じ。
- 大会「Dキッズグランプリ」参加賞
- カード化されているティラノサウルス科の恐竜が全て含まれている。

雷角の戦士達
- ケラトプス科の恐竜：ペンタケラトプス（あいこタイプ）、パキリノサウルス（ゆうきタイプ）、アリノケラトプス（まもりタイプ）、カスモサウルス（ピンチタイプ）、モノクロニウス（とつげきタイプ）、ブラキケラトプス（ハンタータイプ）の内の1体。
- 大会「Dキッズグランプリ2」参加賞

古代マンの剣竜カード
- ステゴサウルス科の恐竜：ステゴサウルス、トゥオジャンゴサウルス、 ケントロサウルス、ダケントルルス、レクソヴィサウルス、ウエロサウルスの内の1体。
- 大会参加賞
- ギガントスピノサウルスを除き、カード化されているステゴサウルス科の恐竜が全て含まれている。

恐竜博士の恐竜カード
- 福井県立恐竜博物館に展示されている恐竜：プロサウロロフス、トゥオジャンゴサウルス、カスモサウルス、タルボサウルス、フクイサウルス、フクイラプトルの内の1体。バトルタイプは全てふっかつタイプ。
- 福井県立恐竜博物館特別展「恐竜のくらした森 ― 恐竜は花を見たか？」入場者限定

## わざカード
ゲーム内に登場するグー・チョキ・パーのわざとそのデータを紹介する。たまに発動するわざの発動確率はこうげき力とテクニックの高さに比例する。また、特定の発動条件のもとで複数のわざが1回の出し手で同時に発動することもある。本項目での説明の順はゲーム内で表される「じゃんけん」の三すくみ順および「属性」順と「カード」の登場順で統一する（わざを並べる際の優先順位もこの順に従う）。
お助け恐竜はノーマル恐竜とシークレット恐竜と同様、全て中生代に実在した恐竜で、カード裏面には恐竜の説明が記載されている。お助け恐竜にもノーマル恐竜とシークレット恐竜と同様、名前の意味とは別に恐竜を表すショルダーネーム（二つ名）が本作独自に設定されており（しかし、海外版では設定されていない）、カード裏面でのみ確認できる。なお、激ザンシリーズ以降はアクト団かザンジャークのキャラクターカードをスキャンすると特殊わざに登場する初期恐竜3体（最後の力・必殺ふうじのヴェロキラプトル、必殺よこく・あいこやぶりのタペジャラ、かいふく・あせらせ・はんげきかいふくのクリオロフォサウルス）の体の色と模様がアクト恐竜に近い赤紫色に変化するが、わざの効果自体に変化はない。
必殺わざに装備されるとノーマルわざはゲーム画面に「超必殺わざ」（ノーマルわざによっては、単に「必殺わざ」とだけ表示されることもある）、超わざはゲーム画面に「超必殺超わざ」と表示される。

### ノーマルわざ
恐竜との相性があり、恐竜登場画面ではじゃんけんアイコンの中心に相性の良い順に◎、○、△が表示される。

#### 通常わざ
グー・チョキ・パーに3枚ずつ存在する。カード表面にはテクニックが2007年シリーズまでに表記されていたが、激ザンシリーズ以降は省略されるようになった。しかし、シークレット恐竜を除く恐竜の持つ初期テクニックによって相性の良し悪しがある。
| カード名             | じゃんけん | テクニック | こうげき力の増分 | こうげき力の増分 | こうげき力の増分 | こうげき力の増分 | こうげき力の増分 | こうげき力の増分 | テクニックの増分 | テクニックの増分 | 発動条件                   | わざの詳細・効果                                                                                                   | 相性の良い恐竜       | 排出紀                                                            | 備考 |
| カード名             | じゃんけん | テクニック | 必殺わざ         | 必殺わざ         | 必殺わざ         | それ以外         | それ以外         | それ以外         | 必殺わざ         | それ以外         | 発動条件                   | わざの詳細・効果                                                                                                   | 相性の良い恐竜       | 排出紀                                                            | 備考 |
| カード名             | じゃんけん | テクニック | 相性             | 相性             | 相性             | 相性             | 相性             | 相性             | 必殺わざ         | それ以外         | 発動条件                   | わざの詳細・効果                                                                                                   | 相性の良い恐竜       | 排出紀                                                            | 備考 |
| カード名             | じゃんけん | テクニック | ◎                | ○                | △                | ◎                | ○                | △                | 必殺わざ         | それ以外         | 発動条件                   | わざの詳細・効果                                                                                                   | 相性の良い恐竜       | 排出紀                                                            | 備考 |
| -------------------- | ---------- | ---------- | ---------------- | ---------------- | ---------------- | ---------------- | ---------------- | ---------------- | ---------------- | ---------------- | -------------------------- | --- | -------------------- | ----------------------------------------------------------------- | --- |
| テイルスマッシュ     | グー       | 200        | +200             | +160             | なし             | +160             | +140             | なし             | +250             | +150             | グーでじゃんけんに勝つ。   | 尻尾で相手を左右交互にビンタし、強力回転打で吹っ飛ばして岩にぶつける。                                             | 強さ1800・2000の恐竜 | 2006第1紀〜第6紀・2007第1紀〜第4紀+・激ザン2紀+・覚新3紀・6紀     | DS版では「テイルアタック」と「スパイクテイルスマッシュ」が存在する。前者は相手をぶつける岩が存在せず、後者は相手をぶつける岩が巨大化している。 |
| ストンピングハンマー | グー       | 500        | +200             | +140             | +120             | +140             | +120             | +100             | +250             | +150             | グーでじゃんけんに勝つ。   | 相手を尻尾で張り倒し、両足で3回踏みつけて地面に埋め込む。                                                          | 強さ1400・1600の恐竜 | 2006第1紀〜第6紀・2007第1紀〜第4紀+・激ザン2紀・覚新2紀           | |
| ダイビングプレス     | グー       | 800        | +200             | なし             | +100             | +120             | なし             | +80              | +250             | +150             | グーでじゃんけんに勝つ。   | 足で相手に土をかけて怯ませ、飛びかかった状態で相手の首にかみついて地面に叩きつける。                               | 強さ1000・1200の恐竜 | 2006第1紀〜第6紀・2007第1紀〜第4紀+・激ザン1紀・覚新1紀・4紀      | |
| カミカゼタックル     | チョキ     | 200        | +200             | +160             | なし             | +160             | +140             | なし             | +250             | +150             | チョキでじゃんけんに勝つ。 | 相手を空高くすくい上げて突き飛ばし、落ちてくる隙に力いっぱいの体当たりで吹っ飛ばして岩にぶつける。                 | 強さ1800・2000の恐竜 | 2006第1紀〜第6紀・2007第1紀〜第4紀+・激ザン2紀+・覚新2紀          | DS版では「タックル」と「ヘビーカミカゼタックル」が存在する。前者は相手をぶつける岩が存在せず、後者は相手をぶつける岩が巨大化している。         |
| デスグラインド       | チョキ     | 500        | +200             | +140             | +120             | +140             | +120             | +100             | +250             | +150             | チョキでじゃんけんに勝つ。 | 相手を尻尾で張り倒し、勢いよく地面に引きずり回す。最後は屁を放出するが、両足で踏みつけて地面に埋め込む場合もある。 | 強さ1400・1600の恐竜 | 2006第1紀〜第6紀・2007第1紀〜第4紀+・激ザン2紀・覚新1紀・4紀・6紀 | 筐体排出以外に別冊コロコロコミック2008年2月号付録として登場。                                                                                  |
| ヘルサンド           | チョキ     | 800        | +200             | なし             | +100             | +120             | なし             | +80              | +250             | +150             | チョキでじゃんけんに勝つ。 | 相手の気をそらし、体当たりで岩壁に突っ込む。                                                                       | 強さ1000・1200の恐竜 | 2006第1紀〜第6紀・2007第1紀〜第4紀+・激ザン1紀・覚新3紀           | |
| ネッククラッシャー   | パー       | 200        | +200             | +160             | なし             | +160             | +140             | なし             | +250             | +150             | パーでじゃんけんに勝つ。   | 相手を空高くすくい上げ、落ちてきた相手の首に尻尾で強力な一撃を叩き込んで吹っ飛ばす。                               | 強さ1800・2000の恐竜 | 2006第1紀〜第6紀・2007第1紀〜第4紀+・激ザン2紀+・覚新1紀・4紀     | |
| アトミックボム       | パー       | 500        | +200             | +140             | +120             | +140             | +120             | +100             | +250             | +150             | パーでじゃんけんに勝つ。   | 相手の気をそらしてすくい上げ、後転しながら両足で力いっぱい踏みつけて地面に埋め込む。                               | 強さ1400・1600の恐竜 | 2006第1紀〜第6紀・2007第1紀〜第4紀+・激ザン2紀・覚新3紀           | |
| ダイノスイング       | パー       | 800        | +200             | なし             | +100             | +120             | なし             | +80              | +250             | +150             | パーでじゃんけんに勝つ。   | 相手の尻尾にかみついて振り回し、投げ飛して岩にぶつける。                                                           | 強さ1000・1200の恐竜 | 2006第1紀〜第6紀・2007第1紀〜第4紀+・激ザン1紀・覚新2紀・6紀      | DS版では「スイング」と「ワイルドダイノスイング」が存在する。前者は相手をぶつける岩が存在せず、後者は相手をぶつける岩が巨大化している。         |

#### 特殊わざ
ノーマルわざの一種で、お助け恐竜が登場するわざが多く、グー・チョキ・パーに7枚ずつ存在する。カード表面にはチャンスの時に出るマークが付いている。グーは防御系、チョキは追撃系、パーは回復系が多い。
| カード名                     | じゃんけん | こうげき力の増分 | こうげき力の増分 | こうげき力の増分 | こうげき力の増分 | テクニックの増分 | テクニックの増分 | 発動条件                                                 | わざの詳細・効果 | 相性の良い恐竜                         | 排出紀                                                                  | 備考 |
| カード名                     | じゃんけん | 必殺わざ         | 必殺わざ         | それ以外         | それ以外         | 必殺わざ         | それ以外         | 発動条件                                                 | わざの詳細・効果 | 相性の良い恐竜                         | 排出紀                                                                  | 備考 |
| カード名                     | じゃんけん | 相性             | 相性             | 相性             | 相性             | 必殺わざ         | それ以外         | 発動条件                                                 | わざの詳細・効果 | 相性の良い恐竜                         | 排出紀                                                                  | 備考 |
| カード名                     | じゃんけん | ◎                | ○                | ◎                | ○                | 必殺わざ         | それ以外         | 発動条件                                                 | わざの詳細・効果 | 相性の良い恐竜                         | 排出紀                                                                  | 備考 |
| ---------------------------- | ---------- | ---------------- | ---------------- | ---------------- | ---------------- | ---------------- | ---------------- | -------------------------------------------------------- | --- | -------------------------------------- | ----------------------------------------------------------------------- | --- |
| 最後の力                     | グー       | なし             | なし             | なし             | なし             | +200             | +100             | 負けそうなピンチの時にじゃんけんに勝つ。                 | ヴェロキラプトルが3頭でピンチの時に相手を攻撃してくれる。 | ピンチタイプ・超ピンチタイプの恐竜     | 2006第1紀〜第6紀・2007第1紀〜第4紀+・激ザン2紀・3紀・覚新3紀・6紀       | ショルダーネームは「リトルファイター」。アニメ版ではノーピスが作ったわざということになっており、トリプルスラッシュカードの形をしている。DS版では「さいごの力」と表記されており、ヴェロキラプトルは登場しない。                                                                                                 |
| 必殺ふうじ                   | グー       | なし             | なし             | なし             | なし             | +240             | +120             | 相手の必殺わざにじゃんけんに勝つ。                       | ヴェロキラプトルが3頭で相手に必殺わざを出させないようにしてくれる。 | なし                                   | 2006第1紀〜第6紀・2007第1紀〜第4紀+・激ザン1紀・2紀+・覚新4紀           | アニメ版ではノーピスが作ったわざということになっており、トリプルスラッシュカードの形をしている。DS版では「ひっさつふうじ」と記載されており、チョキのわざである。 |
| パワードレイン               | グー       | なし             | なし             | なし             | なし             | +180             | +90              | グーでじゃんけんに勝つ。                                 | 相手の体力を吸い取る。わざボタンを押して叩けば、たくさん吸い取れる。吸い取った体力の一部は自分のものにすることができる。 | なし                                   | 2006第4紀〜第6紀・2007第1紀〜第4紀+・激ザン2紀・3紀・覚新2紀            | |
| ディフェンスアップ           | グー       | なし             | なし             | なし             | なし             | +200             | +100             | じゃんけんに勝つ。                                       | 相手から受けるダメージが少なくなる。 | なし                                   | 2006第5紀〜第6紀・2007第1紀〜第4紀+・激ザン2紀・3紀・覚新3紀            | 恐竜1頭の1回戦あたりの発動回数の上限は最大2回までとなっている。ゲーム内でのみチョキのわざとして登場したこともある。 |
| パウパウパワー               | グー       | なし             | なし             | なし             | なし             | +200             | +100             | じゃんけんに3回負ける。                                  | 相手から直接攻撃を3回受けるピンチの時、パウパウサウルスが身代わりになってくれる。ただし、追撃系は直接攻撃と見なされないため、身代わりになってくれない。 | なし                                   | 2006第6紀・2007第1紀〜第4紀+・激ザン2紀・3紀・覚新2紀・4紀・6紀         | ショルダーネームは「頼れる小兵」。 |
| わざふうじ                   | グー       | なし             | なし             | なし             | なし             | +200             | +100             | グーでじゃんけんに勝つ。                                 | トロオドンの親子が相手のわざカードを使えなくする。 | なし                                   | 2007第1紀〜第4紀+・激ザン2紀・3紀・覚新1紀                              | ショルダーネームは「敏捷な知能犯」。DS版ではトロオドンではなく、ヴェロキラプトルが現れる。また、「わざ超ふうじ」がパーのわざとして存在する。 |
| スカイダイブ                 | グー       | なし             | なし             | なし             | なし             | +160             | +80              | グーでじゃんけんに勝つ。                                 | ケツァルコアトルスが相手を2回岩にぶつけて最後に岩壁に叩きつけ、テクニックを下げてくれる。タイミングよくわざボタンを押して叩けば、与えるダメージが上がる。 | なし                                   | 2007第2紀〜第4紀+・激ザン1紀・2紀+・覚新1紀                             | ショルダーネームは「空飛ぶ蛇神」。DS版では岩が1つ存在する。また、テクニックではなく、こうげき力を下げる効果を持つわざになっている。筐体排出以外に2007年〜2008年にかけて日本各地で開催された「世界最大の翼竜展」の音声ガイドの特典として登場。                                                                  |
| あいこアタック               | グー       | なし             | なし             | なし             | なし             | +200             | +100             | あいこになる。                                           | あいこになると相手にダメージを与える。 | なし                                   | 2007第3紀〜第4紀+・激ザン1紀・2紀+・覚新1紀・3紀・6紀                   | |
| トゥプクスアラ・ダイブ       | グー       | なし             | なし             | なし             | なし             | +50              | +20              | じゃんけんに勝つとたまに発動する。                       | 攻撃の後、トゥプクスアラがさらに相手に追撃を繰り出してくれる。 | なし                                   | 激ザン2紀〜3紀・覚新1紀・3紀                                            | ショルダーネームは「翼竜戦闘機」。 |
| ディフェンスバースト         | グー       | なし             | なし             | なし             | なし             | +100             | +50              | 相手の必殺わざにじゃんけんに勝つ。                       | 自分のぼうぎょ力がかなりアップする。 | なし                                   | 激ザン3紀・覚新2紀・4紀                                                 | DS版ではパーのわざである。 |
| ガリ・ラッシュ               | グー       | なし             | なし             | なし             | なし             | +50              | +20              | じゃんけんに勝つとたまに発動する。                       | 攻撃の後、ガリミムスがさらに相手に追撃を繰り出し、テクニックを下げてくれる。 | なし                                   | 覚新2紀〜4紀・6紀                                                       | ショルダーネームは「アジアの俊足ランナー」。 |
| あいこやぶり                 | チョキ     | なし             | なし             | なし             | なし             | +200             | +100             | あいこの後にじゃんけんに勝つ。                           | じゃんけんがあいこの時はタペジャラが3頭で代わりに相手と戦ってくれる。 | なし                                   | 2006第1紀〜第6紀・2007第1紀〜第4紀+・激ザン2紀・3紀・覚新6紀            | ショルダーネームは「異形の翼竜」。このわざと必殺よこくに登場するタペジャラは長い間、T. imperatorとして知られていたタペジャラの一種だが、現在ではトゥパンダクティルスという属名で知られている。 |
| 必殺よこく                   | チョキ     | なし             | なし             | なし             | なし             | +200             | +100             | カウント10でわざボタンのどれかを押す。                   | タペジャラが3頭で相手に「必殺わざを出す」と言って惑わせ、その直後に自分の必殺わざにじゃんけんに勝つ手にじゃんけんに勝つと「よこく成功」となり、攻撃の後、タペジャラがさらに追撃を繰り出してくれる。しかし、どの手にもじゃんけんに負けるとバトル画面に「しまった！はったりをよまれたぞ！」と表示され、ペナルティのダメージを受ける。 | そっこうタイプ・超そっこうタイプの恐竜 | 2006第1紀〜第6紀・2007第1紀〜第4紀+・激ザン1紀・2紀+・覚新1紀・6紀      | 水の超わざ「アクアボルテックス（龍渦施乱）」とは同時発動するが、雷の超わざ「ブリッツカウンター（閃光落雷）」とは同時発動しない。 |
| かいふく                     | チョキ     | なし             | なし             | なし             | なし             | +200             | +100             | 相手の攻撃を受けた後にじゃんけんに勝つ。                 | 相手の攻撃を受けると反撃し、クリオロフォサウルスが少しだけ自分の体力を回復してくれる。 | なし                                   | 2006第5紀〜第6紀・2007第1紀〜第4紀+・激ザン1紀・2紀+・覚新2紀・4紀      | ショルダーネームは「自慢のリーゼント」。恐竜1頭の1回戦あたりの回復回数の上限は最大3回までとなっている。回復系のわざの中で最も発動しやすい。 |
| ベノムファング               | チョキ     | +60              | +50              | +40              | +30              | +120             | +60              | チョキでじゃんけんに勝つ。                               | ピアトニッキサウルスが出てきて相手の首にかみつき、口から毒ガスを吹きかける。どく状態にすることがあり、攻撃の後、しばらく相手の体力を減らし続ける。 | 強さ1000～1400の恐竜                   | 2006第5紀〜第6紀・2007第1紀〜第4紀+・激ザン1紀・2紀+・覚新4紀・6紀      | ショルダーネームは「南米の毒牙」。どくタイプと重なると「もうどく状態」になり、さらに体力を減らす。 |
| エレメントパワー             | チョキ     | なし             | なし             | なし             | なし             | +240             | +120             | じゃんけんに勝つ。                                       | 自分の恐竜の属性の力がアップする。 | なし                                   | 2006第6紀・2007第1紀〜第4紀+・激ザン1紀・2紀+・覚新1紀・4紀             | |
| トリプルヘッドバッド         | チョキ     | なし             | なし             | なし             | なし             | +160             | +80              | チョキでじゃんけんに勝つ。                               | ステゴケラスが3頭で相手に頭突きのラッシュをお見舞いし、テクニックを下げてくれる。タイミングよくわざボタンを押して叩けば、与えるダメージが上がる。 | なし                                   | 2007第1紀〜第4紀+・激ザン2紀・3紀・覚新3紀                              | ショルダーネームは「弾丸ヘッド」。DS版では1頭で現れる。また、「ジャンピングヘッドバット」と記載されており、テクニックではなく、こうげき力を下げる効果を持つパーのわざになっている。 |
| ライフチェンジ               | チョキ     | なし             | なし             | なし             | なし             | +100             | +50              | 相手より自分の体力が少ない時にチョキでじゃんけんに勝つ。 | 自分と相手の体力を入れかえてから攻撃をする。 | なし                                   | 2007第3紀〜第4紀+・激ザン2紀+・覚新3紀                                  | 当初、入れかえた後の攻撃はその時のチョキわざの攻撃としてそのまま当てることができたが、激ザンシリーズからは入れかえた後の攻撃はあいこ1回分にも満たない位小さいものになった。DS版では自分と相手の体力を入れかえる効果しか持っておらず、元々その後の攻撃はない。                                                  |
| テクニックアップ             | チョキ     | なし             | なし             | なし             | なし             | +200             | +100             | じゃんけんに勝つ。                                       | じゃんけんに勝つと自分のテクニックがアップする。 | なし                                   | 2007第4紀+・激ザン1紀・2紀+・覚新2紀・4紀                               | |
| アンハングエラ・ダイブ       | チョキ     | なし             | なし             | なし             | なし             | +50              | +20              | じゃんけんに勝つとたまに発動する。                       | 攻撃の後、アンハングエラがさらに相手に追撃を繰り出してくれる。 | なし                                   | 激ザン1紀〜3紀・覚新1紀・3紀・6紀                                       | ショルダーネームは「舞い降りる悪魔」。 |
| ストルティオ・ラッシュ       | チョキ     | なし             | なし             | なし             | なし             | +50              | +20              | じゃんけんに勝つとたまに発動する。                       | 攻撃の後、ストルティオミムスがさらに相手に追撃を繰り出し、テクニックを下げてくれる。 | なし                                   | 覚新2紀〜4紀・6紀                                                       | ショルダーネームは「白亜紀の駝鳥」。 |
| あいこトラップ（未カード化） | チョキ     | なし             | なし             | なし             | なし             | +200             | +100             | あいこになる。                                           | あいこになると相手のテクニックを下げる。 | なし                                   | なし                                                                    | 単体ではカード化されておらず、ゲーム内でのみ確認できる。 |
| あせらせ                     | パー       | なし             | なし             | なし             | なし             | +250             | +200             | じゃんけんに勝つ。                                       | クリオロフォサウルスが相手のカウントを3、2、1のどれかに狂わせて焦らせる。 | なし                                   | 2006第1紀〜第6紀・2007第1紀〜第4紀+・激ザン1紀・2紀+・覚新4紀           | そっこうダメージ・超そっこうダメージ・必殺よこくを無効にすることができる。 |
| はんげきかいふく             | パー       | なし             | なし             | なし             | なし             | +240             | +120             | 相手の必殺わざを受けた後にじゃんけんに勝つ。             | 相手の必殺わざを受けると反撃し、クリオロフォサウルスが自分の体力を回復してくれる。 | 強さ1000・1200の恐竜                   | 2006第1紀〜第6紀・2007第1紀〜第4紀+・激ザン2紀・3紀・覚新1紀・3紀・6紀  | かいふくより発動が難しい分、回復量が多く、回復系のわざの中では1回あたりの回復量は最大である。恐竜1頭の1回戦あたりの回復回数の上限は最大3回までとなっている。 |
| アタックアップ               | パー       | なし             | なし             | なし             | なし             | +200             | +100             | じゃんけんに勝つ。                                       | じゃんけんに勝つと自分のこうげき力がアップする。 | なし                                   | 2006第4紀〜第6紀・2007第1紀〜第4紀+・激ザン1紀・2紀+                    | 恐竜1頭の1回戦あたりの発動回数の上限は最大2回までとなっている。 |
| わざポカ〜ン                 | パー       | なし             | なし             | なし             | なし             | +240             | +120             | あいこになる。                                           | あいこになるとあいこになった相手のわざを忘れさせる。 | なし                                   | 2006第4紀〜第6紀・2007第1紀〜第4紀+・激ザン1紀・2紀+・覚新2紀・4紀・6紀 | わざを忘れさせることで、相対的に相手のこうげき力を下げるはたらきがある。ぽか〜んタイプはあいこになっても発動は不定期だが、こちらは必ず発動する。なお、ぽか〜んタイプはひらがなで記載されているのに対し、このわざは「わざポカ〜ン」とカタカナで表記されている。                                                 |
| 百烈ビンタ                   | パー       | +60              | +50              | +40              | +30              | +120             | +60              | パーでじゃんけんに勝つ。                                 | セグノサウルスが相手に連続ビンタを食らわせる。タイミングよくわざボタンを押して叩けば、与えるダメージが上がる。 | 強さ1600～2000の恐竜                   | 2006第6紀・2007第1紀〜第4紀+・激ザン2紀・3紀・覚新1紀                   | ショルダーネームは「鉤爪鬼軍曹」。DS版では「セグノビンタ」と表記されている。 |
| サウラのいやし               | パー       | なし             | なし             | なし             | なし             | +120             | +60              | パーでじゃんけんに勝つ。                                 | ラエリナサウラが来てくれて自分の体力を回復してくれる。 | なし                                   | 2007第1紀〜第4紀+・激ザン1紀・2紀+                                      | ショルダーネームは「白亜紀の妖精」。恐竜1頭の1回戦あたりの回復回数の上限は最大5回までとなっており、回復系のわざの中では回復回数は最大である。 |
| アタックバースト             | パー       | なし             | なし             | なし             | なし             | +100             | +50              | 相手の必殺わざにじゃんけんに勝つ。                       | 自分のこうげき力がかなりアップする。 | なし                                   | 激ザン1紀〜3紀・覚新3紀                                                 | DS版ではチョキのわざである。 |
| タペジャラ・ダイブ           | パー       | なし             | なし             | なし             | なし             | +50              | +20              | じゃんけんに勝つとたまに発動する。                       | 攻撃の後、タペジャラがさらに相手に追撃を繰り出してくれる。 | なし                                   | 激ザン2紀+〜3紀・覚新1紀・3紀・6紀                                      | このわざに登場するタペジャラはタペジャラの模式種（T. wellnhoferi）である。 |
| 始祖鳥のまもり               | パー       | なし             | なし             | なし             | なし             | +300             | +300             | 特殊効果を受けると発動する。                             | 始祖鳥が特殊効果を打ち消して自分の体力を回復してくれる。 | なし                                   | 覚新1紀〜4紀・6紀                                                       | ショルダーネームは「始祖鳥」。封印されたわざを元に戻す、下げられたぼうぎょ力・あいこぼうぎょ力・テクニックを元に戻す、どく状態・もうどく状態を無効にする、削られたカウントを10に戻す、爆弾解除の効果がある。なお、わざポカ〜ン（ぽか〜んタイプを含む）で始祖鳥自身を消されても、自力で戻ってくることができる。 |
| ドロミケイオ・ラッシュ       | パー       | なし             | なし             | なし             | なし             | +50              | +20              | じゃんけんに勝つとたまに発動する。                       | 攻撃の後、ドロミケイオミムスがさらに相手に追撃を繰り出し、テクニックを下げてくれる。 | なし                                   | 覚新2紀〜4紀・6紀                                                       | ショルダーネームは「韋駄天恐竜」。このわざに登場するドロミケイオミムスは現在、オルニトミムスの一種として理解されている。 |

##### アクトわざ
アクト団が開発した特殊わざ。アクトロイドが登場するわざが11枚、アクトロイドが登場しないわざが2枚存在する。カード裏面には「データファイル」の欄が記載されている。

###### アクトメカ
ロトが作り出した秘密兵器が登場するわざが3枚、カクトロイドが登場するわざがグー・チョキ・パーに1枚ずつ存在する。
| カード名                 | じゃんけん | こうげき力の増分 | こうげき力の増分 | テクニックの増分 | テクニックの増分 | 発動条件                             | わざの詳細・効果 | 排出紀                                               | 備考 |
| カード名                 | じゃんけん | 必殺わざ         | それ以外         | 必殺わざ         | それ以外         | 発動条件                             | わざの詳細・効果 | 排出紀                                               | 備考 |
| ------------------------ | ---------- | ---------------- | ---------------- | ---------------- | ---------------- | ------------------------------------ | --- | ---------------------------------------------------- | --- |
| ぬいぐるびーむ           | グー       | なし             | なし             | +100             | +50              | 相手の必殺わざにじゃんけんに負ける。 | 不思議なビームで相手をぬいぐるみにする。 | 2007第4紀〜第4紀+・激ザン2紀・3紀・覚新1紀〜4紀・6紀 | 恐竜の体力を相対的に上げる効果がある。原則として1試合につき1回限り有効だが、水の超わざ「アクアボルテックス（龍渦施乱）」を受けた後はリセットされ、もう一度使えるようになる。ぬいぐるみは7属性の内、水および土属性のみ2種類、他の5属性は少なくとも1種類存在する。本来、ロトがロアを喜ばせようと思って作り出したのが始まりであるが、必殺わざを防ぐ効果があると分かり、実戦投入された。なぜぬいぐるみになるかの仕組みについては秘密とのことである。 |
| アクトミサイル           | グー       | なし             | なし             | +30              | +10              | グーでじゃんけんに勝つ。             | アクトロイドがスイッチを押し、相手の体力を大幅に減らすミサイルを打ち上げる。威力は凄いが、なかなか落ちてこない。                                                                         | 激ザン3紀・覚新2紀・4紀                              | どのタイミングで落ちてくるかは予測できず、場合によっては、命中前に相手の体力がなくなり、不発に終わる可能性もある。 |
| たたかえ！カクトロイド！ | グー       | なし             | なし             | +100             | +50              | グーでじゃんけんに勝つ。             | カクトロイドがパワーをためて投げわざを決める。わざボタンを押すほど強くなる。 | 覚新1紀〜3紀・6紀                                    | |
| びっくりバナナ           | チョキ     | +200             | +150             | +30              | +10              | チョキでじゃんけんに勝つ。           | アクトロイドが仕掛けたバナナの皮で相手を躓かせて転ばせる。相手は頭を強く打つとわざを1つ忘れることもある。                                                                                | 激ザン2紀+〜3紀・覚新1紀〜4紀                        | このわざに登場するバナナの皮は特別に開発された品種なことから、恐竜1頭を簡単に躓かせて転ばせる位のバナナの皮のため、カード裏面の説明によれば、「アクト団はバナナ好きに違いない」とのことである。 |
| がんばれ！カクトロイド！ | チョキ     | なし             | なし             | +100             | +50              | チョキでじゃんけんに勝つ。           | カクトロイドがパワーをためて投げわざを決める。わざボタンを押すほど強くなる。 | 覚新1紀〜3紀・6紀                                    | |
| ドキドキ！アクトダーツ！ | チョキ     | なし             | なし             | +100             | +50              | チョキでじゃんけんに勝つ。           | アクトロイドの内、1体がレバーを下げてルーレットを回し、その間にわざボタンを押すともう1体がダーツを一直線に投げる。何が相手の頭上に落ちてくるかはダーツの刺さった的のマークによって違う。 | 覚新2紀〜4紀・6紀                                    | 相手の頭上に落ちてくる物は与えるダメージの大きい順に勝利のコダイマン像（！マーク）、機能停止したカクトロイド（アクト団のAマーク）、銀のたらい（たらいのマーク）、ぬいぐるみ化した恐竜（ぬいぐるみのマーク）と4種類存在する。 |
| あいこバクダン           | パー       | なし             | なし             | +100             | +50              | じゃんけんに勝つ。                   | あいこになると爆弾メカが一気にバクハツする。 | 2007第2紀〜第4紀+・激ザン2紀・3紀・覚新2紀           | ロトが作り出した秘密兵器の一つで、じゃんけんに勝つと爆弾メカがやってきて、一度取り付けられたらバトルが終わるかバクハツするまで相手に付きまとう。同時に3個まで取り付けることができ、爆弾メカ1個につき、あいこ1回分のダメージを与える。DS版では「あいこボム」と記載されており、自分と相手の体力が1ミリになる効果を持つグーのわざである。 |
| アクトダイス             | パー       | なし             | なし             | +200             | +100             | パーでじゃんけんに勝つ。             | アクトロイドが振ったサイコロの出た目の数によって相手に与えるダメージが変わる。 | 2007第3紀〜第4紀+・激ザン2紀・3紀・覚新2紀・4紀      | ロトが作り出した秘密兵器の一つで、アクトロイドが丸太に躓いて飛び上がるとサイコロを振って転び、出た目の数1につき、爆弾メカが1個やってきて、相手の目の前で爆発する。出る目の数は6までとされ、カード裏面の説明によれば、「出る目はアクトロイドの運次第」とのことである。 |
| やわらかびーむ           | パー       | +100             | +100             | +30              | +10              | パーでじゃんけんに勝つ。             | アクトロイドが操作したパラボラアンテナから不思議なビームで相手の体を柔らかくしてあいこに弱くする。                                                                                       | 激ザン2紀〜3紀・覚新1紀〜4紀                         | このビームを受けると小さなショックでも痛くなる。元々はウサラパ、エド、ノラッティ〜のお仕置き用だったらしい。 |
| それいけ！カクトロイド！ | パー       | なし             | なし             | +100             | +50              | パーでじゃんけんに勝つ。             | カクトロイドがパワーをためて投げわざを決める。わざボタンを押すほど強くなる。 | 覚新1紀〜3紀                                         | |

###### アクトグルメ
アクトわざの一種で、グー・チョキ・パーに2枚ずつ存在する。アクトロイドが恐竜にごちそうしてくれる。恐竜によって回復量が違い、好物だと多く回復するが、好物でないとあまり回復しない。
| カード名             | じゃんけん | テクニックの増分 | テクニックの増分 | 発動条件                                         | わざの詳細・効果                                   | 好物の恐竜                                                                       | 排出紀       | 備考 |
| カード名             | じゃんけん | 必殺わざ         | それ以外         | 発動条件                                         | わざの詳細・効果                                   | 好物の恐竜                                                                       | 排出紀       | 備考 |
| -------------------- | ---------- | ---------------- | ---------------- | ------------------------------------------------ | -------------------------------------------------- | -------------------------------------------------------------------------------- | ------------ | ---- |
| にこにこハンバーグ   | グー       | +200             | +100             | 自分の体力が少ない時にグーでじゃんけんに勝つ。   | おいしいハンバーグを食べて自分の体力が回復する。   | 肉食恐竜                                                                         | 覚新3紀〜4紀 |      |
| ごきげんオムライス   | グー       | +200             | +100             | 自分の体力が少ない時にグーでじゃんけんに勝つ。   | おいしいオムライスを食べて自分の体力が回復する。   | 草食恐竜                                                                         | 覚新4紀      |      |
| わくわくいちごケーキ | チョキ     | +200             | +100             | 自分の体力が少ない時にチョキでじゃんけんに勝つ。 | おいしいいちごケーキを食べて自分の体力が回復する。 | スピノサウルス科・テリジノサウルス科・角竜類・剣竜類・スピードのある大型肉食恐竜 | 覚新3紀〜4紀 |      |
| わんぱくカレーライス | チョキ     | +200             | +100             | 自分の体力が少ない時にチョキでじゃんけんに勝つ。 | おいしいカレーライスを食べて自分の体力が回復する。 | パワーのある大型肉食恐竜・竜脚類・堅頭竜類・鎧竜類・鳥脚類・小型肉食恐竜         | 覚新4紀      |      |
| うきうきナポリタン   | パー       | +200             | +100             | 自分の体力が少ない時にパーでじゃんけんに勝つ。   | おいしいナポリタンを食べて自分の体力が回復する。   | 大型肉食恐竜・竜脚類・周飾頭類・鳥脚類                                           | 覚新3紀〜4紀 |      |
| はっぴープリン       | パー       | +200             | +100             | 自分の体力が少ない時にパーでじゃんけんに勝つ。   | おいしいプリンを食べて自分の体力が回復する。       | スピノサウルス科・テリジノサウルス科・装盾類・小型肉食恐竜                       | 覚新4紀      |      |

### 超わざ
わざに因んだ漢字が設定されている。アーマーわざについてはディノテクター恐竜およびジャークアーマー恐竜を参照。
炎
メインカラーは赤。イメージは追撃/破壊。相手に追撃を繰り出すわざが多く、グー・チョキ・パーに1枚ずつ存在する。
水
メインカラーは青。イメージは援護/封印。相手のわざを封印するわざが多く、グー・チョキ・パーに1枚ずつ存在する。
雷
メインカラーは黄色。イメージは逆転/強化。自分のこうげき力をアップさせたり、相手のぼうぎょ力を下げたりと、割合バランスの良いわざが多い。
土
メインカラーは紫。イメージは崩し/防御。相手の守りを崩したり、自分の守りを固めたりと、どちらかの効果を持つわざが多い。
草
メインカラーは緑。イメージは回復/救援。自分の体力が回復するわざが多く、グー・チョキ・パーに1枚ずつ存在する。
風
メインカラーは白（灰色）。イメージは高速/無効。相手の攻撃を無効化したり、あいこの時でも相手を攻撃をしたりと、自分がじゃんけんのルールを無視したわざが多い。
秘
メインカラーは虹色（または黒）。通常の属性と違うため、ひみつの超わざの超わざカードがグー・チョキ・パーに1枚も存在しない。

#### 通常超わざ
通常の属性に3枚ずつ存在する。
| カード名                               | 属性 | じゃんけん | こうげき力の増分 | こうげき力の増分 | テクニックの増分（必殺わざのみ） | 発動条件                   | わざの詳細・効果 | 排出紀                                                             | 備考 |
| カード名                               | 属性 | じゃんけん | 必殺わざ         | それ以外         | テクニックの増分（必殺わざのみ） | 発動条件                   | わざの詳細・効果 | 排出紀                                                             | 備考 |
| -------------------------------------- | ---- | ---------- | ---------------- | ---------------- | -------------------------------- | -------------------------- | --- | ------------------------------------------------------------------ | --- |
| ビッグファイアキャノン（爆炎大砲）     | 炎   | グー       | +300             | +200             | +50                              | グーでじゃんけんに勝つ。   | 口から灼熱の炎球で相手を焼き尽くす。                                                                                             | 2006第3紀〜第6紀・2007第1紀〜第2紀・激ザン1紀・2紀・覚新5紀        | |
| ビッグファイアボム（大炎爆発）         | 炎   | チョキ     | +300             | +200             | +50                              | チョキでじゃんけんに勝つ。 | 口から炎を吐きながら飛びかかり、相手の背中にかみついて大爆発を起こす。                                                           | 2006第1紀〜第6紀・2007第1紀〜第4紀+・激ザン2紀+・覚新5紀           | |
| フライトブレイズスピン（灼熱大車輪）   | 炎   | パー       | +300             | +200             | +50                              | パーでじゃんけんに勝つ。   | 口から炎を吐きながら相手の首にかみついて振り回し、燃え上がらせて投げ飛ばす。                                                     | 2006第5紀〜第6紀・2007第1紀〜第4紀+・激ザン3紀・覚新5紀            | |
| ウォーターソード（暫流剣）             | 水   | グー       | +300             | +200             | +50                              | グーでじゃんけんに勝つ。   | 口から水の剣で相手を切りつける。                                                                                                 | 2006第5紀〜第6紀・2007第1紀〜第4紀+・激ザン3紀・覚新5紀            | |
| トラジェディーオブザボール（龍河苦玉） | 水   | チョキ     | +300             | +200             | +50                              | チョキでじゃんけんに勝つ。 | 口から水の玉を膨らませて相手を取り込み、飛びかかって体当たりで吹っ飛ばす。                                                       | 2006第3紀〜第6紀・2007第1紀〜第2紀・激ザン2紀+・覚新5紀            | DS版では「トラジディーオブザボール」と表記されている。 |
| フラッドストラップ（龍河鞭攻）         | 水   | パー       | +300             | +200             | +50                              | パーでじゃんけんに勝つ。   | 口から水の鞭で相手を縛りつけて持ち上げ、力いっぱい地面に叩きつける。                                                             | 2006第1紀〜第6紀・2007第1紀〜第4紀+・激ザン1紀〜2紀・3紀・覚新5紀  | |
| ギガライディーン（激力雷電）           | 雷   | グー       | +300             | +200             | +50                              | グーでじゃんけんに勝つ。   | エネルギーを頭にため、そこから雷を一直線に発射して相手に浴びせる。                                                               | 2006第1紀〜第6紀・2007第1紀〜第4紀+・激ザン1紀〜2紀+・覚新5紀〜6紀 | |
| サンダーバズーカ（雷角回弾）           | 雷   | チョキ     | +300             | +200             | +50                              | チョキでじゃんけんに勝つ。 | 相手に向かって稲妻を身にまとい、回転しながら体当たりで吹っ飛ばして岩にぶつける。                                                 | 2006第6紀・2007第1紀〜第4紀+・激ザン2紀・覚新5紀                   | DS版では相手をぶつける岩が存在しない。 |
| ライトニングスラスト（雷槍角刺）       | 雷   | パー       | +300             | +200             | +50                              | パーでじゃんけんに勝つ。   | 相手を空高くすくい上げ、落ちてくる隙に雷をまとった槍状の角で突き刺して放り投げる。                                               | 2006第3紀〜第6紀・2007第1紀〜第2紀・激ザン3紀・覚新5紀             | |
| ラッシュスパイン（放射棘槍）           | 土   | グー       | +300             | +200             | +50                              | グーでじゃんけんに勝つ。   | 体中の棘を光らせ、そこから相手に向けて槍のように飛ばす。                                                                         | 2006第2紀〜第6紀・2007第1紀〜第2紀・激ザン1紀・2紀+・覚新5紀       | |
| ビッグモールアタック（土竜突撃）       | 土   | チョキ     | +300             | +200             | +50                              | チョキでじゃんけんに勝つ。 | 前転しながら地面に潜り、地中から相手を突き上げて吹っ飛ばす。                                                                     | 2006第1紀〜第6紀・2007第1紀〜第4紀+・激ザン2紀・激ザン3紀・覚新5紀 | |
| ヘルアースクエイク（大地激怒）         | 土   | パー       | +300             | +200             | +50                              | パーでじゃんけんに勝つ。   | 両前足で地面を叩きつけて大きな地割れを起こし、そこに相手を落とし込んだ後、尻尾で再び地面を叩きつけて挟み込む。                   | 2006冬季・第6紀・2007第1紀〜第4紀+・覚新5紀                        | |
| エッグスリボルバー（朋卵弾丸）         | 草   | グー       | +300             | +200             | +50                              | グーでじゃんけんに勝つ。   | オヴィラプトルが3頭で口から卵を弾丸のように連射して相手にぶつける。                                                              | 2006第4紀〜第6紀・2007第1紀〜第4紀+・激ザン3紀・覚新5紀            | ショルダーネームは「無実の泥棒」。DS版では1頭で現れる。 |
| ビッグフットアサルト（朋巨大圧）       | 草   | チョキ     | +300             | +200             | +50                              | チョキでじゃんけんに勝つ。 | セイスモサウルスが前足で相手を踏み潰して地面に埋め込む。                                                                         | 2006第2紀〜第6紀・2007第1紀〜第3紀・激ザン2紀・3紀・覚新5紀        | ショルダーネームは「メガトンモンスター」。このわざに登場するセイスモサウルスは現在、ディプロドクスの一種とされている。                                                                  |
| メタルウイング（朋鋼翼撃）             | 草   | パー       | +300             | +200             | +50                              | パーでじゃんけんに勝つ。   | プテラノドンが3頭で翼で相手を切りつける。                                                                                        | 2006第1紀〜第6紀・2007第1紀〜第4紀+・激ザン3紀・覚新5紀            | ショルダーネームは「天空の王者」。このわざに登場するプテラノドンは長い間、P. sternbergiとして知られていたプテラノドンの一種だが、現在ではゲオステルンベルギアという属名で知られている。 |
| カマイタチ（風刀切刻）                 | 風   | グー       | +300             | +200             | +50                              | グーでじゃんけんに勝つ。   | 地面から竜巻を自身の目の前に作り出し、後ろ向きで尻尾から3本の風の刀を一直線に発射して相手を切り刻む。                            | 2006第1紀〜第6紀・2007第1紀〜第4紀+・激ザン2紀・3紀・覚新5紀       | |
| ニンジャアタック（分身術攻）           | 風   | チョキ     | +300             | +200             | +50                              | チョキでじゃんけんに勝つ。 | 6頭に分身して相手を対角線状に取り囲み、四方八方から一斉攻撃をする。                                                              | 2006第4紀〜第6紀・2007第1紀〜第4紀+・激ザン1紀・2紀+・覚新5紀〜6紀 | ゲーム版とDS版でモーションが異なる。 |
| トルネードブロー（竜巻投撃）           | 風   | パー       | +300             | +200             | +50                              | パーでじゃんけんに勝つ。   | 相手の周りをグルグル回って竜巻を作り出し、その中に巻き込んだ状態で空の彼方へ吹き飛ばして巻き上げた後、地面に落として叩きつける。 | 2006第2紀〜第6紀・2007第1紀〜第3紀・覚新5紀                        | |

#### たまに発動する超わざ
超わざの一種で、通常の属性に4枚ずつ存在する。

##### 特殊超わざ
タッグマッチバトルでは支援効果として発動することもある。
| カード名                             | 属性 | じゃんけん | テクニックの増分（必殺わざのみ） | 発動条件                           | わざの詳細・効果                                                   | 排出紀                                                                      | 備考 |
| ------------------------------------ | ---- | ---------- | -------------------------------- | ---------------------------------- | ------------------------------------------------------------------ | --------------------------------------------------------------------------- | --- |
| ボルケーノバースト（爆炎壁攻）       | 炎   | パー       | +100                             | じゃんけんに勝つとたまに発動する。 | 炎の力で相手に追撃を繰り出す。                                     | 2006冬季〜第6紀・2007第1紀〜第4紀+・激ザン1紀〜2紀・3紀・覚新1紀〜6紀       | |
| ショックウェーブ（激流封印）         | 水   | グー       | +100                             | じゃんけんに勝つとたまに発動する。 | 水の力で相手のわざを1つ使えなくする。                              | 2006第4紀〜第6紀・2007第1紀〜第4紀+・激ザン1紀〜3紀・覚新1紀〜6紀           | |
| エレクトリックチャージ（来雷蓄電）   | 雷   | チョキ     | +100                             | じゃんけんに勝つとたまに発動する。 | 雷の力をため、自分のグー・チョキ・パーのこうげき力をアップさせる。 | 2006第5紀〜第6紀・2007第2紀〜第4紀+・激ザン1紀〜2紀・3紀・覚新2紀・4紀〜6紀 | DS版では自分のこうげき力をアップさせる効果を持つわざであり、自分の体力が回復する効果はない。 |
| アースバリア（大地土盾）             | 土   | パー       | +100                             | じゃんけんに勝つとたまに発動する。 | 土の力でガッチリと自分の守りを強化させる。                         | 2006第4紀〜第6紀・2007第1紀〜第4紀+・激ザン1紀〜3紀・覚新1紀〜6紀           | 土の超わざの内、唯一炎の超わざ「デスファイア（地獄死炎）」の攻撃に耐えることができるわざである。これは、厳格な条件で、相手から一撃必殺のわざを受けたにもかかわらず、自分の体力が全く減らないという非常に珍しい現象である。DS版ではガッチリと自分の守りを強化させる効果ではなく、相手から受けるダメージが少なくなる効果を持つわざである。 |
| ネイチャーズブレッシング（深緑恵癒） | 草   | グー       | +100                             | じゃんけんに勝つとたまに発動する。 | 草の力で自分の体力が少し回復する。                                 | 2006第6紀・2007第1紀〜第4紀+・激ザン1紀〜3紀・覚新1紀〜6紀                  | DS版の方が自分の体力が回復する効果が大きい。 |
| サイクロン（疾風無敵）               | 風   | チョキ     | +100                             | じゃんけんに勝つとたまに発動する。 | 風の力を受け、あいこの時でも相手への攻撃をできるようにする。       | 2006第5紀〜第6紀・2007第1紀〜第4紀+・激ザン1紀〜3紀・覚新1紀〜6紀           | 雷の超わざ「ブリッツカウンター（閃光落雷）」に対して発動の優先権を持つ。 |

##### 負け超わざ
バトル画面に「力がみなぎる！」と表示されると次のターンに独特のオーラを身にまとった状態になる。
| カード名                         | 属性 | じゃんけん | テクニックの増分（必殺わざのみ） | 発動条件                             | わざの詳細・効果 | 排出紀                                                     | 備考 |
| -------------------------------- | ---- | ---------- | -------------------------------- | ------------------------------------ | --- | ---------------------------------------------------------- | --- |
| デスファイア（地獄死炎）         | 炎   | チョキ     | +100                             | じゃんけんに負けるとたまに発動する。 | じゃんけんに勝つと口から地獄の業火球を吐いて相手を一撃で葬り去る。                                                                                     | 2007第2紀〜第4紀+・激ザン1紀〜2紀・3紀・覚新2紀・4紀〜6紀  | このわざはどんなに体力が残っていても、ディフェンスアップとディフェンスバーストとエレメントフュージョンでは攻撃に耐えることができないが、土の超わざ「アースバリア（大地土盾）」では攻撃に耐えることができる。アニメ版ではブラックティラノサウルスと共にノーピスが作ったわざということになっている。ゲーム版とDS版でモーションが異なる。                                                                                   |
| アクアボルテックス（龍渦施乱）   | 水   | パー       | +100                             | じゃんけんに負けるとたまに発動する。 | あいこになると地面から水の渦を生み出して攻撃し、相手のわざを忘れさせる。                                                                               | 2007第3紀〜第4紀+・激ザン2紀+・覚新1紀・3紀・5紀           | このわざは相手のわざの内容と履歴と効果を忘れさせるので、例えばアタックアップの後に受けると上がったこうげき力もリセットされる。このわざが発動する時の「あいこ」は勝ち判定に含まれるため、あいこアタックなどは無効となるが、一方かいふくなどとの同時発動は可能である。また、風の超わざ「サイクロン（疾風無敵）」に対して発動の優先権を持つ。DS版では相手のわざを忘れさせる効果はない。ゲーム版とDS版でモーションが異なる。 |
| ブリッツカウンター（閃光落雷）   | 雷   | グー       | +100                             | じゃんけんに負けるとたまに発動する。 | じゃんけんに負けても、相手の攻撃を受けずに雷を落とす。                                                                                                 | 2007第3紀〜第4紀+・激ザン2紀・3紀・覚新2紀・4紀〜5紀       | |
| クリスタルブレイク（結晶衝破）   | 土   | チョキ     | +100                             | じゃんけんに負けるとたまに発動する。 | あいこになると地面から4本の土の結晶を自身の周りに浮かせて身にまとい、強烈な体当たりで相手を吹っ飛ばしてぼうぎょ力を下げる。                            | 2007第3紀〜第4紀+・激ザン1紀・2紀+・覚新1紀・3紀・5紀      | このわざが発動する時の「あいこ」は勝ち判定に含まれるため、あいこアタックなどは無効となるが、一方かいふくなどとの同時発動は可能である。また、風の超わざ「サイクロン（疾風無敵）」に対して発動の優先権を持つ。DS版では相手のぼうぎょ力を下げる効果はない。 |
| エメラルドガーデン（緑輝庭園）   | 草   | チョキ     | +100                             | じゃんけんに負けるとたまに発動する。 | じゃんけんに勝つと口から種を吐いて地面に植え、地中から相手の周りに植物を生やした後、体力を吸収する。吸収した体力の一部は自分のものにすることができる。 | 2007第4紀+・激ザン1紀・2紀+・覚新1紀・3紀・5紀             | |
| ダイノイリュージョン（恐竜幻影） | 風   | グー       | +100                             | じゃんけんに負けるとたまに発動する。 | じゃんけんに負けても、相手の攻撃を受けたと見せかけて木の幹に化け、1回分無効化する。                                                                    | 2007第1紀〜第4紀+・激ザン1紀・2紀+・覚新1紀・3紀・5紀〜6紀 | 風の超わざの内、唯一バトル画面に「究極わざ」と表示されていないわざである。激ザンシリーズ以降も1試合中に複数回発動できる。2007年シリーズではゲーム内でのみチョキのわざとして登場したこともある。DS版では相手の攻撃をかわす効果を持つわざであり、自分が化ける木の幹が存在しない。 |

##### あいこ超わざ
1頭（1試合ではない）当たり2回まで。必殺わざ以外に装備されるとバトル画面に「必殺わざ」と表示される。
| カード名                       | 属性 | じゃんけん | テクニックの増分（必殺わざのみ） | 発動条件                       | わざの詳細・効果 | 排出紀                       | 備考                                 |
| ------------------------------ | ---- | ---------- | -------------------------------- | ------------------------------ | --- | ---------------------------- | ------------------------------------ |
| ヒートイラプション（灼熱火砕） | 炎   | グー       | +100                             | あいこになるとたまに発動する。 | 火山の大噴火を起こし、4つの火山岩を相手に降り掛からせて追撃を繰り出す。                                                                         | 激ザン3紀・覚新1紀〜6紀      |                                      |
| オーシャンパニック（魚竜強襲） | 水   | チョキ     | +100                             | あいこになるとたまに発動する。 | 相手を海に落として溺れさせた後、オフタルモサウルスが海中で2頭で1回ずつ攻撃して3頭で地上へ吹っ飛ばす。たまにわざを1つ使えなくすることもある。    | 激ザン2紀〜3紀・覚新1紀〜6紀 | ショルダーネームは「海原の千里眼」。 |
| プラズマアンカー（雷錨牽引）   | 雷   | パー       | +100                             | あいこになるとたまに発動する。 | 頭から雷の錨を相手に突き刺し、その力で引き寄せて持ち上げた後、後ろに投げ飛ばす。さらにぼうぎょ力を下げる。                                      | 激ザン1紀〜3紀・覚新1紀〜6紀 |                                      |
| サンドトラップ（沙漠流砂）     | 土   | グー       | +100                             | あいこになるとたまに発動する。 | 流砂を作り出し、その中に引きずり込んだ後、そこから岩で相手を空高く突き上げて地面に落とす。さらにあいこに弱くする。                              | 激ザン3紀・覚新1紀〜6紀      |                                      |
| グリーンインパルス（緑翼編隊） | 草   | パー       | +100                             | あいこになるとたまに発動する。 | 尻尾で相手を空高く飛び上がらせた後、トゥプクスアラが8頭で飛行攻撃をお見舞いして地面に落とす。さらに体力を少し奪い、その一部を自分のものにする。 | 激ザン2紀〜3紀・覚新1紀〜6紀 |                                      |
| ソニックブラスト（爆風大渦）   | 風   | パー       | +100                             | あいこになるとたまに発動する。 | パワーをため、口から巨大竜巻を一直線に放った後、相手を吹っ飛ばして岩にぶつける。さらに必殺わざに弱くする。                                      | 激ザン2紀〜3紀・覚新1紀〜6紀 |                                      |

##### 爆発超わざ
こうげき力が高いほどダメージが大きくなる。
| カード名                         | 属性 | じゃんけん | 発動条件                           | わざの詳細・効果                               | 相性の良い恐竜                                                               | 排出紀       | 備考 |
| -------------------------------- | ---- | ---------- | ---------------------------------- | ---------------------------------------------- | ---------------------------------------------------------------------------- | ------------ | ---- |
| フレアソード（豪炎大剣）         | 炎   | チョキ     | じゃんけんに勝つとたまに発動する。 | こうげき力が高いほど強力になる追撃を繰り出す。 | ひっさつタイプの恐竜・スーパー恐竜・このわざの手と同じじゃんけんマークの恐竜 | 覚新1紀〜6紀 |      |
| アクアジャベリン（噴龍水槍）     | 水   | パー       | じゃんけんに勝つとたまに発動する。 | こうげき力が高いほど強力になる追撃を繰り出す。 | ひっさつタイプの恐竜・スーパー恐竜・このわざの手と同じじゃんけんマークの恐竜 | 覚新2紀〜5紀 |      |
| ライトニングアックス（雷光斬斧） | 雷   | グー       | じゃんけんに勝つとたまに発動する。 | こうげき力が高いほど強力になる追撃を繰り出す。 | ひっさつタイプの恐竜・スーパー恐竜・このわざの手と同じじゃんけんマークの恐竜 | 覚新2紀〜5紀 |      |
| ギガロックハンマー（砕土硬槌）   | 土   | チョキ     | じゃんけんに勝つとたまに発動する。 | こうげき力が高いほど強力になる追撃を繰り出す。 | ひっさつタイプの恐竜・スーパー恐竜・このわざの手と同じじゃんけんマークの恐竜 | 覚新1紀〜6紀 |      |
| ソーンウィップ（緑振棘鞭）       | 草   | チョキ     | じゃんけんに勝つとたまに発動する。 | こうげき力が高いほど強力になる追撃を繰り出す。 | ひっさつタイプの恐竜・スーパー恐竜・このわざの手と同じじゃんけんマークの恐竜 | 覚新1紀〜6紀 |      |
| ジェットシュリケン（風手裏剣）   | 風   | グー       | じゃんけんに勝つとたまに発動する。 | こうげき力が高いほど強力になる追撃を繰り出す。 | ひっさつタイプの恐竜・スーパー恐竜・このわざの手と同じじゃんけんマークの恐竜 | 覚新2紀〜5紀 |      |

#### 究極わざ
超わざの一種で、通常の属性に2枚ずつ存在する。
| カード名                           | 属性 | じゃんけん | こうげき力の増分 | こうげき力の増分 | テクニックの増分（必殺わざのみ） | 発動条件                             | わざの詳細・効果 | 排出紀                                                     | 備考                                                                                   |
| カード名                           | 属性 | じゃんけん | 必殺わざ         | それ以外         | テクニックの増分（必殺わざのみ） | 発動条件                             | わざの詳細・効果 | 排出紀                                                     | 備考                                                                                   |
| ---------------------------------- | ---- | ---------- | ---------------- | ---------------- | -------------------------------- | ------------------------------------ | --- | ---------------------------------------------------------- | -------------------------------------------------------------------------------------- |
| マグマブラスター（猛炎奔流）       | 炎   | グー       | +500             | +500             | +100                             | 負けた後にグーでじゃんけんに勝つ。   | 渾身の力を込めて口から強烈な火炎を一直線に吐き、相手を一気に吹っ飛ばして岩にぶつける。                                                                 | 2007第3紀〜第4紀+・激ザン2紀+・覚新1紀・3紀・5紀           |                                                                                        |
| バーニングダッシュ（爆炎突撃）     | 炎   | パー       | +450             | +450             | +100                             | あいこの後にパーでじゃんけんに勝つ。 | 口から炎を吐きながら助走をつけて相手の首にかみつき、全力疾走して岩に突っ込んだ後、大爆発を起こす。                                                     | 激ザン1紀〜3紀・覚新1紀〜2紀・5紀〜6紀                     |                                                                                        |
| ハイドロカッター（水刃斬波）       | 水   | グー       | +500             | +500             | +100                             | 負けた後にグーでじゃんけんに勝つ。   | 地面から強力な水の刃を自身の目の前に作り出し、波のように打って相手を岩と共に切り裂く。                                                                 | 激ザン2紀+〜3紀・覚新1紀〜3紀・5紀〜6紀                    |                                                                                        |
| フタバメガキャノン（双葉大砲）     | 水   | チョキ     | +400             | +400             | +100                             | 勝った後にチョキでじゃんけんに勝つ。 | フタバサウルスが湖から現れ、口から強力な水流を一直線に発射して相手に浴びせる。                                                                         | 2007第2紀〜第4紀+・激ザン1紀〜2紀・3紀・覚新2紀・4紀〜6紀  | ショルダーネームは「ご存知、双葉鈴木竜」。DS版では「フタバサウルス・スズキィ」である。 |
| サンダードライバー（旋雷杭打）     | 雷   | チョキ     | +400             | +400             | +100                             | 勝った後にチョキでじゃんけんに勝つ。 | 相手を浮かせ、電気力で空高くジャンプして雷を落とした後、きりもみ回転しながら勢いをつけて杭のように地面に打ち込む。                                     | 激ザン3紀・覚新1紀〜3紀・5紀〜6紀                          |                                                                                        |
| ガトリングスパーク（瞬雷千烈）     | 雷   | パー       | +450             | +450             | +100                             | あいこの後にパーでじゃんけんに勝つ。 | 相手を突き上げて自身に落とした雷の力をため、超スピードで連続突きをお見舞いした後、とどめの突きで吹っ飛ばす。                                           | 2007第4紀〜第4紀+・激ザン1紀〜2紀+・覚新1紀・3紀・5紀〜6紀 |                                                                                        |
| クエイクセイバー（土竜聖剣）       | 土   | グー       | +450             | +450             | +100                             | あいこの後にグーでじゃんけんに勝つ。 | 大きな聖剣を尻尾に作り出し、相手を岩と共に高速の横回転で切りつける。                                                                                   | 2007第1紀+〜第4紀+・激ザン2紀・3紀・覚新2紀・4紀〜6紀      | DS版では相手と共に切りつける岩が存在しない。                                           |
| ビッグロックローラー（大岩転球）   | 土   | パー       | +400             | +400             | +100                             | 勝った後にパーでじゃんけんに勝つ。   | 地面から大きな岩を球のように自身の目の前に作り出し、相手に向かって一直線に転がした後、相手と共に大岩にぶつける。                                       | 激ザン2紀+〜3紀・覚新1紀〜2紀・5紀                         |                                                                                        |
| ツープラトンクラッシュ（超竜合体） | 草   | グー       | +450             | +450             | +100                             | あいこの後にグーでじゃんけんに勝つ。 | セイスモサウルスとスーパーサウルスが両前足で地面を叩きつけて相手を空高く飛び上がらせ、落ちてくる隙に長い首で相手の首を挟んで地面に落とす。             | 激ザン1紀〜3紀・覚新1紀〜2紀・5紀〜6紀                     |                                                                                        |
| スーパーインパクト（超竜衝撃）     | 草   | パー       | +500             | +500             | +100                             | 負けた後にパーでじゃんけんに勝つ。   | スーパーサウルスの力を借りて前転しながら空高くジャンプし、相手に急降下して地面に埋め込む。                                                             | 2007第1紀〜第4紀+・激ザン2紀・3紀・覚新2紀・4紀〜6紀       | ショルダーネームは「ジュラ紀の超竜」。                                                 |
| ハリケーンビート（暴風乱打）       | 風   | チョキ     | +500             | +500             | +100                             | 負けた後にチョキでじゃんけんに勝つ。 | 地面からハリケーンを自身の周りに作り出して持っていき、相手を浮かせて飛びかかった後、後ろ足で連続キックとサマーソルトキックをお見舞いして地面に落とす。 | 激ザン2紀+〜3紀・覚新1紀〜3紀・5紀〜6紀                    |                                                                                        |
| カゲロウ（幻舞連爪）               | 風   | パー       | +400             | +400             | +100                             | 勝った後にパーでじゃんけんに勝つ。   | 風の力で目にも止まらない速さで動き回って相手を攻撃する。                                                                                               | 2007第4紀・第4紀+・激ザン2紀・3紀・覚新2紀・4紀〜5紀       |                                                                                        |

#### ディノコンボ
必殺わざに装備される超わざ。通常の属性に1枚ずつ存在する。カード表面には必殺わざマークが付いている。バトル画面に表示されるじゃんけんマークの通りにわざボタンを素早く押すとダメージが上がるが、わざボタンを素早く押さないと失敗する。
| カード名                           | 属性 | 発動条件                     | わざの詳細・効果                                                                                            | わざの進行                                                            | 排出紀       | 備考                                                                                                   |
| ---------------------------------- | ---- | ---------------------------- | --- | --------------------------------------------------------------------- | ------------ | --- |
| クリムゾンフレイム（深紅燃焼）     | 炎   | 必殺わざでじゃんけんに勝つ。 | 打撃と火炎放射を浴びせるコンビネーション攻撃を繰り出す。                                                    | ダイノテイル→コンボアッパー→ファイアバースト→クリムゾンフレイム       | 覚新3紀〜5紀 | |
| ネプチューンストリーム（海神昇流） | 水   | 必殺わざでじゃんけんに勝つ。 | 打撃と水流体当たりをぶちかますコンビネーション攻撃を繰り出す。                                              | ダイノテイル→コンボアッパー→ウォーターレーザー→ネプチューンストリーム | 覚新5紀〜6紀 | |
| イナズマファランクス（稲妻発電）   | 雷   | 必殺わざでじゃんけんに勝つ。 | 打撃と雷の矢を乱れ打つコンビネーション攻撃を繰り出す。                                                      | ダイノテイル→コンボアッパー→サンダーボルト→イナズマファランクス       | 覚新3紀〜5紀 | アニメ版ではわざの名前が「ファイナルサンダー」となっている。                                           |
| ガイアマウンテン（地神山脈）       | 土   | 必殺わざでじゃんけんに勝つ。 | 打撃と水晶の剣山で貫くコンビネーション攻撃を繰り出す。                                                      | ダイノテイル→コンボアッパー→ブロックホームラン→ガイアマウンテン       | 覚新5紀〜6紀 | |
| ダイノフォース（恐竜戦隊）         | 草   | 必殺わざでじゃんけんに勝つ。 | 打撃とトゥプクスアラ5頭、ミンミ3頭、ムラエノサウルス3頭の一斉攻撃を浴びせるコンビネーション攻撃を繰り出す。 | ダイノテイル→コンボアッパー→スカイウィング→ダイノフォース             | 覚新4紀〜5紀 | ミンミのショルダーネームは「得意の一散走り」、ムラエノサウルスのショルダーネームは「海原の荒くれ者」。 |
| エアレイドストーム（襲空轟嵐）     | 風   | 必殺わざでじゃんけんに勝つ。 | 打撃と飯綱落としをぶちかますコンビネーション攻撃を繰り出す。                                                | ダイノテイル→コンボアッパー→ソニックブーム→エアレイドストーム         | 覚新4紀〜5紀 | |

#### ひみつの超わざ
2007年シリーズまでに登場したシークレット恐竜にカスタマイズするとこうげき力が+300、激ザンシリーズに登場したシークレット恐竜にカスタマイズするとこうげき力が+400、エオラプトル以外のシークレット恐竜にカスタマイズするとテクニックが+100加算される。

##### ディノニクス専用の超わざ
発動準備条件はランダム。
| わざ名                         | じゃんけん | 備考 |
| ------------------------------ | ---------- | ---- |
| ダイナギャラクシー（銀河群龍） | グー       |      |
| クロスカッター（十字架撃）     | チョキ     |      |
| ローリングアタック（超転龍襲） | パー       |      |

##### パキケファロサウルス専用の超わざ
発動準備条件は4ターン経過後。
| わざ名                       | じゃんけん | 備考 |
| ---------------------------- | ---------- | ---- |
| ヘッドダイバー（鋼頭昇竜）   | グー       |      |
| ダイナミックレイ（閃光鋼頭） | チョキ     |      |
| クエイクヒート（地割頭突）   | パー       |      |

##### テリジノサウルス専用の超わざ
発動準備条件は同じ手を2回出した後。
| わざ名                             | じゃんけん | 備考 |
| ---------------------------------- | ---------- | ---- |
| ネイルブレード（切裂巨爪）         | グー       |      |
| ジャイロスラッシャー（超回転爪撃） | チョキ     |      |
| デンジャラスクロウ（脅威爪刺）     | パー       |      |

##### メガロサウルス専用の超わざ
発動準備条件はランダム。
| わざ名                             | じゃんけん | 備考 |
| ---------------------------------- | ---------- | ---- |
| ゼロジースロー（重力支配）         | グー       |      |
| ギガンティックフォール（巨塊崩落） | チョキ     |      |
| サイキックバインド（念力呪縛）     | パー       |      |

##### パウパウサウルス専用の超わざ
発動準備条件はじゃんけんに2回負けた後。
| わざ名                         | じゃんけん | 備考 |
| ------------------------------ | ---------- | ---- |
| パウパウプレス（親子集合）     | グー       |      |
| パウパウラブラブ（夫婦円満）   | チョキ     |      |
| パウパウローリング（家族団結） | パー       |      |

##### クリオロフォサウルス専用の超わざ
発動準備条件は同じ手を2回出した後。
| わざ名                           | じゃんけん | 備考 |
| -------------------------------- | ---------- | ---- |
| スノークリスタル（白雪結晶）     | グー       |      |
| ブリザードスマッシュ（吹雪氷砕） | チョキ     |      |
| フローズングライド（氷結滑破）   | パー       |      |

##### アパトサウルス専用の超わざ
発動準備条件は4ターン経過後。
| わざ名                             | じゃんけん | 備考 |
| ---------------------------------- | ---------- | ---- |
| メガワットスタンプ（超電圧破潰）   | グー       |      |
| エレクトロランチャー（超電磁貫撃） | チョキ     |      |
| アークディスチャージ（超電導波紋） | パー       |      |

## トリプルスラッシュカード
わざカードの一種で、1枚のカードからカード表面に記載された3枚の超わざが記録されている。カードは通常の長方形ではなく、三角形である。交換カードが排出されたら、第1弾（2007第1紀）は炎セット・雷セット・草セット、第2弾（2007第1紀+）は水セット・土セット・風セットの内、いずれか一方が封入された袋で渡される。
炎セット
- ビッグファイアキャノン（爆炎大砲）・ビッグファイアボム（大炎爆発）・フライトブレイズスピン（灼熱大車輪）
- ギガノトサウルス（カウンタータイプ）

炎セット2
- マグマブラスター（猛炎奔流）・ビッグファイアボム（大炎爆発）・ボルケーノバースト（爆炎壁攻）
- DS版の予約特典限定

水セット
- ウォーターソード（暫流剣）・トラジェディーオブザボール（龍河苦玉）・フラッドストラップ（龍河鞭攻）
- スコミムス（ピンチタイプ）

雷セット
- ギガライディーン（激力雷電）・サンダーバズーカ（雷角回弾）・ライトニングスラスト（雷槍角刺）
- トリケラトプス（カウンタータイプ）

土セット
- ラッシュスパイン（放射棘槍）・ビッグモールアタック（土竜突撃）・ヘルアースクエイク（大地激怒）
- アンキロサウルス（ピンチタイプ）

草セット
- エッグスリボルバー（朋卵弾丸）・ビッグフットアサルト（朋巨大圧）・メタルウイング（朋鋼翼撃）
- マイアサウラ（ピンチタイプ）

風セット
- カマイタチ（風刀切刻）・ニンジャアタック（分身術攻）・トルネードブロー（竜巻投撃）
- アロサウルス（そっこうタイプ）

## その他のわざカード
わざカードの一種で、カードに表記されたわざの内の一つとなっている。
アクトロイドのアクトわざカード
- アクト団が開発した特殊わざ：ぬいぐるびーむ、アクトミサイル、びっくりバナナ、がんばれ！カクトロイド！ 、アクトダイス、やわらかびーむの内の一つ。
- 大会参加賞

リアスのお助け恐竜わざカード
- お助け恐竜が登場する特殊わざ：パウパウパワー、わざふうじ、ベノムファング、トリプルヘッドバッド、サウラのいやし、タペジャラ・ダイブの内の一つ。
- 大会参加賞

## キャラクターカード

### Dキッズ
D-KIDS
- リュウタ：激ザン2紀+に登場。
- レックス：激ザン2紀+に登場。
- マルム：激ザン2紀+に登場。

D-LABO
- 古代博士：激ザン2紀+に登場。

### アクト団
- ノラッティ〜：激ザン2紀+に登場。
- ノーピス：激ザン2紀+に登場。
- ウサラパ：激ザン2紀+に登場。
- エド：激ザン2紀+に登場。
- ロト：激ザン2紀+に登場。
- ロア：激ザン2紀+に登場。
- Dr. ソーノイダ：激ザン2紀+に登場。

### ザンジャーク
- グーネンコ：激ザン2紀+に登場。
- ミハサ：激ザン2紀+に登場。
- ザッパー：激ザン2紀+に登場。
- ノーピス：激ザン3紀に登場。
- ジャーク：覚新2紀に登場。
- ゴーマ：覚新5紀に登場。

### その他
前者はバトル画面でのプレイヤーへのアドバイスやヒント、後者はゲーム画面での敵役にのみ登場し、キャラクターカード化されなかった。
- リアス：2007第1紀から登場。
- コダイマン：2007年シリーズからのコダイマンモードに登場。
- アクトロイド：2007年シリーズの「DキッズVSアクト要塞」簡単モードに登場。
- テクロイド：覚新シリーズの「アクト団クイズ大作戦!」に登場。
- ロト&ロア：覚新シリーズの「アクト団クイズ大作戦!」に登場。

## Dキッズ・メンバーズカード
キャラクターカードの一種で、DにはDinosaur（恐竜）、Discover（発見）、Dream（夢）、Daring（勇気）の4つの意味がある。
- 2007年夏のWHFで配布されたもの、TVアニメの番組内で募集した支部隊員用だったもの、TVアニメDVD第1巻の初回特典だったもの、液晶ゲームの同梱品というものなど、数種類の図柄がある。
- 優勝・準優勝カードとしてはシルバー、ゴールド、ブラック、プラチナなどの種類がある。
- 覚新6紀では筐体からも排出された。

## その他のキャラクターカード
キャラクターカードの一種で、カードに表記されたキャラクターの内の一つのカードとなっている。
恐竜王・超恐竜王カード
- リュウタ、レックス、マルム、古代博士の内の一つ。
- 大会参加賞

アクト団カード
- Dr. ソーノイダ、ノラッティ〜、ノーピス、ロト、エド、ウサラパ、ロアのいずれか。
- 大会参加賞

## カスタマイズカード
全18種の内、初期の9体（ガブ、エース、パラパラ、ティラノ、スピノ、サイカ、ギガス、マキシムス、アルマトゥス）はアニメに出てきたカードの絵柄に基づいており、バトルタイプはディノテクター恐竜およびジャークアーマー恐竜の初登場時と同じタイプになっている。
以下では登場順に並べており、こうげき力値とテクニック値はわざのカスタマイズによって加算された値、スーパー恐竜はフュージョン時の数値で示している。
| 恐竜                           | 属性 | 必殺わざ | バトルタイプ | 強さ | こうげき力（合計） | テクニック | わざ                               | わざ                               | わざ                             | キャラクター   | 排出紀     | 備考 |
| 恐竜                           | 属性 | 必殺わざ | バトルタイプ | 強さ | こうげき力（合計） | テクニック | グーわざ                           | チョキわざ                         | パーわざ                         | キャラクター   | 排出紀     | 備考 |
| ------------------------------ | ---- | -------- | ------------ | ---- | ------------------ | ---------- | ---------------------------------- | ---------------------------------- | -------------------------------- | -------------- | ---------- | --- |
| ガブ（トリケラトプス）         | 雷   | チョキ   | きょうか     | 1600 | 1750               | 800        | ギガライディーン（激力雷電）       | エレクトリックチャージ（来雷蓄電） | プラズマアンカー（雷錨牽引）     | リュウタ       | なし       | マクドナルドのハッピーセットの付録として登場した。                                                                   |
| エース（カルノタウルス）       | 風   | グー     | あいこまもり | 1600 | 1850               | 750        | カマイタチ（風刀切刻）             | サイクロン（疾風無敵）             | ソニックブラスト（爆風大渦）     | レックス       | なし       | マクドナルドのハッピーセットの付録として登場した。                                                                   |
| パラパラ（パラサウロロフス）   | 草   | パー     | かいふく     | 1600 | 2300               | 750        | ツープラトンクラッシュ（超竜合体） | エメラルドガーデン（緑輝庭園）     | メタルウイング（朋鋼翼撃）       | マルム         | なし       | マクドナルドのハッピーセットの付録として登場した。                                                                   |
| ティラノ（ティラノサウルス）   | 炎   | パー     | かいしん     | 1600 | 2200               | 850        | ぬいぐるびーむ                     | ビッグファイアボム（大炎爆発）     | バーニングダッシュ（爆炎突撃）   | ウサラパ       | なし       | マクドナルドのハッピーセットの付録として登場した。                                                                   |
| スピノ（スピノサウルス）       | 水   | チョキ   | ラッキー7    | 1600 | 1550               | 900        | ショックウェーブ（激流封印）       | オーシャンパニック（魚竜強襲）     | アクトダイス                     | ノラッッティ〜 | なし       | マクドナルドのハッピーセットの付録として登場した。                                                                   |
| サイカ（サイカニア）           | 土   | グー     | こんじょう   | 1600 | 1950               | 900        | あいこアタック                     | クリスタルブレイク（結晶衝破）     | ビッグロックローラー（大岩転球） | エド           | なし       | マクドナルドのハッピーセットの付録として登場した。                                                                   |
| ギガス（ティラノサウルス）     | 炎   | グー     | どく         | 1600 | 2190               | 950        | マグマブラスター（猛炎奔流）       | デスファイア（地獄死炎）           | アトミックボム                   | グーネンコ     | 激ザン2紀+ | |
| マキシムス（トリケラトプス）   | 雷   | チョキ   | どく         | 1600 | 1750               | 1000       | ブリッツカウンター（閃光落雷）     | デスグラインド                     | アタックバースト                 | ミハサ         | 激ザン2紀+ | |
| アルマトゥス（ステゴサウルス） | 土   | パー     | どく         | 1600 | 1580               | 910        | ディフェンスバースト               | ベノムファング                     | アースバリア（大地土盾）         | ザッパー       | 激ザン2紀+ | |
| 超アクト恐竜 ラジャサウルス    | 炎   | チョキ   | ぽか〜ん     | 1600 | 1680               | 780        | パワードレイン                     | トリプルヘッドバッド               | 百烈ビンタ                       | ノラッティ〜   | 覚新2紀    | |
| 超アクト恐竜 スコミムス        | 水   | チョキ   | ぽか〜ん     | 1600 | 1650               | 900        | にこにこハンバーグ                 | わくわくイチゴケーキ               | はっぴープリン                   | エド           | 覚新2紀    | わざカードの名前は「わくわくいちごケーキ」だが、このカード裏面では「わくわくイチゴケーキ」とカタカナで書かれている。 |
| 超アクト恐竜 カスモサウルス    | 雷   | パー     | グーグー     | 1800 | 1900               | 590        | ぬいぐるびーむ                     | びっくりバナナ                     | やわらかびーむ                   | ロト           | 覚新2紀    | |
| 超アクト恐竜 ケントロサウルス  | 土   | グー     | チョキチョキ | 1800 | 1650               | 700        | たたかえ！カクトロイド！           | がんばれ！カクトロイド！           | それいけ！カクトロイド！         | ソーノイダ     | 覚新2紀    | |
| 超アクト恐竜 イグアノドン      | 草   | チョキ   | ぽか〜ん     | 1600 | 1650               | 1010       | アクトミサイル                     | 必殺よこく                         | 始祖鳥のまもり                   | ウサラパ       | 覚新2紀    | |
| 超アクト恐竜 アロサウルス      | 風   | チョキ   | パーパー     | 1800 | 1650               | 760        | パウパウパワー                     | ドキドキ！アクトダーツ！           | サウラのいやし                   | ロア           | 覚新2紀    | |
| スーパーガブ                   | 雷   | チョキ   | スーパー     | 1600 | 3100               | 1400       | ライトニングアックス（雷光斬斧）   | イナズマファランクス（稲妻発電）   | プラズマアンカー（雷錨牽引）     | リュウタ       | 覚新4紀    | |
| スーパーエース                 | 風   | グー     | スーパー     | 1600 | 3500               | 1400       | エアレイドストーム（襲空轟嵐）     | ニンジャアタック（分身術攻）       | ソニックブラスト（爆風大渦）     | レックス       | 覚新4紀    | |
| スーパーパラパラ               | 草   | パー     | スーパー     | 1600 | 4000               | 1400       | ツープラトンクラッシュ（超竜合体） | ソーンウィップ（緑振棘鞭）         | ダイノフォース（恐竜戦隊）       | マルム         | 覚新4紀    | |

## 漫画版
古代王者 恐竜キング
作者：酒井ようへい てんとう虫コミックス 全2巻
『別冊コロコロコミック』にて2006年2月号から2007年10月号まで連載。
ゲーム版の初期設定に準拠しているため、マルムやリアスは登場しない。また、ゲーム内では登場しないオリジナルの恐竜やわざが登場する。
1. ISBN 978-4091402363
2. ISBN 978-4091403957

登場キャラクター
リュウタ
主人公。基本的な設定はゲーム版と同じである。
レックス
リュウタの親友。容姿はゲーム版と同じだが、よくガムをふくらませている留学生で、プリンが好物という設定である。ポケットに手を入れている事が多い。
キング
リュウタのパートナーとなるスティラコサウルス。初登場時は卵から孵ったばかりの幼体だったが、二話で中型犬程の亜成体に成長している。その後は作風なのか容姿が度々変化している。「ギガライディーン（激力雷電）」、「ライトニングスラスト（雷槍角刺）」、「テラライディーン（超絶激力雷電）」（漫画版オリジナル）を使う。第1巻巻末の外伝では夢の中の話ではあるが、土の超わざ「ビッグモールアタック（土竜突撃）」、風の超わざ「トルネードブロー（竜巻投撃）」、漫画版オリジナルのわざ「ダイナマイトエキサイティングビーム（黎明大乱争覇撃）」を発動している。ゲーム内ではスペシャル恐竜のミニキングとして登場する。
ベンヂャミン
第1巻終盤でレックスのパートナーとなるエセ外国人の様な口調のイリテーター。トサカが何故かモヒカンの様なデザインになっており、「下まつ毛」と呼ばれる事が多い。「トラジェディーオブザボール（龍河苦玉）」、「トラジェディーオブザビッグボール（龍河大苦玉）」（漫画版オリジナル）、「フラッドストラップ（龍河鞭攻）」を使う。
登場する恐竜
ティラノサウルス
ソーノイダの操る恐竜。「テイルスマッシュ」と「ビッグファイアボム（大炎爆発）」を使う。
トリケラトプス
第1話でリュウタに協力した恐竜。「ギガライディーン（激力雷電）」を使う。
ギガノトサウルス
ノラッティ～の操る恐竜。「アトミックボム」を使う。超わざもあるようだが、出す前にキングに倒された。
プテラノドン
ジュニア
リュウタに協力する。「メタルウイング（朋鋼翼撃）」を使う。
首領（ドン）
ウサラパの操る翼竜。他にも数頭のプテラノドンがウサラパに操られている。「メタルウイング（朋鋼翼撃）」だけでなく、漫画版オリジナルの「フルメタルウィング（朋鋼大翼撃）」を使う。
サイカニア
エドの操る恐竜。2頭でキングを挟み撃ちにした。「ビッグモールアタック（土竜突撃）」を使う。
ステゴサウルス
エドの操る恐竜。他にも多くの土属性の恐竜が登場している。「ラッシュスパイン（放射棘槍）」を使う。漫画本編では名前は出てこないが、単行本のおまけページで超わざとともに紹介されている。なお、1巻巻末の外伝漫画には名前が登場するが、キングに一瞬で倒される。
トロサウルス
ロトの操る恐竜。「ギガライディーン（激力雷電）」を使う。
アロサウルス
ロアの操る恐竜。「カマイタチ（風刀切刻）」と「ニンジャアタック（分身術攻）」を使う。
スピノサウルス
ノーピスの操る恐竜。幼体と成体が登場する。
幼体
ノーピスの掌に収まるほどの赤ん坊。わざは「あいこやぶり」と「必殺よこく」、超わざは「ショックウェーブ（激流封印）」と「ウォーターソード（暫流剣）」を使う。
成体
ゲームに登場する以上の巨体で描かれている。「ウォーターソード（暫流剣）」と「フラッドストラップ（龍河鞭攻）」を使う。
超アクト恐竜 ティラノサウルス
超特殊チップでパワーアップした最強の恐竜で、自分が死んだことすら気付かずに相手に向かっていくという。漫画版オリジナルの恐竜であるが、ゲーム版・アニメ版におけるブラックティラノサウルスに相当する。「地獄死炎（デスファイア）」を使う。
スティラコサウルス
キングの母親。
スコミムス、アクロカントサウルス
1巻巻末の外伝でステゴサウルスとともに登場。3頭まとめてキングに倒された。
最強古代王者決定ギャグ オレたち恐竜キング
作者：河合じゅんじ 『コロコロイチバン!』 （2007年3月 No.12～2009年1月 No.23）
登場人物の大半が恐竜であり、人間のキャラクターは登場しないが、河合先生の代表作品である。また、モチーフにした恐竜も多数決で登場している。
登場する恐竜（モデルとなった恐竜）
ティラノ（ティラノサウルス）
主人公。茶色にした恐竜。
チンタオ（チンタオサウルス）
ティラノの相棒。黄緑色にした恐竜。コロコロイチバンの第23号でカード付録化された。
トリケラ（トリケラトプス）
スピノ（スピノサウルス）
恐竜キング 翼竜伝説
作者：矢高鈴央 『コロコロイチバン!』 （2008年 No.18～2009年 No.26）
基本的にアニメ版と覚新シリーズの設定に準拠している。また、ゲーム内では登場しないオリジナルのわざが登場する。
登場キャラクター
リュウタ
レックス
マルム
グーネンコ
ザッパー
ミハサ
ジャーク
ゴーマ
登場する恐竜
ガブ
アニメ版と同様の設定である。「ギガライディーン（激力雷電）」、「サンダーバズーカ（雷角回弾） 」、「プラズマアンカー（雷錨牽引）」、「イナズマファランクス（稲妻発電）」、「アルティメットサンダー（究極雷撃）」、「アルティメットサンダー2」、「シャイニングアルティメットサンダー」を使う。
エース
アニメ版と同様の設定である。「カマイタチ（風刀切刻）」、「ジェットシュリケン（風手裏剣）」、「アルティメットウィンド（究極風撃）」（必殺わざ）を使う。
パラパラ
アニメ版と同様の設定である。「タペジャラ・ダイブ」、「ソーンウィップ（緑振棘鞭）」、「アルティメットリーフ（究極草撃）」（必殺わざ）を使う。
カルカロドントサウルス
グーネンコの操るジャークアーマー恐竜。「バーニングダッシュ（爆炎突撃）」を使う。
アマルガサウルス
ザッパーの操るジャークアーマー恐竜。「フラッドストラップ（龍河鞭攻）」（漫画内では必殺わざと表現されているが、実際のゲームでは必殺わざにはならない）を使う。
アフロヴェナトル
ミハサの操るジャークアーマー恐竜。最初は包帯を巻いたミイラ恐竜として登場し、ほどけた後にジャークアーマーを装着した。「ソニックブラスト（爆風大渦）」（ひっさつわざ）を使う。なお、アニメ版ではグーネンコの操る恐竜だった。
ブロント
ジャークの操るジャークアーマー恐竜。初登場時はジャークアーマーをつけていたが、2回目の時はつけていなかった。「アクアジャベリン（噴龍水槍）」を使う。
マプサウルス
ゴーマの操る恐竜。スーパー恐竜のようなデザインだが、言及されていないため、不明である。「ビッグファイアキャノン（爆炎大砲）」（必殺わざ）と「フレアソード（豪炎大剣）」を使う。なお、通常のマプサウルスはアニメ版ではミハサの操る恐竜だった。
アクロカントサウルス
ゴーマの操る恐竜。スーパー恐竜のようなデザインだが、言及されていないため、不明である。「マグマブラスター（猛炎奔流）」（漫画内では必殺わざと表現されているが、実際のゲームでは必殺わざにはならない）を使う。
スーパーバリオニクス
ゴーマの操るスーパー恐竜。ゲーム版のスーパーバリオニクス（エレメントフュージョンしたバリオニクス）と同じだが、ゴーマは「ジャークフュージョン」と言っている。「ウォーターソード（暫流剣）」（漫画内では必殺わざと表現されているが、実際のゲームでは必殺わざにはならない）を使う。なお、通常のバリオニクスはアニメ版ではグーネンコの操る恐竜だった。

## アミューズメント・大会
『古代王者 恐竜キング 〜ダイノミュージアム〜』
2007年7月14日より2007年9月2日まで、サンリオピューロランドで『古代王者 恐竜キング 〜ダイノミュージアム〜』を開催。限定カードとしてアクロカントサウルス（そっこうタイプ）のカードが配布された。また、各地の恐竜展示会とのタイアップが数多く行われた。
Dキッズグランプリ
2008年12月6日～2009年3月14日まで全国で開催されていた大会。試合形式は2VS2勝ち抜き戦のノックアウトトーナメント。参加賞は恐竜カード「熱き暴君の系譜」とオリジナルカードスリーブ。優勝デッキはブロント （ジャークアーマー、ぬいぐるびーむ・かいふく・タペジャラ・ダイブ）とパキケファロサウルス（そっこうタイプ、ぬいぐるびーむ・かいふく・アタックアップ）のペアであった。
Dキッズグランプリ2
2009年8月8日～2009年12月まで全国で開催されていた大会。大型大会では初めての、参加資格が中学生以下の大会。試合形式は前回同様、2VS2勝ち抜き戦のノックアウトトーナメント。参加賞は恐竜カード「雷角の戦士達」と恐竜キングステッカー。優勝デッキはスーパーテリジノサウルス（ぬいぐるびーむ・アンハングエラ・ダイブ・始祖鳥のまもり）とスーパーエオカルカリア（ぬいぐるびーむ・フレアソード・アタックアップ）のペアであった。　
コッシー発掘隊長
同社によるゲーム『甲虫王者ムシキング』のムシキングジョニーに相当する人物。次世代WHFや恐竜キングの大会などのイベントで姿を見る事ができる。
ひみつの暗号ページで「コッシー」と入れるとコッシーの情報を得る事ができた。
ケンサク研究員
コッシー発掘隊長と同じく、恐竜キング開発チームに関わる人物で様々な恐竜キングイベントに参加している。

## 家庭用ゲーム
『古代王者 恐竜キング Dキッズ・アドベンチャー ディノスラッシュ！ 恐竜バトル!!』
2007年10月25日発売のアドバンスピコ・ビーナ用絵本ソフト。ディノホルダー型カードスキャン付属、恐竜カード31枚・わざカード9枚同梱（アーケードゲーム用カードと互換性なし）。
『古代王者 恐竜キング 7つのかけら』
2007年11月22日発売のニンテンドーDSソフト。ジャンルはじゃんけんバトルRPG。ワイヤレス通信でのバトルも可能。アーケードゲーム内では登場しないオリジナルのわざが登場するほか、既存のわざにも発動条件やモーションなどが大きく変更されているものが存在する。また、激ザンシリーズから登場する恐竜の一部が先行登場している。
『古代王者 恐竜キング Dキッズ・アドベンチャー たたかえ! 恐竜キング』
2008年4月24日発売。LCD液晶ゲーム。

## グッズ
セガトイズは2006年3月から本作のグッズ販売を開始。ベイブレードに似た『スピンアタッカー』や恐竜のアクションフィギュアなどを販売してきたが、テレビアニメ化に伴い、すべて生産停止となった。その後はテレビアニメに準拠したキャラクター商品を新たに開発し、2007年3月から販売を開始している。